# Городище
Городи́ще, старослов'янське урочисте град — «поселення, укріплене валами і ровами; місце, де збереглися рештки укріпленого поселення»; залишки колись укріпленого поселення. Термін в основному охоплює постійні укріплені поселення від доісторичних часів до часів Середньовіччя (V–XVII століття). Як правило, городища розташовувалися у важкодоступних місцях — там, де ландшафт забезпечував природну опору для захищеного будівництва, наприклад на пагорбі, та часто поруч з озером, річкою або струмком, мисах різних водойм, іноді посеред боліт, або там, де ландшафт збільшував оборонну перевагу природними укріпленнями у вигляді річок, ярів, боліт, крутих схилів і т. ін. Так само, для городищ характерна практика підвищення обороноздатності місця за допомогою захисних споруд у вигляді земляних або дерев'яно-земляних валів, дерев'яних, глинобитних або кам'яних стін. Укріплення зазвичай повторюють контури пагорба, тому мають форму підпорядковану рельєфу, з однією або декількома оборонними лініями з одного або кількох (у значних за площею городищ) рядів земляних укріплень з частоколами або оборонними стінами та зовнішніми ровами. В інших випадках вони мають контури правильного прямокутника з піднесенням на платформі. Залишки колишнього укріпленого поселення, як правило, підносяться над околицями і збереглися у вигляді валів і ровів. Вал як частина огорожі був важливим будівельним елементом, і складався із землі з внутрішньою стіною та частоколом. Чисто кам'яні стіни рідко зустрічаються. Рови сьогодні не видно або видно погано, оскільки вони були піддані ерозії протягом століть.

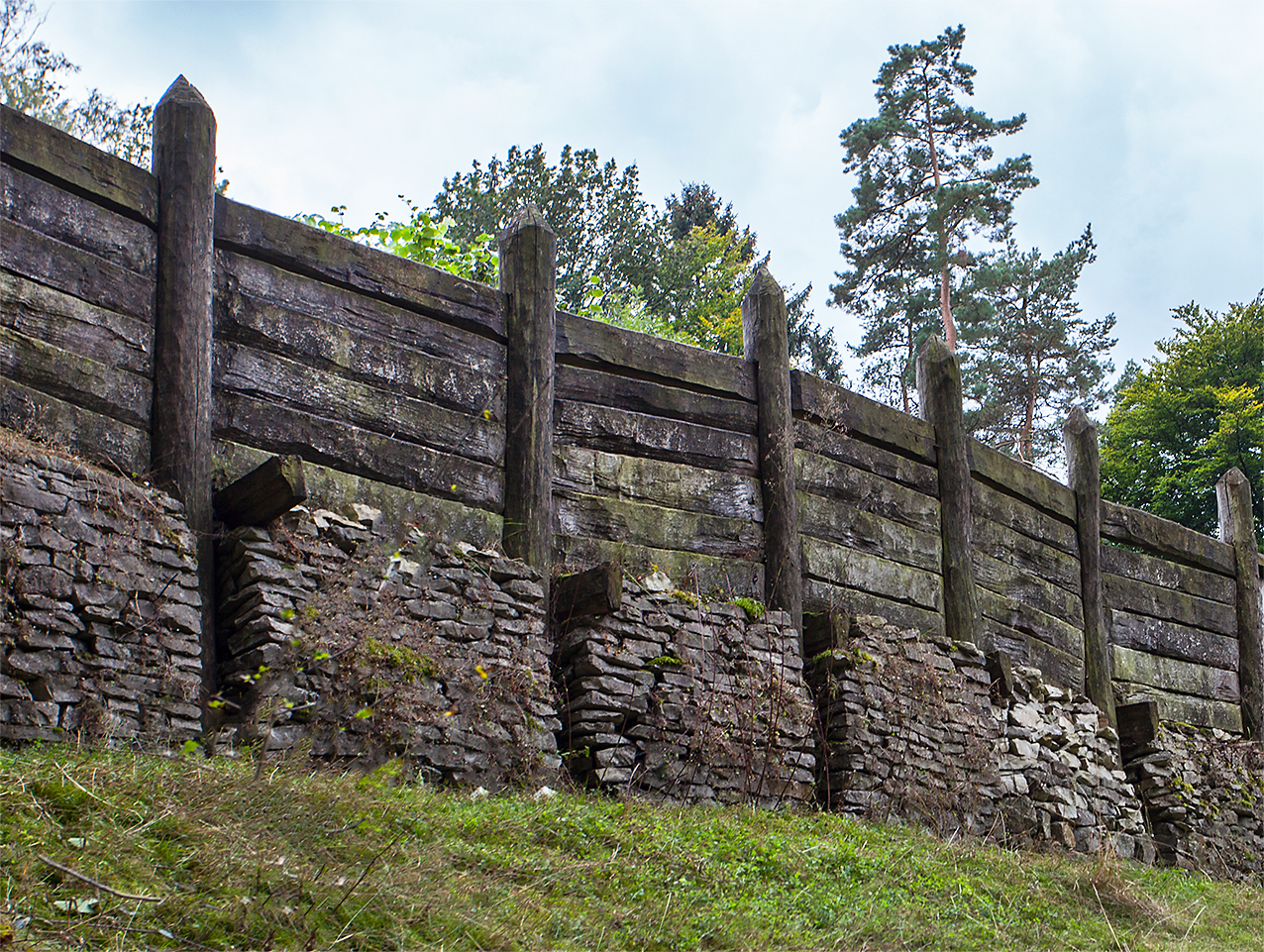
Реконструкція городища на Тонсбергу (гірський хребет у Тевтобурзькому лісі, Німеччина)

Городища бувають як незначних розмірів, так і досить потужні укріплення з двох і трьох валів і рову між ними, займали площу від 500 до 2000 м², та розташовані в природно захищених місцях. Залежно від регіону та часу розрізняють різні типи, такі як кельтські городища, слов'янські городища, високогірні поселення часів переселення, угорські городища і ін.
Городища поступово ставали центрами оборони, управління, торгівлі та ремесел, тобто перетворювалися на оборонні, адміністративні та торговельно-ремісничі центри племінних об'єднань, які активно розвивалися до XIII століття, коли на зміну їм прийшли укріплені міста.

Городище літописного болохівського міста Губин (XII–XIII ст.) з чотирма лініями валів. Аерофото 2021 року.

## Номенклатура
В переліку слів і виразів, які використовуються на позначення, в залежності від історичної чи фактичної точки відліку, або щодо інших ознак при категоризації, поняття городище позначається такими словами і фразами:

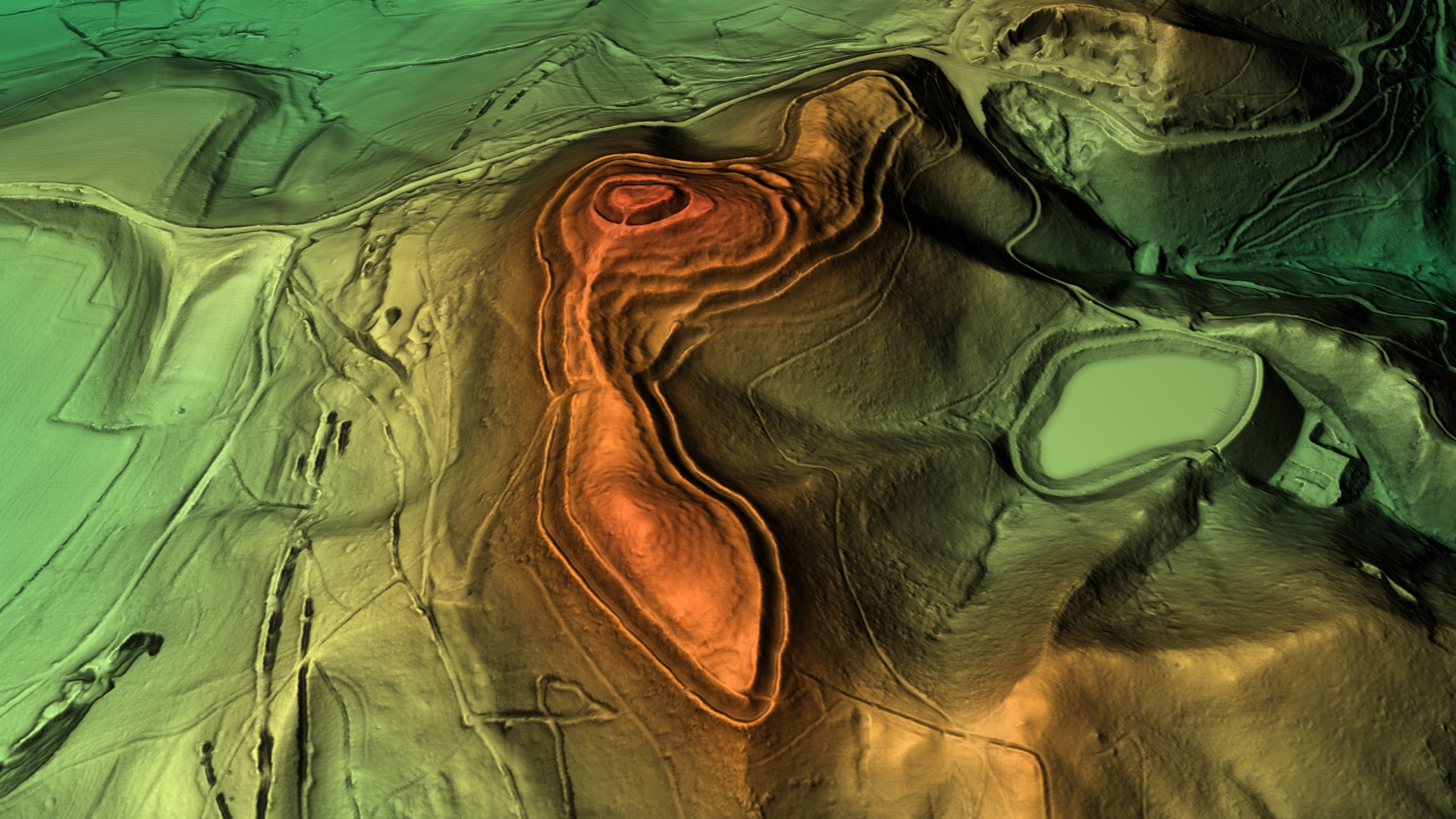
Тривимірне зображення цифрової моделі рельєфу Британського табору

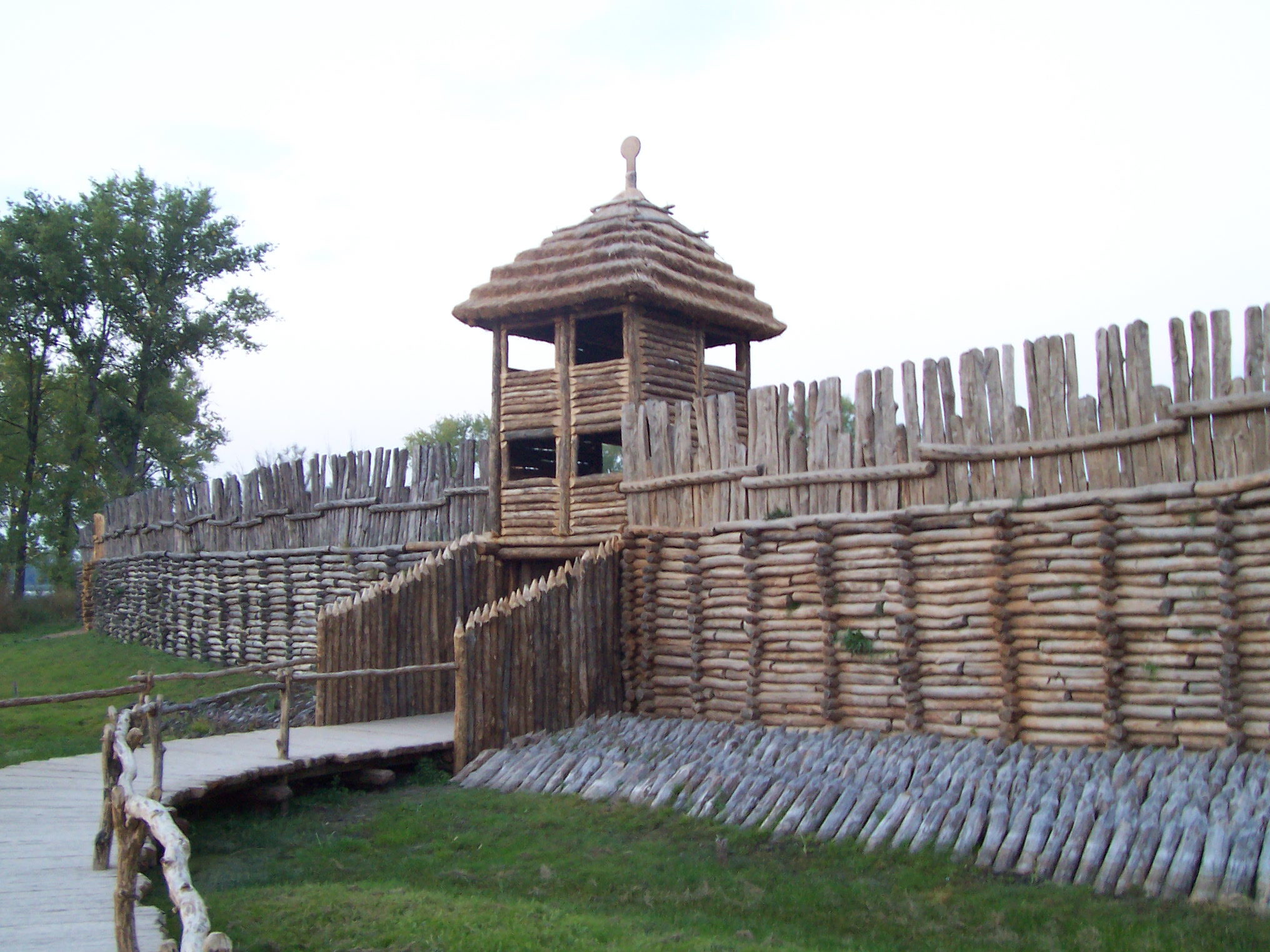
Бронзові ворота та мур у Біскупіні — реконструйованому оборонному поселенні лужицької культури з бронзової доби

 — го́род, городо́к,
 — апелятив городище, (загальна назва), або власні назви: Городище, Городок
 — староруське місто,
 — огороджене частоколом місто, селище, яке було укріпленим пунктом, (обгороджене місто)
 — населений пункт,
 — міські фортифікації ("град"),
 — оборонний комплекс,
 — осідок,
 — укріплена оселя,
 — укріплене поселення,
 — обгороджені (укріплені) території
 — «місце, де збереглися рештки укріпленого поселення»,
 — «Городище (археологія)» або «Городище, археологічна пам'ятка» — це про добуті розкопками археологічні залишки фортифікованих пунктів (найчастіше — давнини та середньовіччя).

Визначальний елемент для «Городищ, археологічна пам'ятка» — рештки штучних захисних споруд, що чи-то самі по собі, чи-то у комбінації з природними перешкодами утворюють замкнений контур, всередині якого — захищений простір (так званий майданчик городища). При цьому ані масштаби та складність структури укріплень, ані матеріал, з якого вони були збудовані (дерев'яні, дерев'яно-земляні, глинобитні, муровані), ані функціональне призначення та/або статус пункту (городище-сховище, городище-святилище, фортеця, укріплена садиба, замок, місто тощо) до уваги зазвичай не беруться. Також нерелевантна ознака городища — постійна присутність мешканців в межах укріплень, що археологічно відбивається у наявності культурного шару та/або решток стаціонарних житлових споруд. Менш однозначний критерій для визначення археологічної пам'ятки як городища — тривалість використання укріплень, адже в різних мілітарних традиціях практикувалося зведення тимчасових фортифікаційних споруд із замкненою структурою (табори, польові укріплення тощо). Щоправда, останні залишають по собі чіткі археологічні сліди радше у виняткових випадках, а зазначені винятки найчастіше — це наслідок саме тривалого (безперервного або спорадичного) використання таких фортифікаційних споруд. На практиці терміном городище на території України найчастіше визначають залишки фортифікованих пунктів, що мають сліди дерев'яно-земляних укріплень (вали та рови), у хронологічному діапазоні від енеоліту до пізнього середньовіччя.

 — «Городище (залишки іншого поселення)»

За Великою радянською енциклопедією (рос. Большая Советская Энциклопедия): «Городище (залишки ін. поселення)» — залишки стародавнього укріпленого поселення чи міста. Слово «Городище (залишки ін. поселення)» зустрічається в російських літописах з початку XII століття. «Городище (залишки ін. поселення)» зазвичай є трикутним, круглим або прямокутним майданчиком, часто захищеним природними укріпленнями (річками, ярами) і обов'язково ровами і земляними валами (або стінами). Виникнення найдавніших укріплених поселень пов'язане з епохою патріархату та з переходом населення до скотарсько-землеробського господарства; зміцнення споруджувалися для захисту майна роду — худоби та зерна — від ворожих набігів. На території СРСР та ін. країн відомі десятки тисяч «Городищ (залишки ін. поселення)», багато з них досліджено. Найдавніші «Городище (залишки ін. поселення)» в СРСР відносяться до енеоліту (Михайлівське поселення та ін), пізніші — до XVII століття. Нерідко «Городище (залишки ін. поселення)» однієї епохи використовувалося згодом населенням, яке прийшло на цю територію пізніше. Деякі «Городище (залишки ін. поселення)» досягають величезних розмірів, наприклад скіфське Кам'янське городище (12 км2). Майданчик «Городище (залишки ін. поселення)» зазвичай має культурний шар; у ньому при розкопках виявляють залишки жител, майстерень, різні речі тощо. Виняток становлять «Городище (залишки ін. поселення)»-притулку, де населення ховалося лише під час набігів ворога. До середньовічних «Городище (залишки ін. поселення)» відносяться залишки низки міських кремлів, укріплених садиб і замків, а також деякі споруди, що входили до системи сторожових укріплень.

 — в урочистому мовленні: град.
Усі ці назви стосуються піднесеного місця з одним або кількома валами, зробленими із землі, каменю та/або дерева, із зовнішнім ровом. Багато невеликих ранніх городищ було покинуто, а більші та значніші з них були перебудовані пізніше. Термін «городище» охоплює дуже широку категорію об'єктів, і включає як слабо укріплені поселення бронзового століття, так і потужні укріплені комплекси епохи середньовіччя.
Більшість городищ підлягають правовій охороні згідно з записом до реєстру пам'яток, але багато знищено систематичною оранкою та вивезенням піску, каменю і ін. Городища виділяються на полі у вигляді контуру валу або рову, або валу у вигляді конуса, який видно і сьогодні. Більшість з них виключені з земель сільськогосподарського використання або їхня поверхня заліснена.

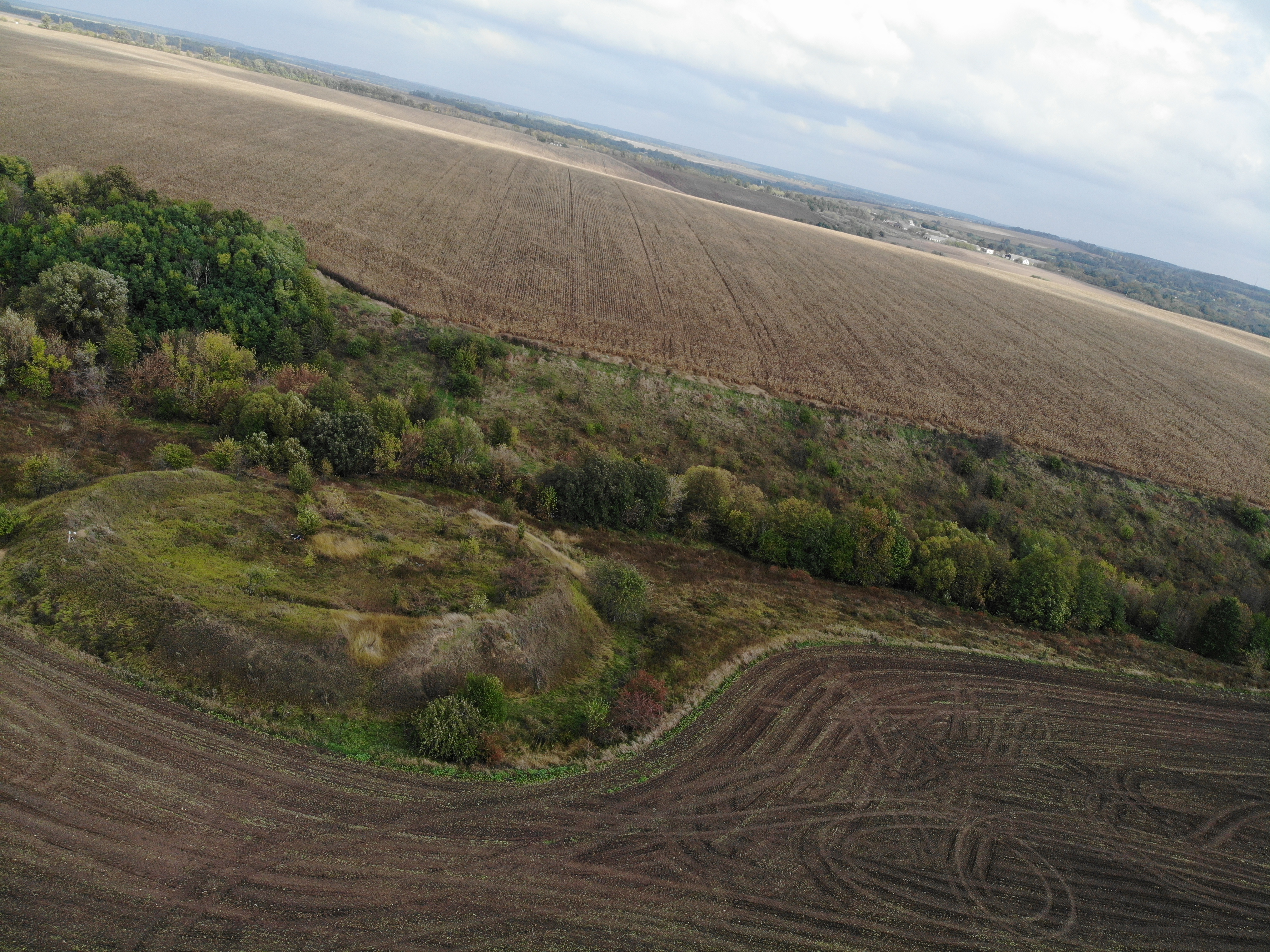
Аерофото укріплення в с.Гута, слов'янське городище Х–ХІ століть. Діаметр внутрішнього майданчика біля 45 метрів
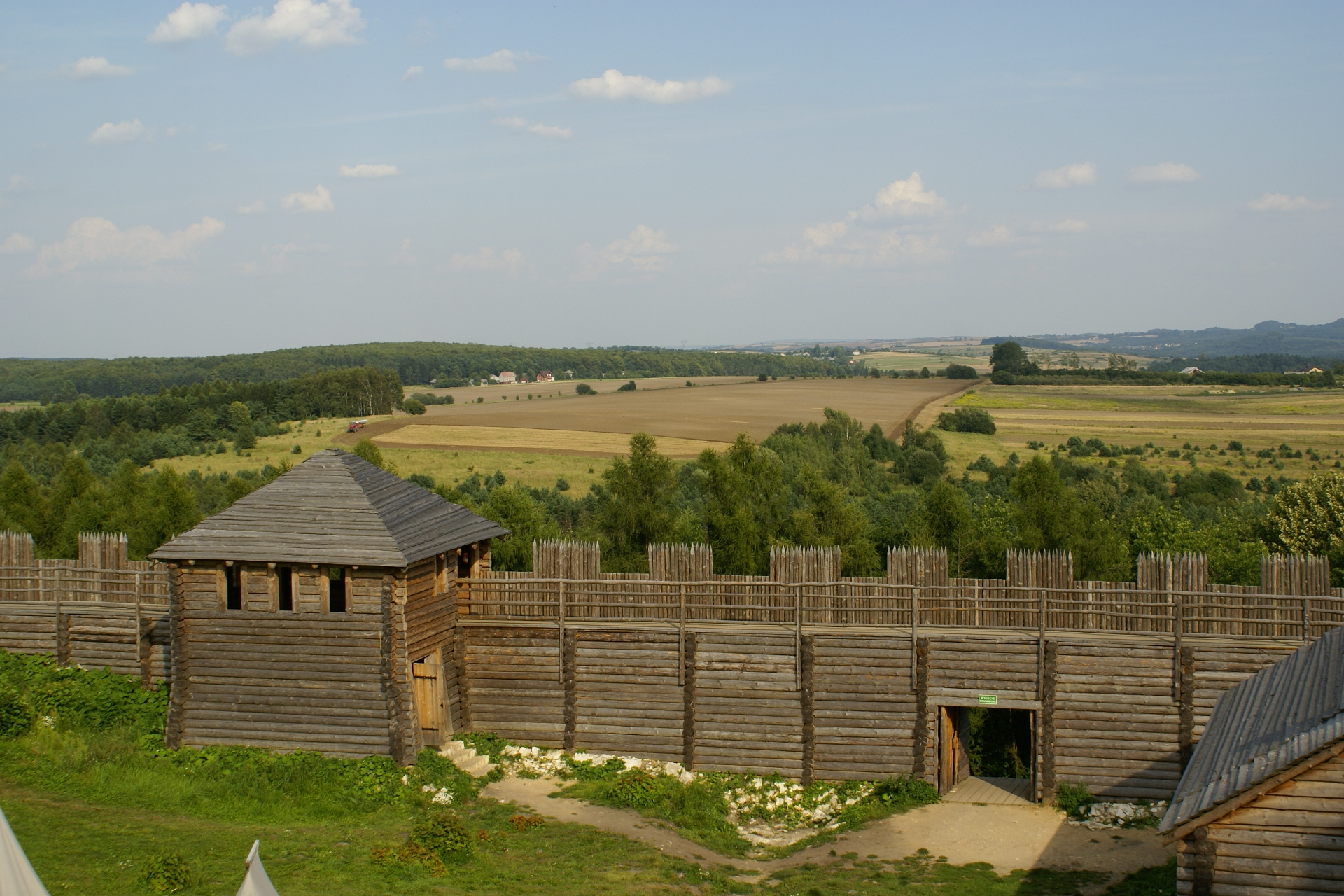
Реконструкція слов'янського дерев'яного укріплення на горі Біров, Польща
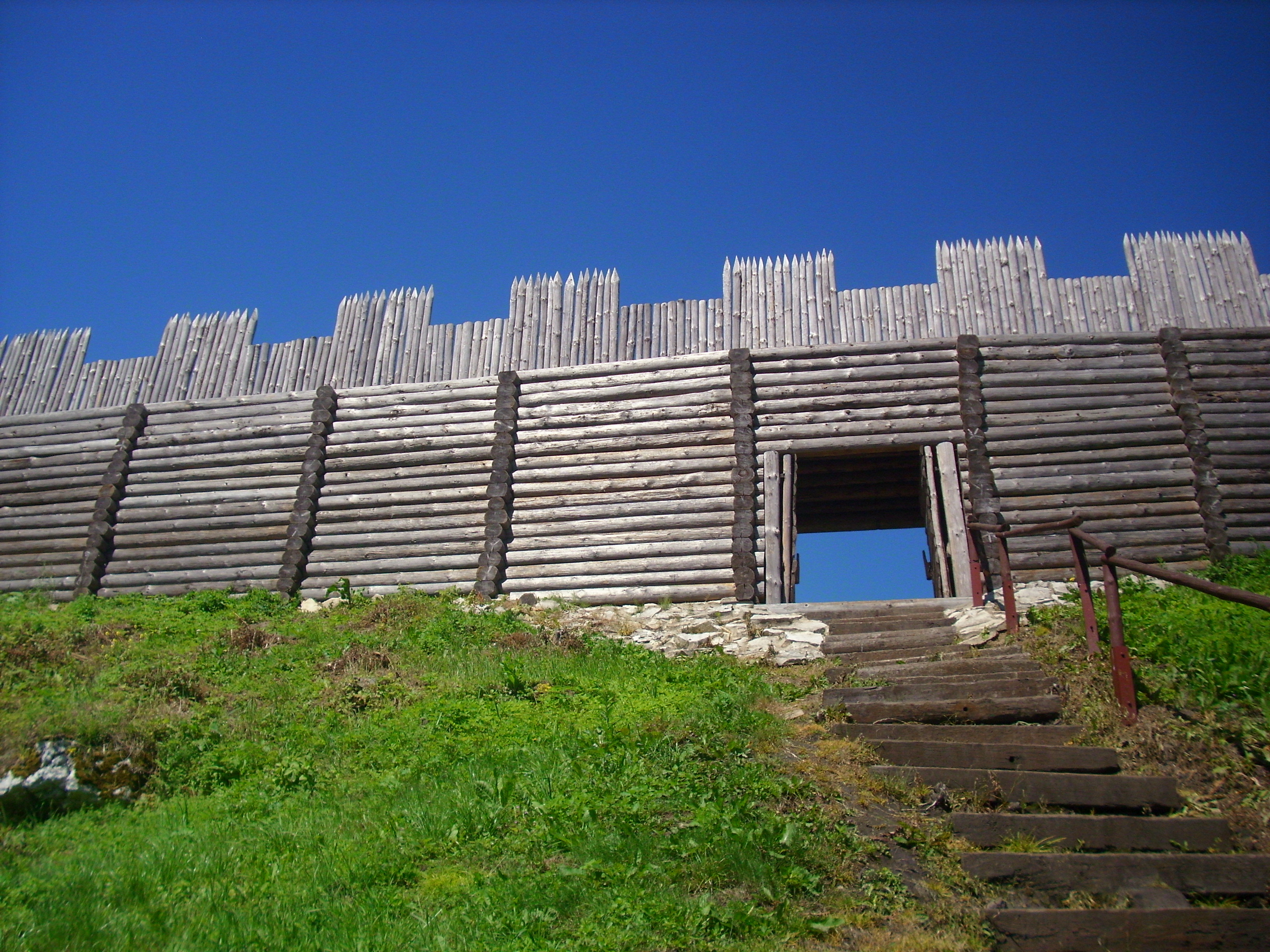
Частокіл городища. Реконструкція укріплень слов'янського городища на горі Бірюв, поблизу гміни Оградзенець, Сілезьке воєводство, Польща.
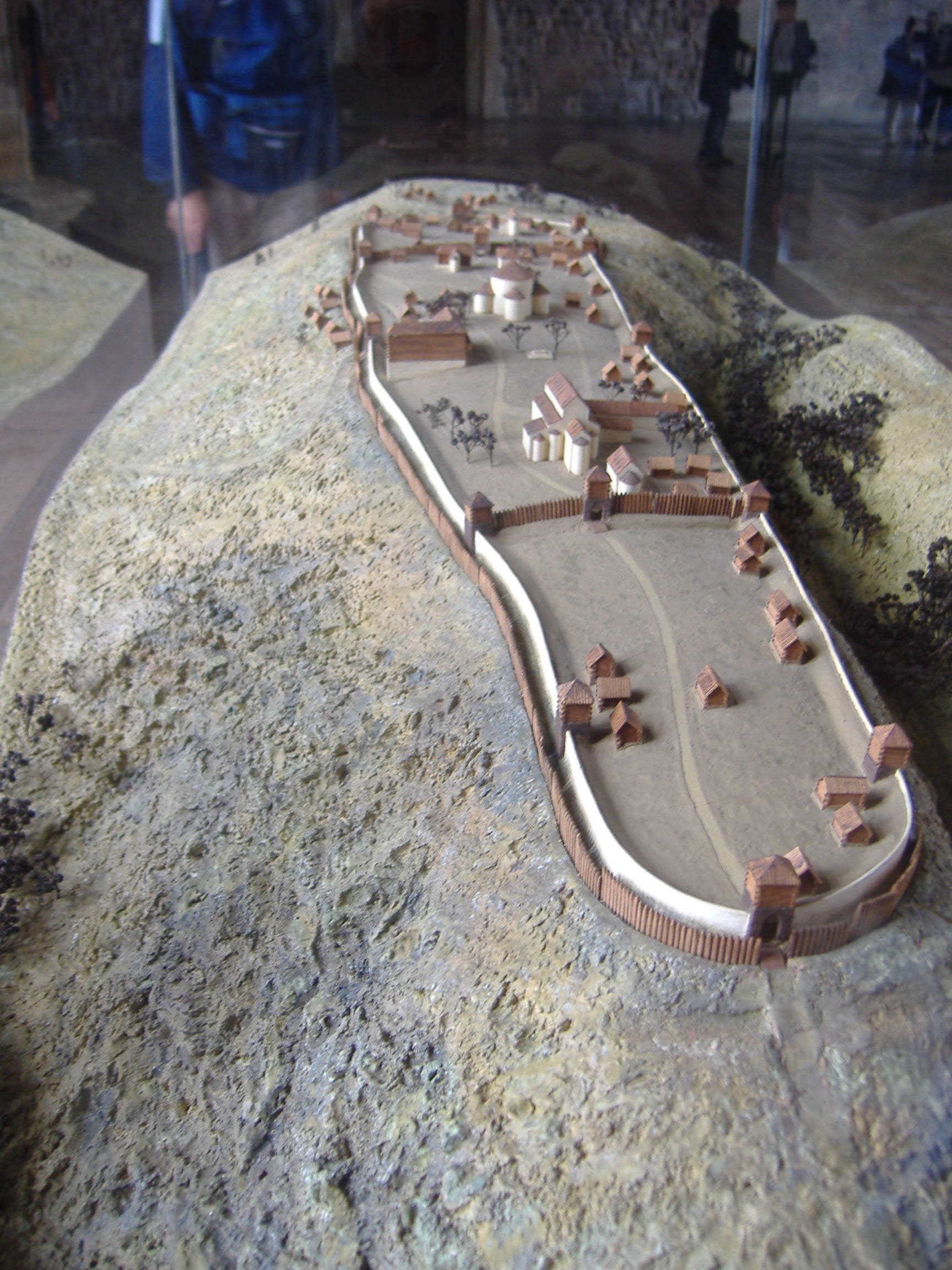
Це модель першої огорожі Празького Граду з церквою Сан-Віто в центрі.
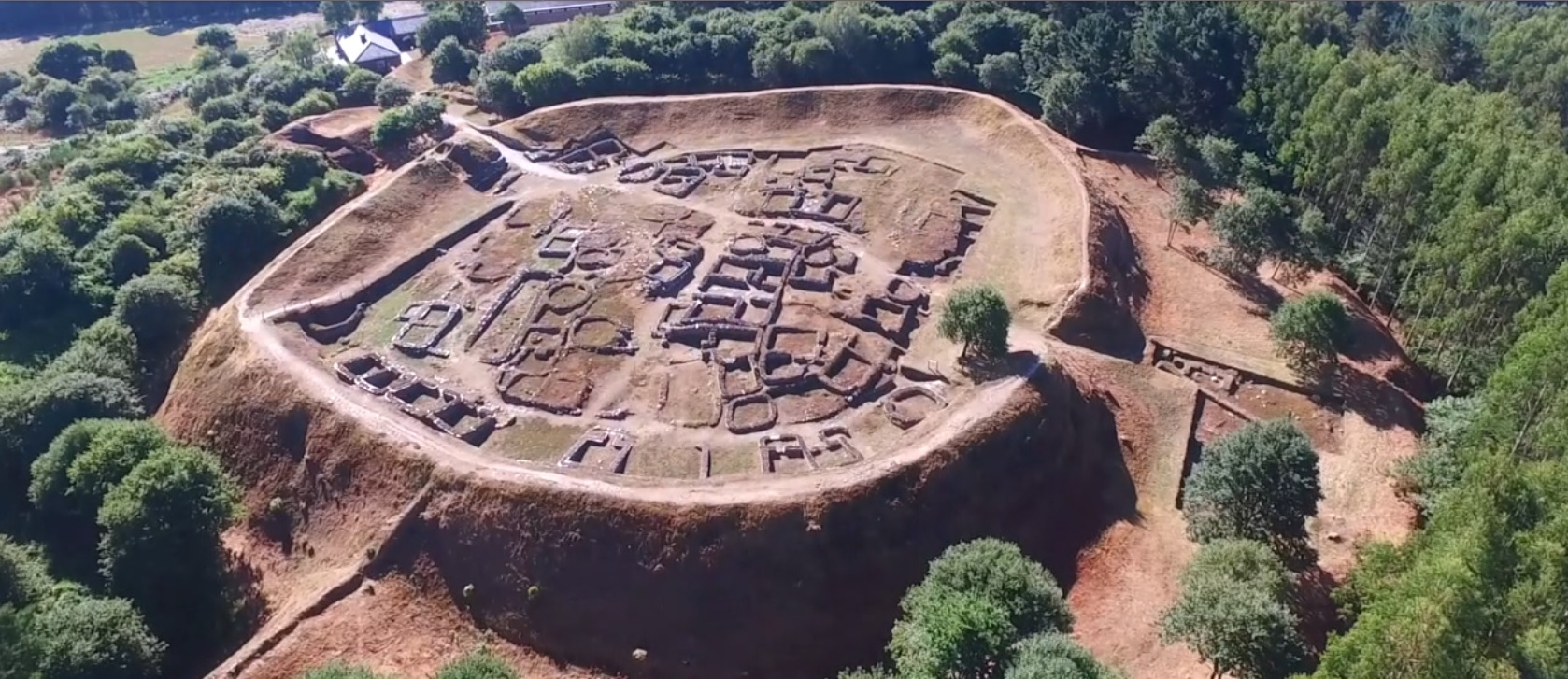
Аерофотознімок городища Кастро де Віладонга (культури Кастро), Галісія, Іспанія.
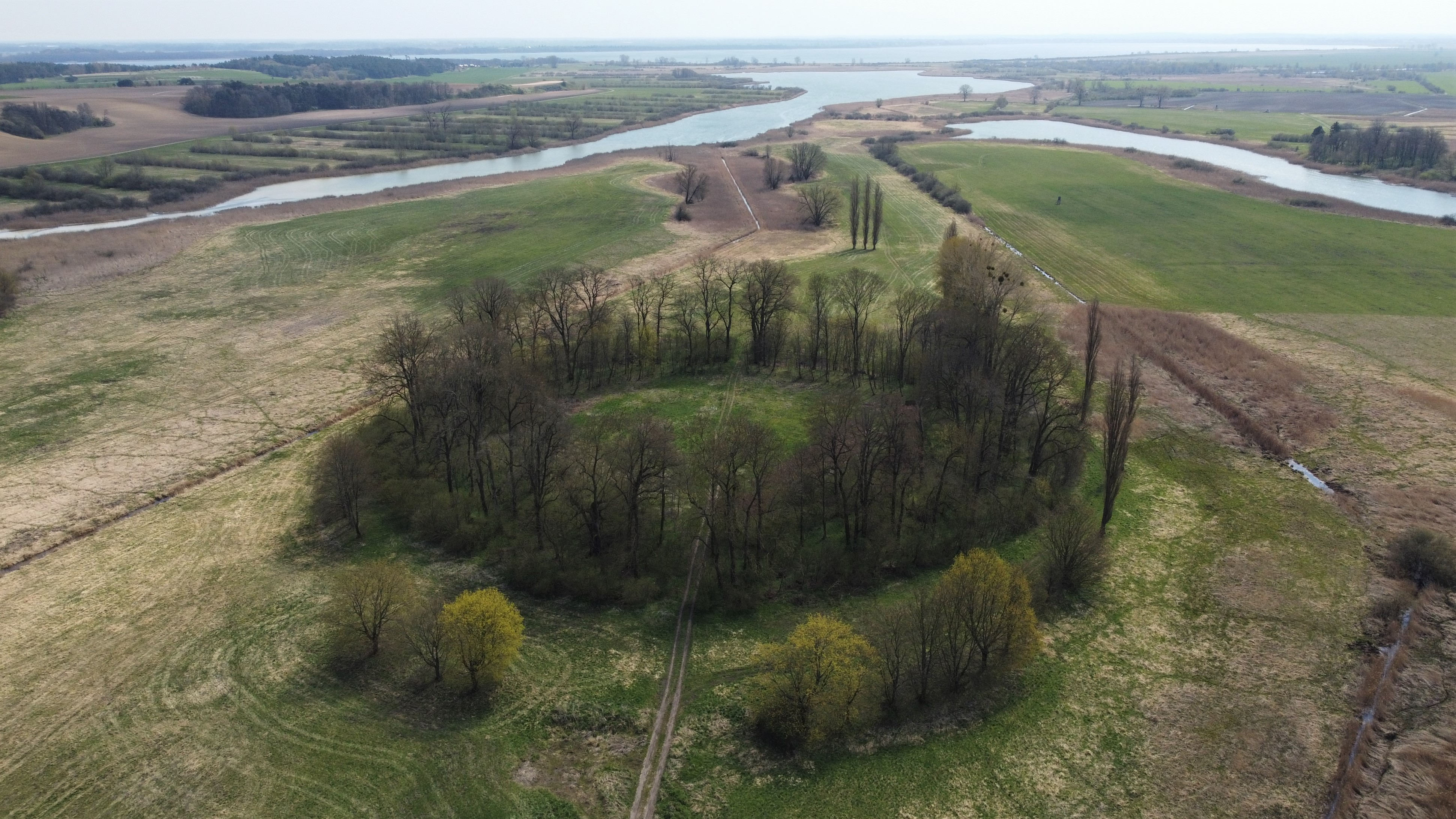
Городище в с. Колбац (2021) в ґміні Старе Чарново Грифінського повіту Західно-Поморського воєводства на північному заході Польщі. Територія села була заселена принаймні з часів лужицької культури.

## Етимологія
Град «місто, огорожа», давньоруське градъ; — запозичення з старослов'янської мови; старослов'янське (церковнослов'янське) градъ є прямим відповідником до давньоруського городъ, українського город. Етимологічно город — обгороджене місце.

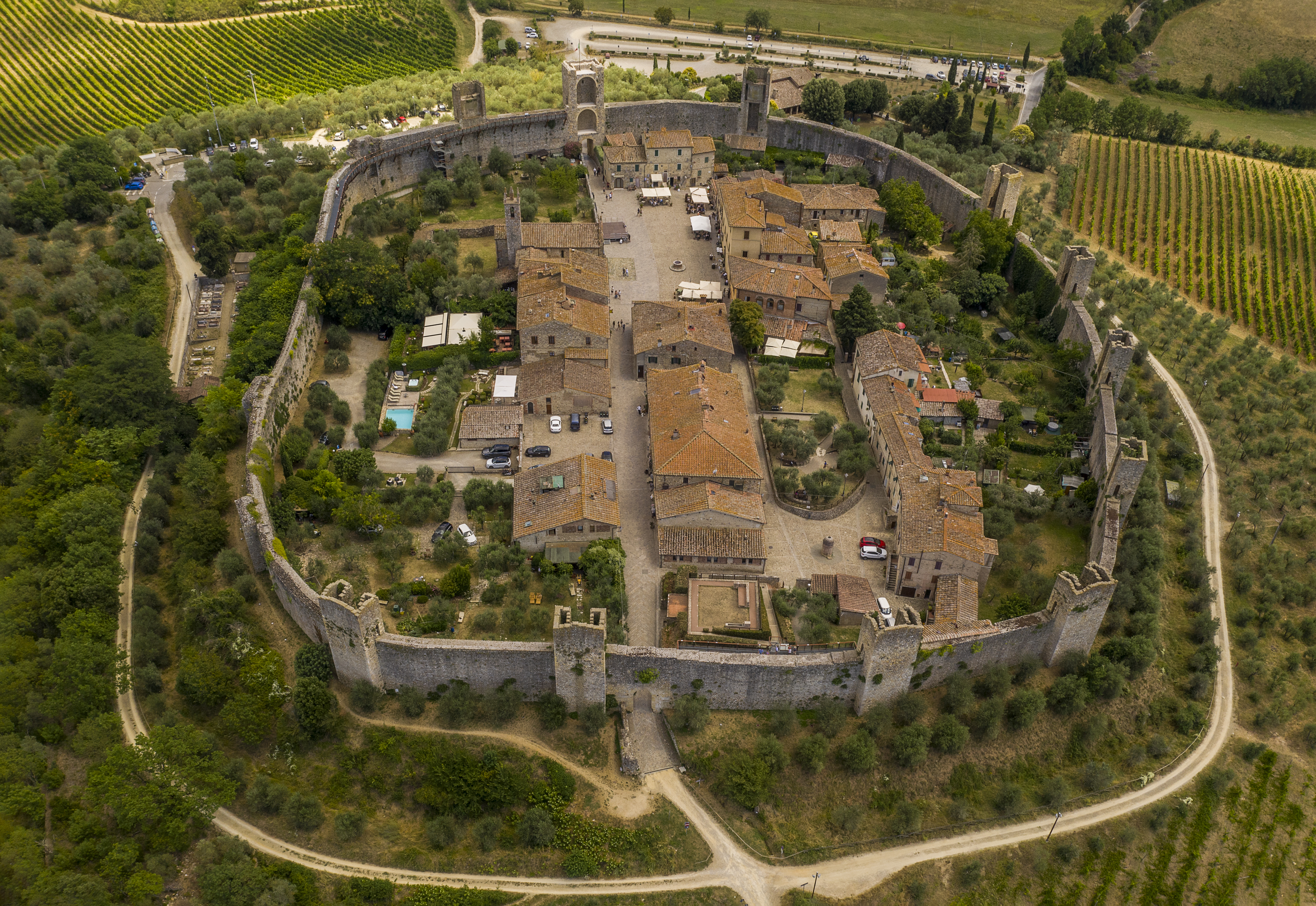
Пташиний вид на Монтеріджоні — середньовічне місто, оточене стінами загальною довжиною близько 570 метрів, розташоване на природному пагорбі, побудоване сієнцями в 1214–1219 роках як лінія фронту у війнах проти Флоренції. Місто згадується в «Божественній комедії» Данте Аліг'єрі.

У той час слово було близьким за значенням до слів за́мок, фортеця, поліс, бург. За походженням це слово пов'язане з прасл. *gordъ («огороджене місце», «огорожа») і вважається спорідненим з лит. gardas («сад»), лат. hortus («сад»), прагерм. *gardaz («огорожа», «двір», «сад») і гот. gards («двір»). Східнослов'янською повноголосною формою є «город» (давньорус. городъ), південнослов'янською неповноголосною — «град» (староцерк.-слов. градъ), звідси елемент «-город», «-град» у багатьох слов'янських назвах міст.
Давньоруське городъ «огорожа, паркан, фортеця; місто; мур», польське grod «фортеця, замок; місто», кашубське [star(o)gard], чеське, словацьке hrad «замок, фортеця», верхньолужицьке hrod «замок, фортеця, палац», полабське gord «стайня, стодола», старослов'янське гардъ «місто, сад». Град — урочиста назва городища.
Першим і єдиним джерелом, у якому взаємопов'язано перераховано 56 племен і градів народів Центрально-Східної Європи першої половини ІХ століття, є «Опис міст (градів) і областей на північ від Дунаю» («Descriptio civitatum et regionum ad septentrionalem plagam Danubii»).
Город — це стародавня назва укріпленої оселі, обведеної валом, — пізніше її заступило місто. За слов'янського розселення в Україні городів було так багато, що Русь-Україну звали «землею городів» — гардаріка. Багато городів побудували пізніше Володимир Святославич, Ярослав Мудрий, Данило Галицький (Холм і Львів) та ін.
Якщо замок складав комплекс укріплень середньовічного міста — його зараховують до городищ. Щодо менш значних центрів говорять про городки. Дитинці були різних розмірів: від 10 га в найбільших містах (Київ, Переяслав) до 0,5–1 га в менш значних центрах. Таким чином, в менш значних центрах дитинець наближався до феодального замку, і у військовому плані являв собою фортецю (оборонна будівля для захисту місцевості; також використовувалися у мирний час для зміцнення влади тих, хто перебуває при владі). Замок — будівля (або комплекс будівель), що поєднує в собі житлові та оборонно-фортифікаційні завдання. У найбільш поширеному значенні слова — укріплене житло феодала в середньовічній Європі.

## Хронологія

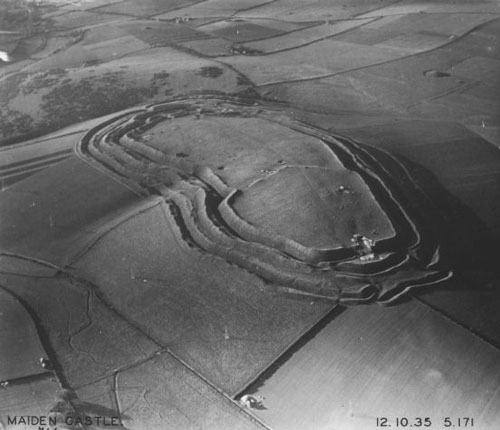
Дівочий замок в Англії — одне з найбільших городищ Європи. Фотографія зроблена в 1935 році майором Джорджем Алленом (1891–1940). британським інженером, який започаткував аерофотозйомку з метою археологічних досліджень.

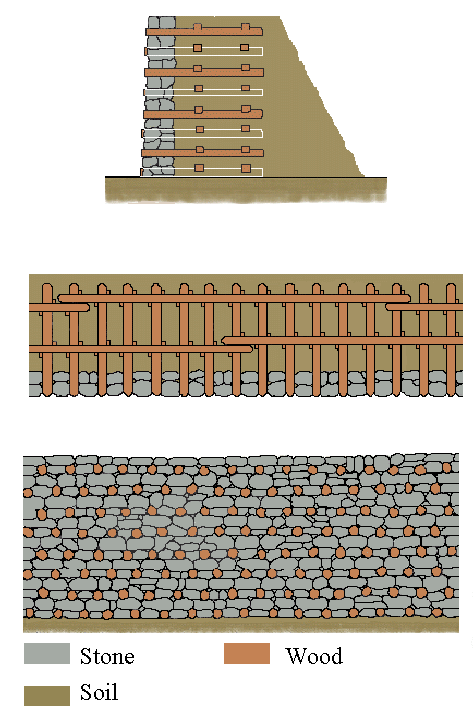
Галльська стіна. Її конструкція подібна до земляних укріплень степу, але для зовнішнього покриття використовували плетені вироби і камінь, а не обмазування глиною для захисту від вогню. (Сірим кольором позначено камінь, коричневим — дерево, гірчичним кольором відображено ґрунт

Поняття в основному охоплює постійні укріплені  поселення від доісторії (також: преісторія або предавня історія, доісторичні часи), до часів кам'яно-мідного віку (його також називають мідним віком, енеолітом) та часів середньовіччя (V–XVII століття, — від 476 року, часи падіння Римської рабовласницької римської імперії і Великого переселення народів; період між античністю і новим часом — до 1700-х років, — до початку капіталізму — середини XVII століття).
Найчастіше вони зустрічаються на пізніх термінах:
- Культура полів урн і атлантична бронзова доба[23] (бл. 1300 р. до н.е. — 750 р. до н.е.) Бронзова доба
- Гальштатська культура (бл. 1200 р. до н.е. — 500 р. до н.е.) пізній бронзовий вік — ранній залізний вік
- Латенська культура (бл. 600 р. до н.е. — 50 р. н.е.) пізній залізний вік

У доісторичній Європі населення зростало. Підраховано, що приблизно за 5000 років до нашої ери під час неоліту в Європі проживало від 2 до 5 мільйонів; у пізньому залізному віці його населення становило від 15 до 30 мільйонів. За межами Греції та Італії, які були більш густонаселені, переважна більшість поселень залізного віку були невеликими, мабуть, не більше 50 жителів. Винятком були городища, на яких проживало до 1 000 осіб. З появою оппіди в пізньому залізному віці поселення могли досягати 10 000 жителів. Зі збільшенням населення доісторичні суспільства ускладнювалися. Близько 1100 року до нашої ери з'явилися городища, які в наступні століття поширилися Європою. Вони служили різним цілям і були племінними центрами, захисними місцями, осередками ритуальної діяльності та місцями виробництва.
У середньому гальштатському періоді городища стали домінуючим типом поселень на заході Угорщини. Юлій Цезар описав великі городища пізнього залізного віку, які він зустрів під час своїх походів у Галлію, як оппіда. До цього часу більші з них стали більше схожими на міста, ніж на фортеці, і багато з них були асимільовані як римські міста.
Городища часто займали армії завойовників, але в інших випадках форти руйнувалися, місцеві жителі насильно виселялися, а форти залишалися занедбаними. Наприклад, пагорб Солсбері був спустошений і покинутий під час белгівських вторгнень на південь Британії в I столітті до нашої ери. Покинуті форти іноді знову займали та зміцнювали під новою загрозою іноземного вторгнення, наприклад, війни князів у Литві та послідовні вторгнення до Британії римлян, саксів і вікінгів. Городи мали велике стратегічне і тактичне значення в період війни, оскільки деякі з середньовічних міст стояли на стратегічних шляхах і ворог в своєму поході змушений був біля них затримуватись, а також міста давали захист війську, коли воно не могло встояти перед ворогом і змушене було відступати. Боротьба йшла від одного міста до другого. Виникнення городищ пов'язане з добою патріархально общинного ладу, коли суспільство переходить від мисливства і рибальства до землеробства і скотарства та з розвитком торгових шляхів. Городища поширені в усіх країнах і належать до різних історичних епох.

## Дослов'янські і слов'янські городища. Городища в Україні. Історіографія

Городище Дикий Сад (площею 6–7 га) у якому проживали жителі близько 1250–925 років до н.е. Реконструкція на основі археологічних досліджень (зображено лише розкопані будівлі).

У трипільський період (5500–2750 роки до нашої ери) поселення були  здебільшого відкритого характеру і розташовувались на пагорбах і в долинах. Поселення в долинах, як і сучасні етнографічні поселення, простягалися вздовж невеликих річок за системою однієї вулиці, з тією відмінністю від сучасних селянських садибних господарств, що якщо в останніх хата від річки відділена левадою, городом і двором з господарськими будівлями, то в трипільські часи у долинних прирічкових поселеннях хата ставилась  безпосередньо на березі біля води.
Найкраще розкопаним трипільським селищем є Коломищина I, яке показало, що  розташовування жител було не лише в долинах вздовж річок, але й на пагорбах і, що важливо, колом, а незабудований центр поселення слугував загоном для худоби. Це селище складалося з 30–40 житлових будинків, і окремих подвір'їв не було. Селище було цілісним як сукупність жител; воно було одночасно двором, а двір функціонував як загін для худоби. Близько до великих житлових будинків розташовувалися малі будівлі господарського призначення. Зазвичай трипільські будівлі визначають як глинобитні, але це не точно. Хати на Коломищині будували з грубих дерев'яних плах, складених сторч і обмазаних глиною зсередини і ззовні. На півдні, в районах, де не було лісу, (Володимирівка на Уманщині), хати будували не з плах, а з пруття, обмазаних глиною. Хати звичайно дво- та  багатодільні (3–4 діли). Печі будували на підвищеннях з глиняних валиків, і вони мали припічні підвищення-лежанки; підлогу робили з глини. На околиці Рубаного Мосту, на плато вигину високого лівого берега річки Велика Вись, новомиргородський археолог Озеров Петро Іванович виявив трипільське поселення етапу СІ площею близько 50 га.
У наступний період, за часів енеоліту й бронзової доби, городища з'являються на високих берегових відрубних кручах, і цей тип поселень прийшов на зміну трипільським селищам. Цей тип військового, мілітарного поселення існував і в скитські часи, коли городища досягали дуже великих розмірів (наприклад, Більське городище 25 км в окружності) з розвиненою системою валів і та укріплень.
На Городищі «Дикий Сад» (площа 6–7 га), поселенні доби білозерської культури, що існувало на території сучасного Миколаєва близько 1250–925 років до н.е., розкопки виявили 85 бронзових предметів, а хімічний аналіз знайденого бронзового серпа показав, що він походить з Прикарпатського регіону. Водними шляхами до цього поселення стікалися люди і товари з усього Причорномор'я та віддалених північних земель, зокрема Прикарпаття.
Гальштатський період знаменує собою початок розвитку місцевої залізної промисловості. Виробництво металу (прикрас та знарядь, серпів, ланцюгів, ножів) досягло особливого піеу в атлантичну добу.

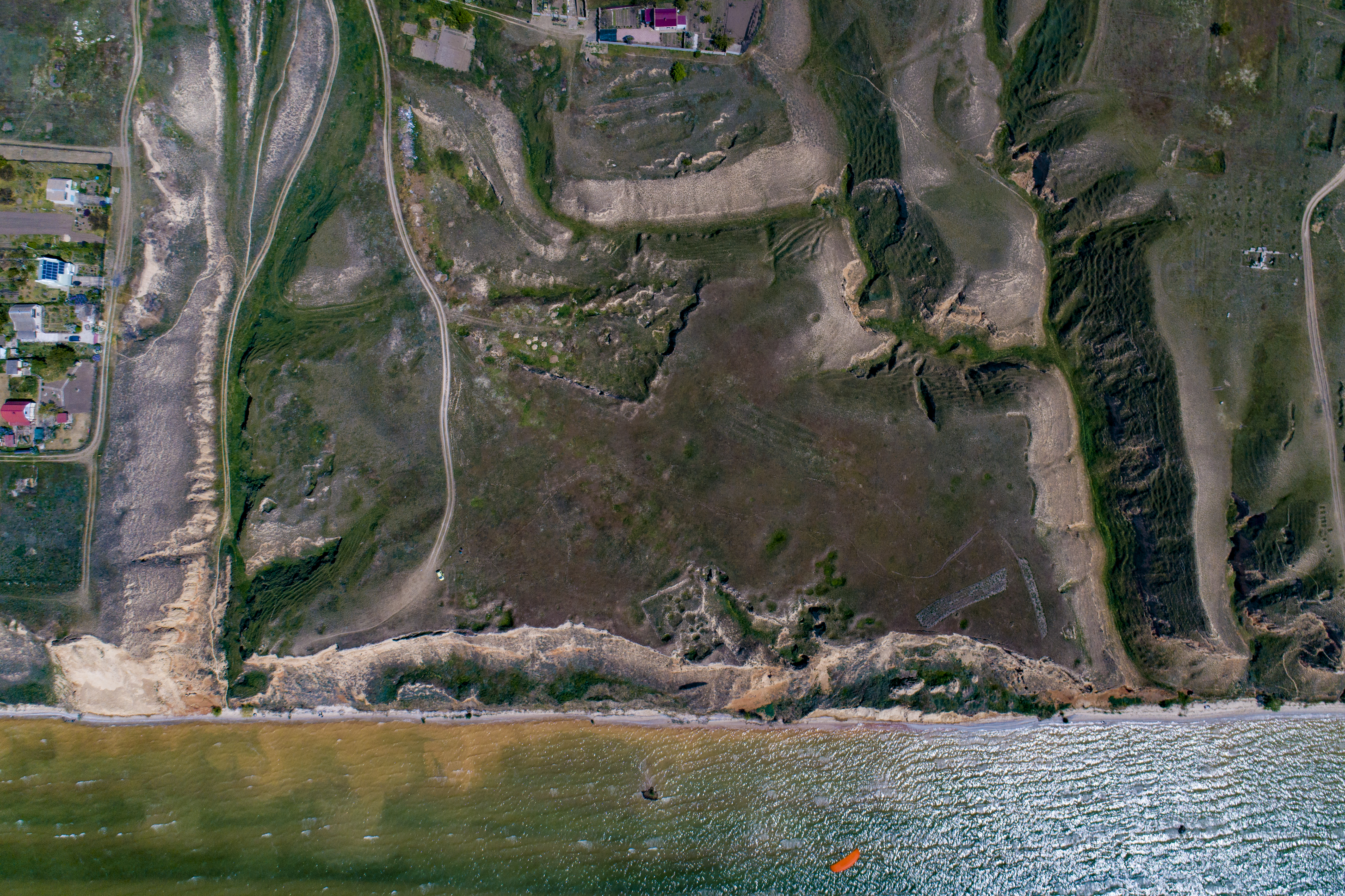
Станіславське городище — пам'ятка археології національного значення. Є однією з пам'яток Нижнього Подніпров'я, у якому проживали жителі з VI ст. до н. е. до І ст. н. е.
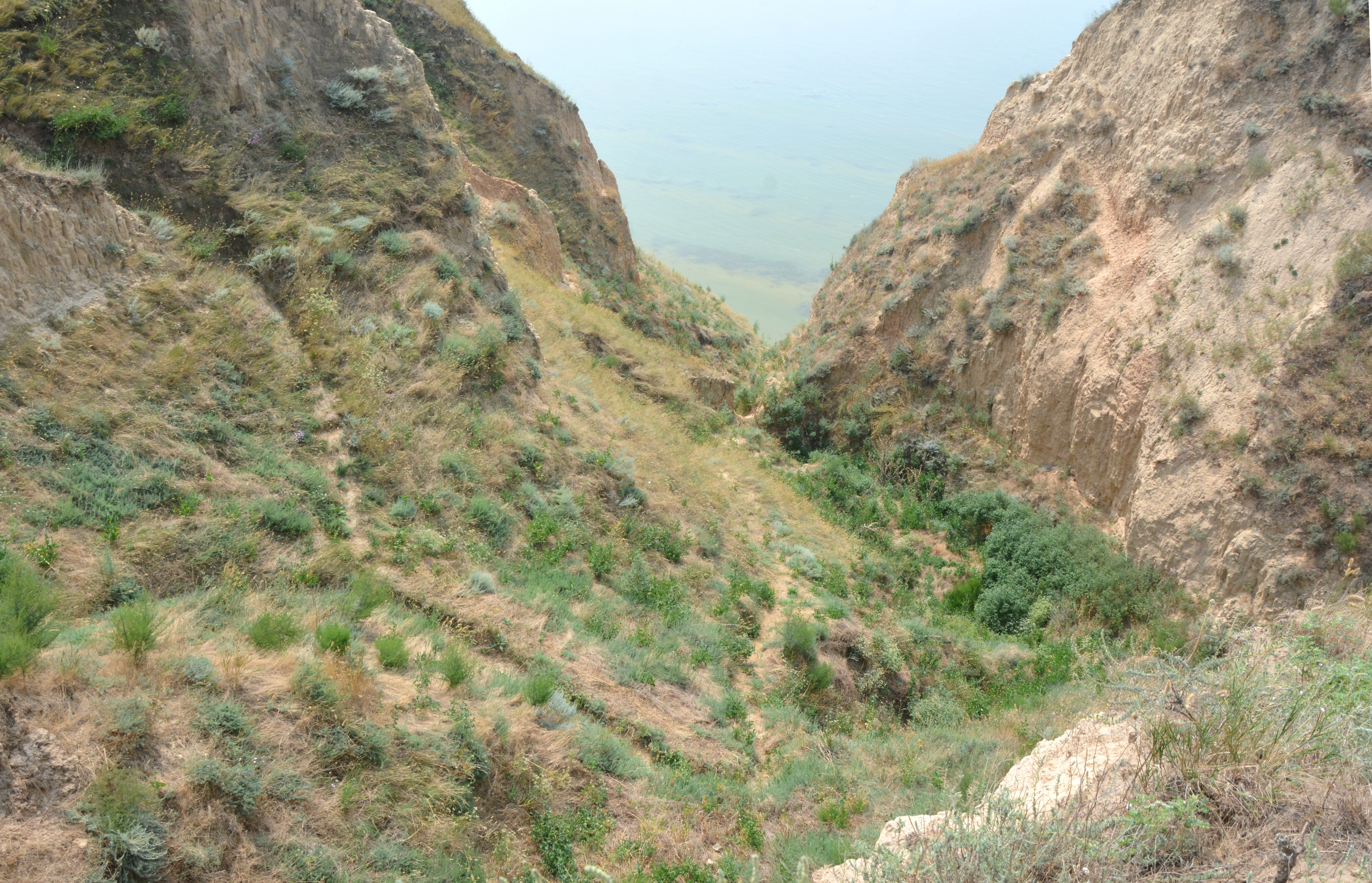
Вхід в Станіславське давнє городище
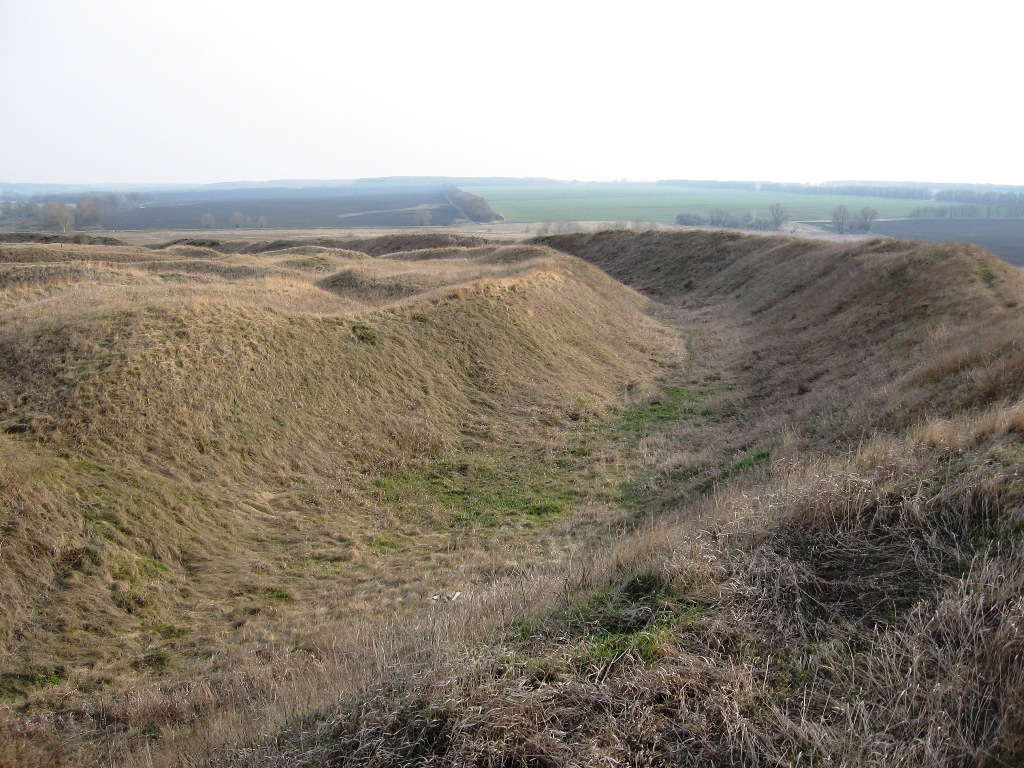
Залишки укріплень Більського городища скіфських часів (кінець VIII—початок III століть до н.е.). Загальна площа городища 4400 га. Для порівняння площа Вавилону — 900 га. Складається з трьох укріплених поселень, об'єднаних однією фортечною стіною валів загальною довжиною — 33833 метра.
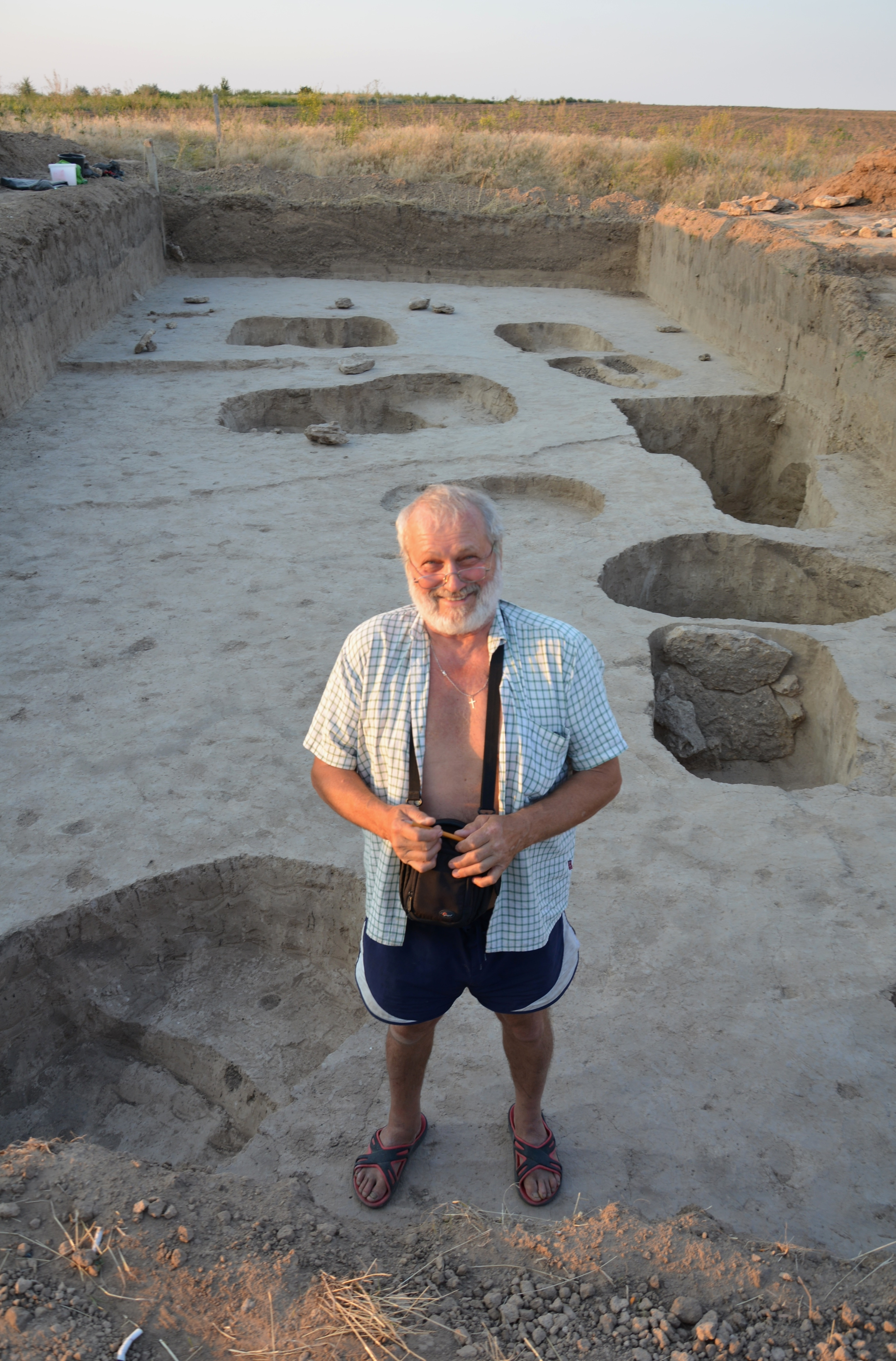
Бізюкове городище (друга пол. II ст. до н.е. — середина III ст. н.е.) На фото — О.В. Симоненко на археологічних розкопках пізньоскіфського некрополя.

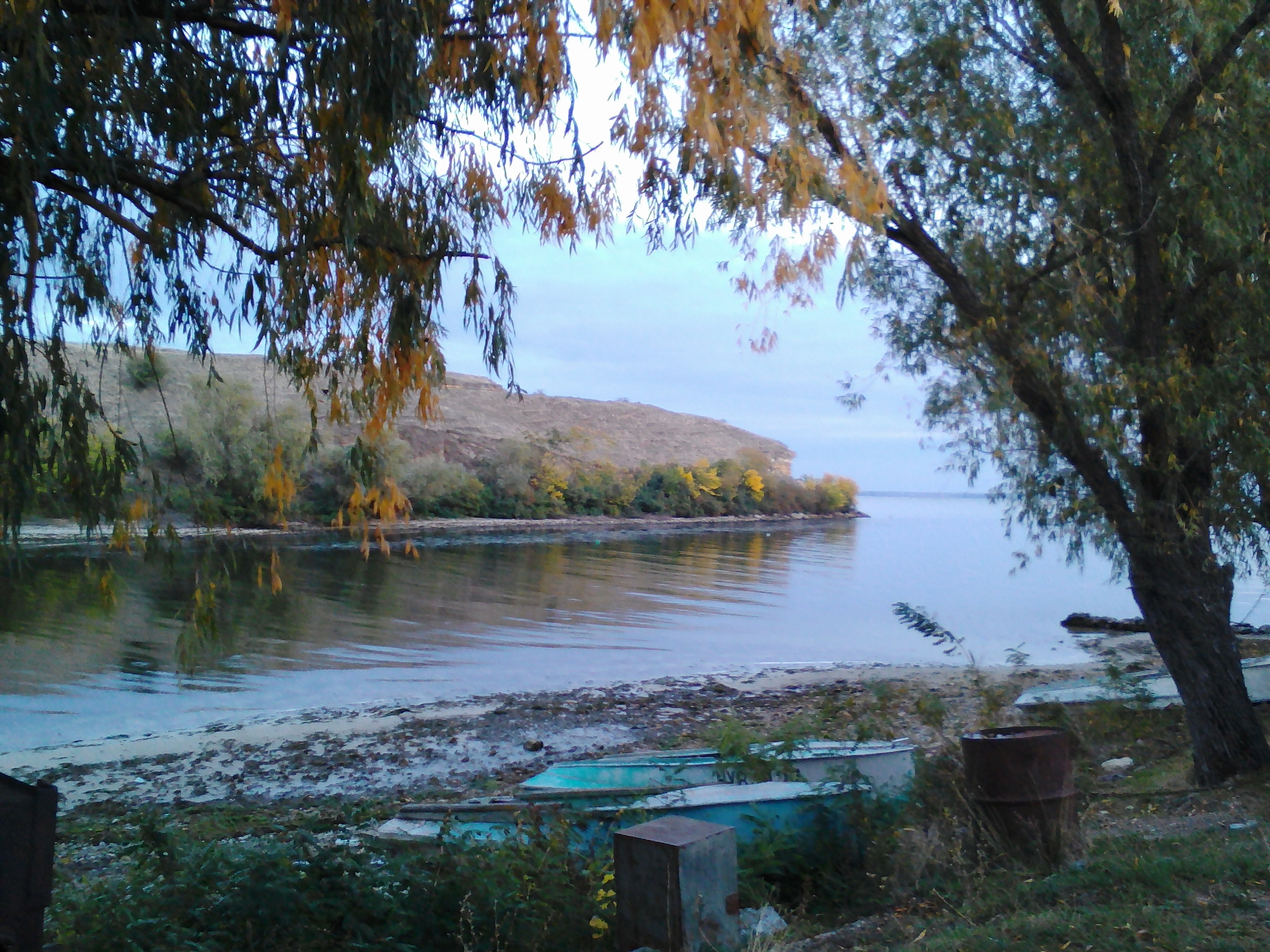
Бізюкове городище
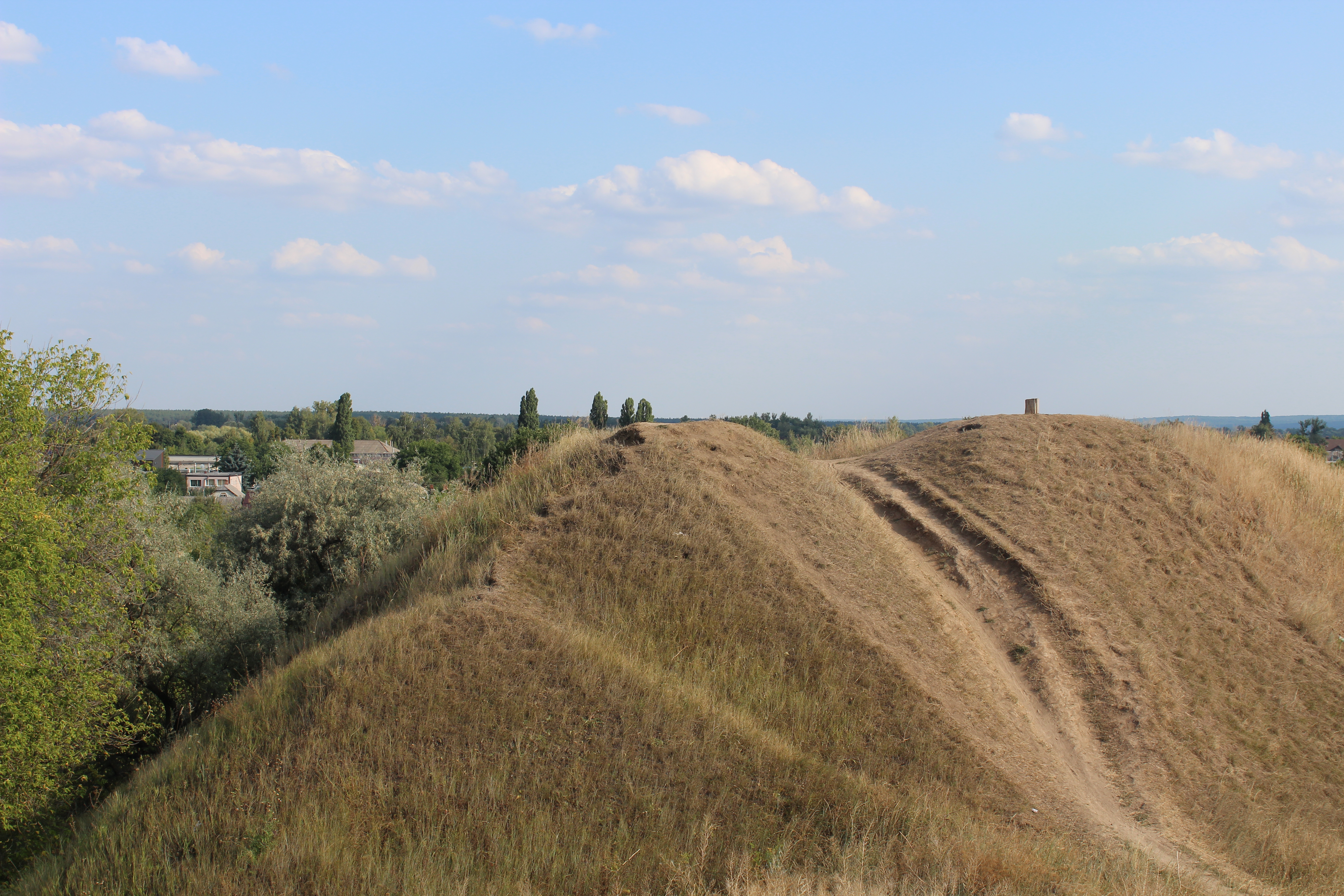
Пагорби Донецького городища
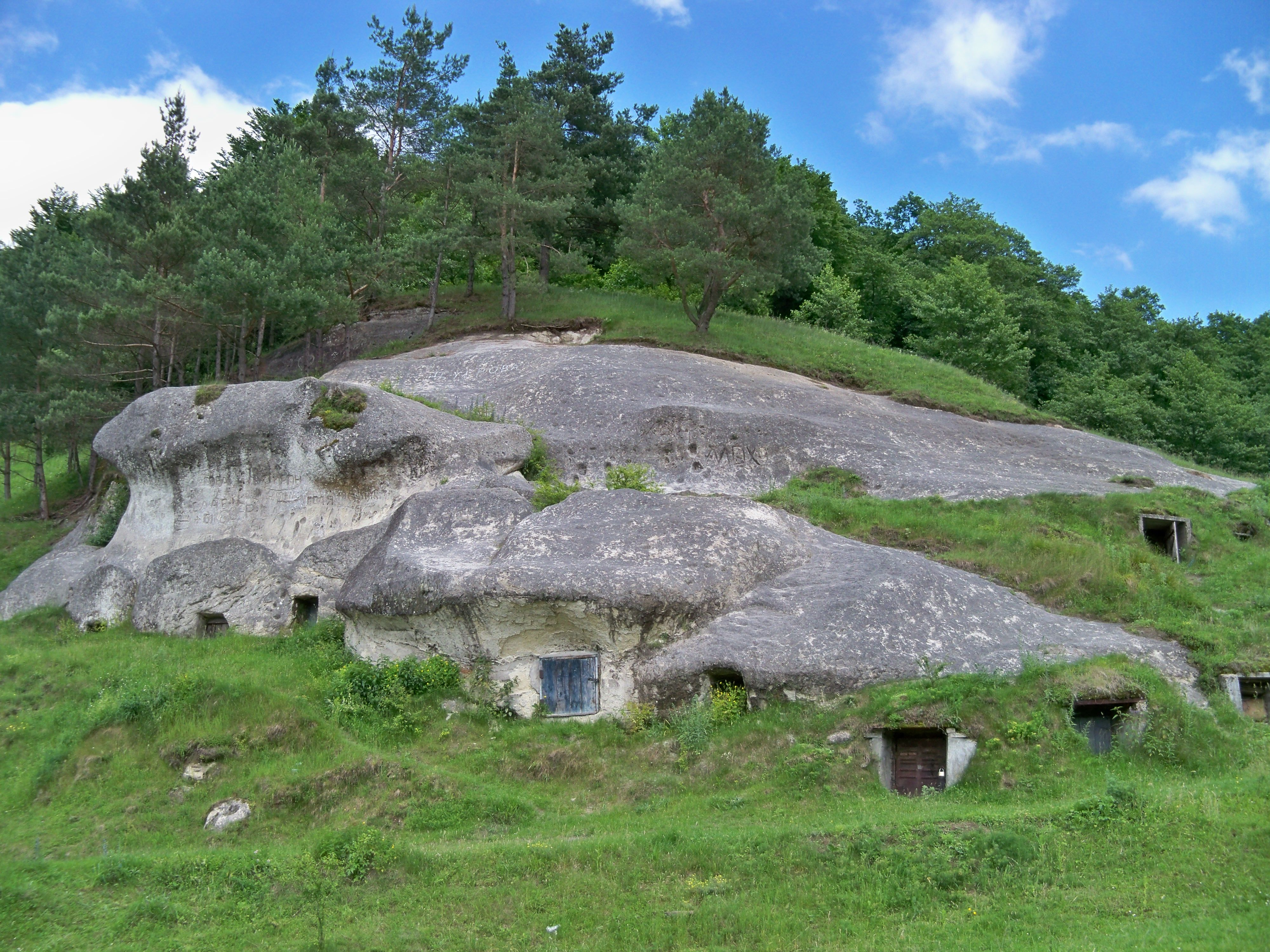
Давньоруське городище в с.Стільсько VIII–ХІІ ст. площею понад 250 га. На фото: Камінь Диравець з цього городища
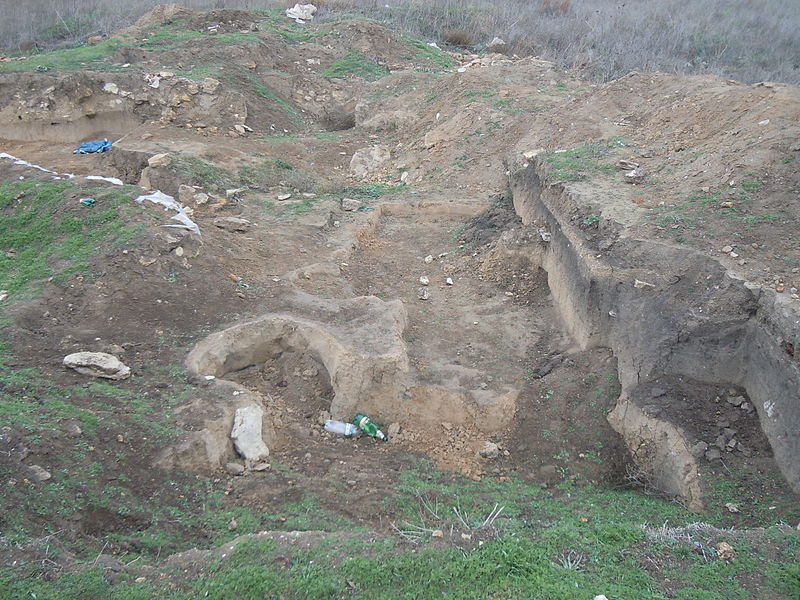
Античне городище біля села Кошари (IV ст. до н.е.–III ст. до н.е.). Дуже постраждало від чорних археологів
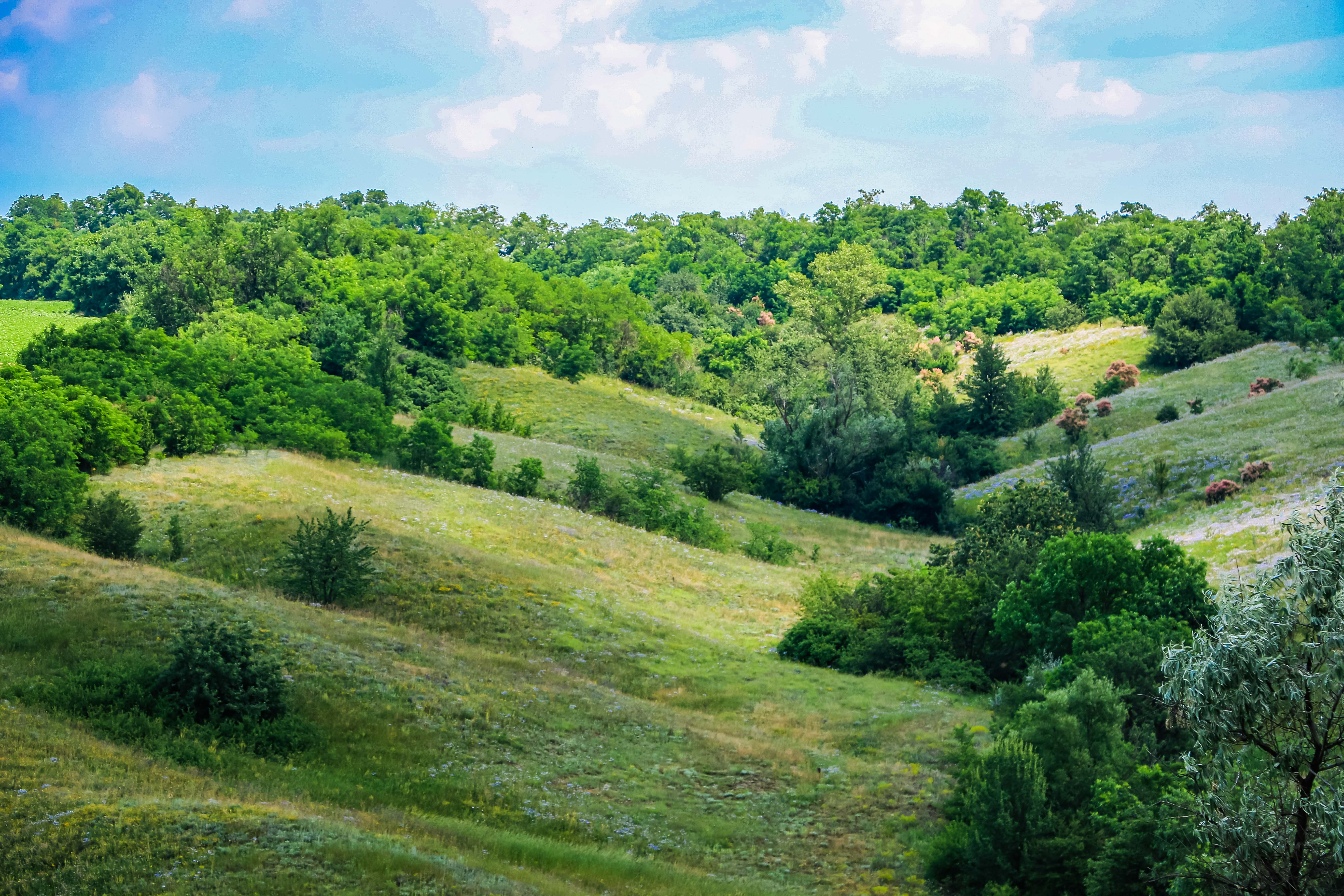
На території с.Башмачка досліджено кургани епохи бронзи (III–I тисячоліття до н. е.), скіфські (курган Башмачка) та сарматські кургани (IV–II ст. до н. е)

Відомі великі, так звані «скіфські» городища VI–V століття до нашої ери (Немирівське, Кам'янське, Більське та ін.), збудовані осілими землеробськими племенами, в тому числі предками слов'ян. На території скіфських городищ (з'явились у них наприкінці V століття до нашої ери) розміщувалось додаткове укріплення — цитадель, останній притулок на випадок ворожого нападу; водночас цитадель була і найбагатшою частиною городища: тут мешкала скіфська знать. Таке городище, наприклад, було на лівому березі Дніпра на землі сучасних сіл Кам'янки та Великої Знам'янки Запорізької області, займаючи площу близько 12 км2. Мурованим містом, оточеним кам'яними стінами та вежами є Бізюкове городище.

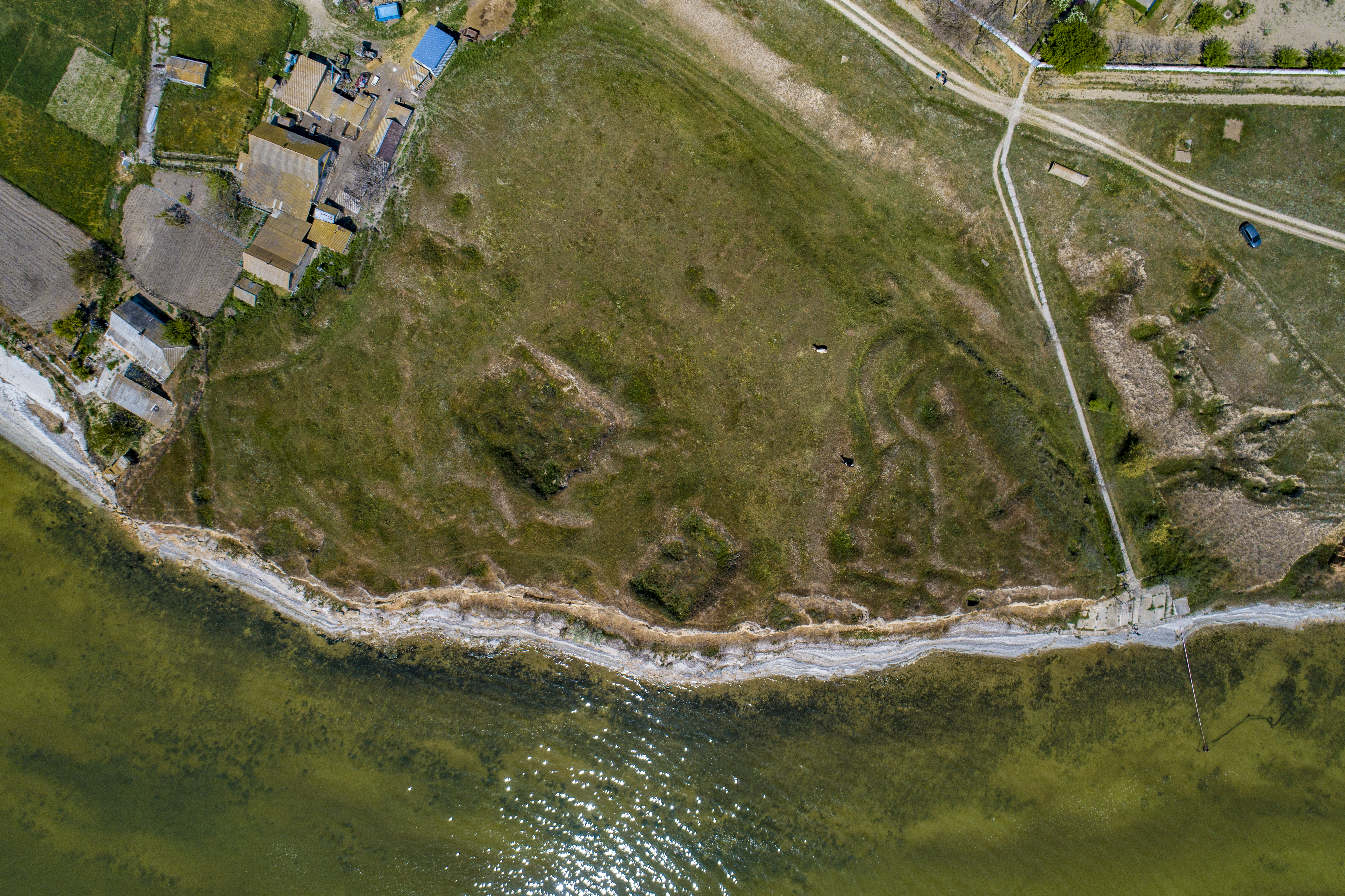
Городище «Золотий Мис» кінця I століття до н.е. — третьої чверті III ст. н.е. Площа укріпленої частини городища — близько 1 га.

Змієві вали (реконструкція) висувались далеко за межі лісостепової зони, у якій мешкала більшість слов'ян для захисту від кочових орд. Загальна протяжність споруд була близько 969,5 км.

У Ранньому середньовіччі на території сучасної України зіткнулися два світи — осілих землеробів та кочівників, Європа та Азія. Наслідками нападів кочівників на поселення осілих слов'янських племен були спалені житла, витоптані кочовою кіннотою поля, частина людей була вбита, інші зникли безвісти і стали рабами.
Для середнього Наддніпров'я в V–IV ст. до н.е. — IV–V ст. н.е. характерні відкриті поселення з будинками, збудованими з пруття й глини. Відкриті поселення землеробського населення розташовані поблизу укріплених поселень.
Понад 2 000 років тому грецьким і римським вченим було відомо, що численні племена венедів живуть на сході Європи, між Карпатськими горами та Балтійським морем. Вони були предками сучасних слов'янських народів. За їх іменем Балтійське море називалося тоді Венедською затокою Північного океану. На думку археологів, венеди були споконвічними мешканцями Європи, нащадками племен, які жили тут ще в кам'яному і бронзовому віках. Назва слов'яни почала поширюватися лише півтори тисячі років назад — в середині 1-го тисячоліття нашої ери. Спочатку так називались лише західні слов'яни. Їх східні побратими називались антами. Після цього слов'янами почались називатись всі племена, які говорили слов'янською мовою.

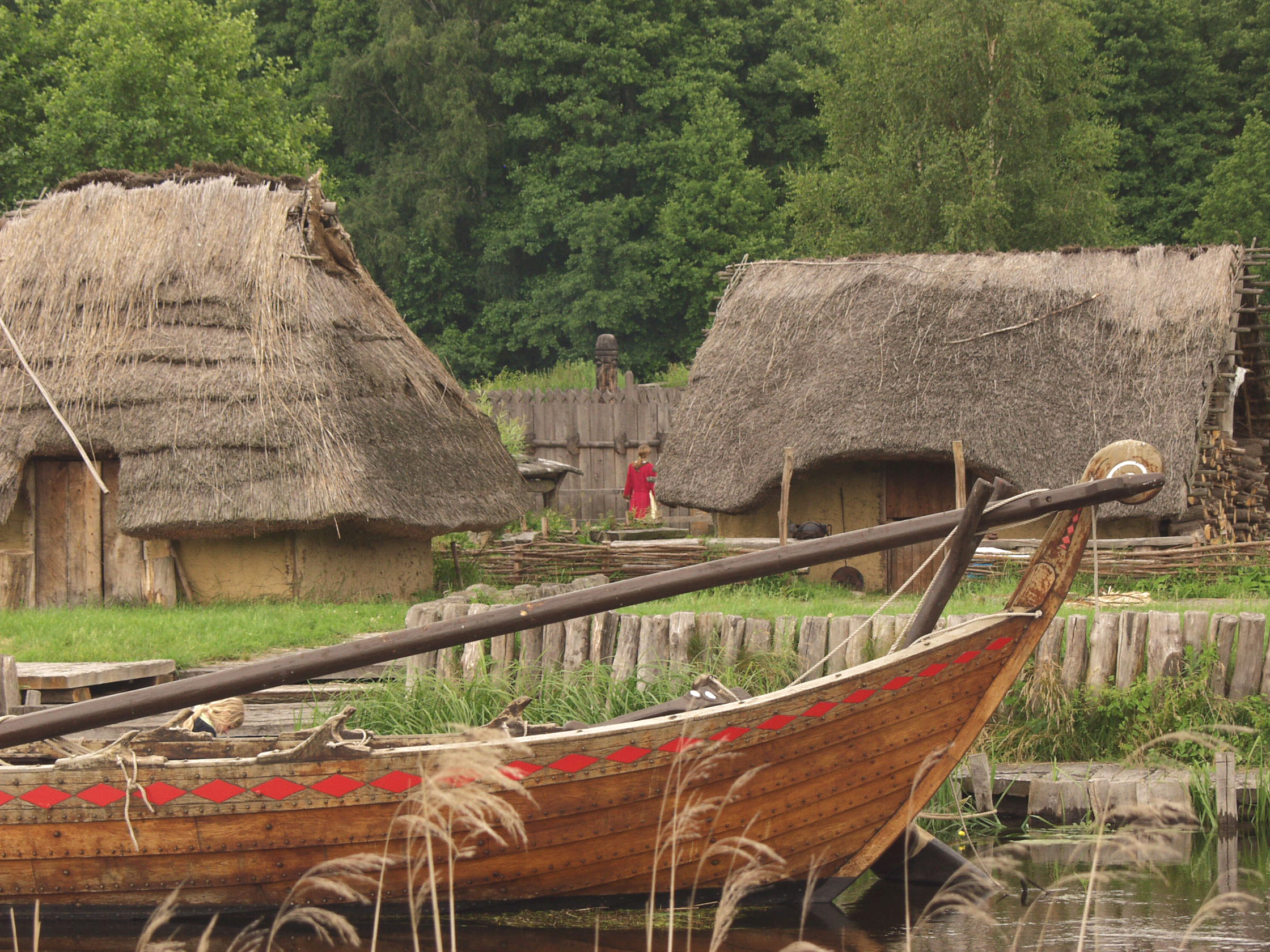
Реконструкція поселення слов'янського походження в Торгелові, Німеччина. Музей під відкритим небом Украненланд (Назва походить від древнього західнослов'янського племені укрів (укра́ни, укря́ни або у́кри.)

На початку нашої ери скрізь по Європі відбувались великі переміщення племен і народів, які вступали в боротьбу з рабовласницькою Римською імперією. В той час слов'янські племена займали вже велику територію. Деякі з них проникли на береги рік Одри і Лаби (Ельби). Разом з населенням, яке жило на берегах Вісли вони стали предками західнослов'янських народів — польського, чеського і словацького. Особливо значним було переселення слов'ян на південь — на берег Дунаю і на Балканський півострів. Праслов'янські землеробсько-скотарські громади повільно пересуваючись общинами і окремими сім'ями в пошуках нових зручних місць для поселення, вирубували ліси для своїх полів проникли на початку нашої ери у верхнє Подніпров'я, де жили інші племена. Аж до наших днів на високих берегах рік і озер збереглись рештки древніх слов'янських поселень. В часи, коли війни не лише між різними племенами, але й між сусідніми общинами були постійним явищем, люди селились в важко доступних місцях, оточених крутими схилами, глибокими ярами або водою. Вони зводили навколо своїх поселень земляні вали, копали глибокі рови і обносили свої житла дерев'яним тином. Рештки таких укріплень називаються городищами. Житла будувалися в вигляді землянок, всередині були глинобитні або кам'яні печі. В кожному поселенні жили звично родичі, які нерідко вели своє господарство общиною. Хліборобство, яке було високо розвиненим за античної доби, в слов'янський період (VI–IX ст.) дуже деґрадує. Спустошливі наслідки в століття великого переселення народів, спричинили депопуляцію, зростання лісових площ, загальне падіння рівня матеріальної культури, так звана Роменська культура, а відтак й занепад хліборобства. Змінилася система хліборобства, і замість орного домінуючим стало безорне й безтяглове лісове підсічне хліборобство. Ділянки посівних площ були розкидані на значній відстані одна від одної. Землеробське господарство тих часів було важким: щоб підготувати землю для посіву, спочатку треба було вирубати ділянку в лісі. Зимовий місяць, протягом якого рубали ліс, називався «січень» (від слова «сечь» — рубати). Далі слідували місяці «сухий» і «березол», під час яких ліс сушили і спалювали. Сіяли прямо в золу, злегка розпушену дерев'яною сохою або оралом. Таке землегосподарство називається «вогневим», або «підсічним». Найчастіше сіяли просо. Але були відомі і інші злаки: пшениця, ячмінь і жито. До відомих в Україні зернових культур ще з неоліту (з Трипільської доби) належать: просо, яра пшениця і ячмінь; за гальштатської доби (1000–500 років до н.е.) появилося жито, в I столітті — гречка, ще пізніше овес. В другій половині 1-го тисячоліття нашої ери поширилася культура жита, яке разом з пшеницею й ячменем стало головними зерновими культурами. Із овочів була поширена ріпа. Місяць жнив називався «серпень», а місяць молотьби — «вересень» (від слова «врещи» — молотити). Те, що назви місяців у древніх слов'ян походили від назв землеробських робіт, засвідчують про першочергове значення землеробства в їх господарстві. Ця система лісового хліборобства, яка не передбачала використання тяглової сили худоби, чи  знарядь для оранки, при низькому рівні техніки вимагала натомість застосування значної кількості людської фізичної сили, наявності «великої родини», що на Поліссі зберігалася до початку XX століття. В XI–XIII століттях безорне і безтяглове хліборобство поступилося місцем орному і тягловому землеробству. Розкопки Райковецького городища біля Бердичева виявили багато залізних наральників різних типів і чересел. В ужитку використовувався дерев'яний плуг з металевим кріпленням для коси і різцем (металевим насадом-наральником і різаком). Ймовірно, що в середньовіччі в лісовій смузі орне хліборобство поєднувалося з підсічним. Подібність між етнографічним  плугом та римським наводить зв'язок з орним хліборобством античної доби. Спустошення в XIII–XIV століттях і зменшення населення в Україні в той час, в тому числі і в наслідок «чорної чуми», призвели до збільшення лісової площі в XV–XVI століттях, а отже, до поширення лісового підсічного хліборобства, яке тривало на Волині і в XIX столітті.
Детальніше переглядайте: Вирощування зерна в Україні, Хліборобство
За свідченням візантійських авторів, слов'яни в VI та VII віках ще не мали держави. Вони жили незалежними племенами. На чолі цих племен стояли військові вожді (відомі імена цих вождів: Межимир, Добрита, Пірогост, Хвилібуд і ін.).
Біля древніх слов'янських городищ нерідко можна зустріти круглі і видовжені земляні насипи — кургани. При розкопках в них знаходять залишки спалених людських кісток і обгоріле на вогні начиння. Древні слов'яни спалювали мерців на погребальному вогні і рештки хоронили в курганах.

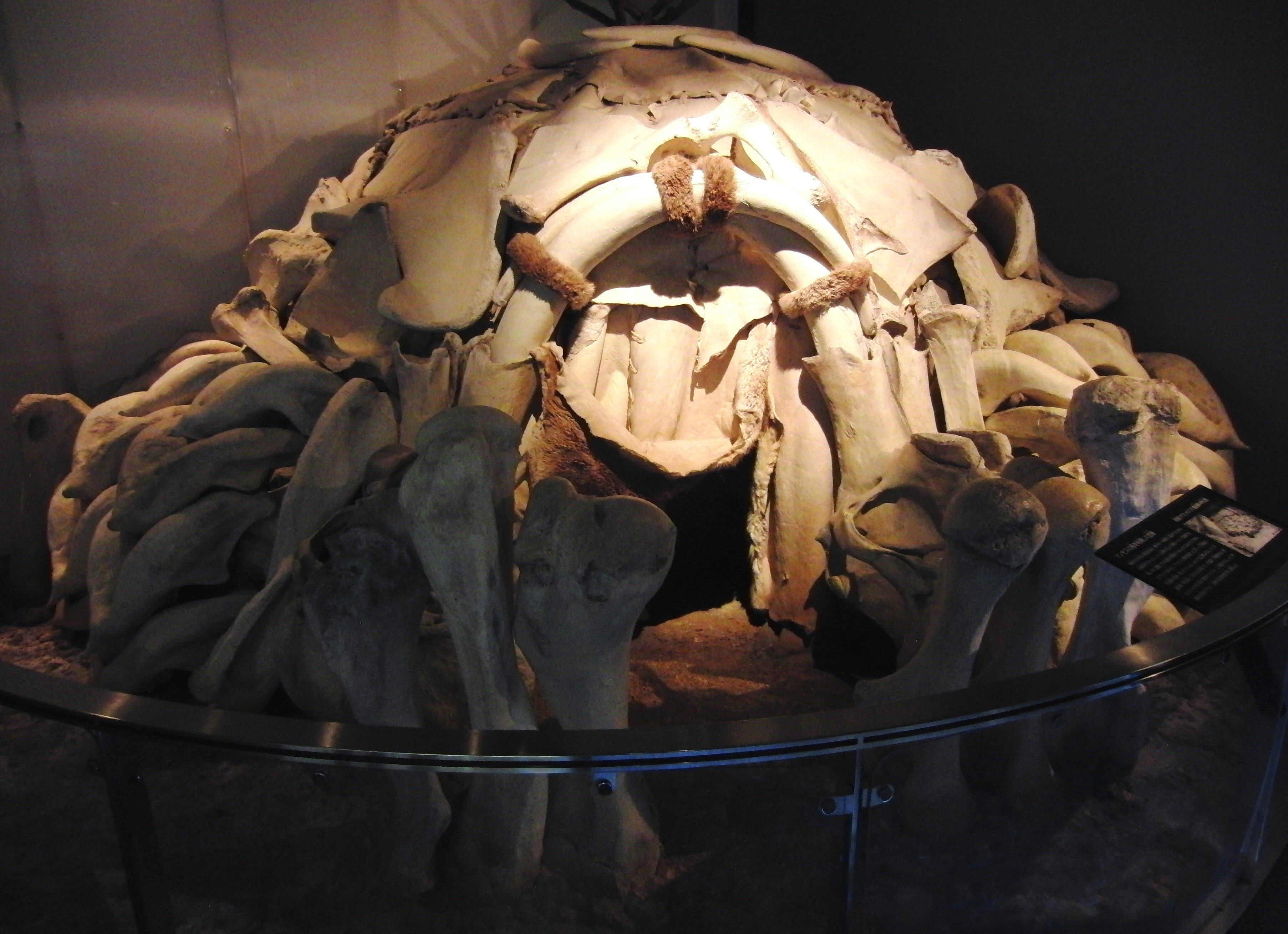
Найдавніші ямні житла виявлено в Межиріччі в Центральній Україні. Будинки, що датуються 15 000 років до пізнього палеоліту. На фото — реконструкція за прикладом Межиріцької стоянки. Виставка в Національному музеї природи і науки, Токіо, Японія.

Гуцульські пряжки з бронзи, що мають схожість з металевими виробами в культурі «піль поховань» перших століть нашої ери, а також ідентичність сучасної кераміки Волині та Західної України з археологічною керамікою Черняхівського типу III століття, вказують на зв'язок етнографічної культури українського народу з часами античної доби. Розкопки городищ київськох доби  (ХІ–XIII ст.) виявили, що видобуток та обробка заліза в той час були високорозвиненими та поширеними. Залізо добували з болотної руди. Специфікація окремих виробів і різноманітність типів (наральників, кіс, рибальських гачків, замків і т.д.) свідчать, що технологія була на високому рівні. З надзвичайної різноманітності залізних знарядь для деревообробки (городище Княжа гора поблизу Канева на річці Росі), можна зробити висновок, що деревообробка була високорозвиненою в усіх її галузях. Знайдені в Райках кліті-майстерні де виготовляли хрести-енколпіони (натільні хрести) та каблучки свідчать, що в цей період на поселеннях була зосереджена концентрація виробництва та дрібна торгівля хрестиками і прикрасами, а князь-володар городища виступав у цей період (XI–XIII ст.) не тільки як носій влади й адміністратор, але й як підприємець, промисловець і крамар. У цьому ж регіоні в селі Межиріч Канівської громади Черкаської області, на мисі між річками Рось та  Росава, за 12 км на захід від р. Дніпро розташована Межиріцька стоянка — пізньо-палеолітична стоянка мисливців на мамутів. Радіовуглецеве датування проб кісток різних тварин, у тому числі й мамута, дозволило визначити вік стоянки у досить вузькому діапазоні —  близько середини 15 тисячоліття до н.е. Середньовіччя VI–XIII століть характеризується типовими городищами з земляними валами, побудованими за дерев'яними конструкціями (рубані кліті заповнені глиною). Житла, розміщені по колу, є частиною системи укріплень; житла двоповерхові, нижня кімната слугує за комору. Центр городища незабудований. Земляні вали деяких городищ викладені кам'яними плитами (Пліснесько біля Бродів, можливо Райки). На рівнині поза валами городища розташовані поселення смердів, житла в цих селищах — землянки.
Початково місто зростає не за рахунок розширення площі городища, а за рахунок збільшення кількості городищ, побудованих на сусідніх горах (Київ, Городське і т.д.); лише згодом, шляхом засипання ровів, що розділяли окремі городища-гори, вони утворили широку площу для міста і виникло місто в більш новому розумінні цього слова. Архаїчні поселення (Райки, Городське) не мають окремих дворів і вулиць; поселення є водночас і двором. Пізніші городища (наприклад, Вишгород) розділяються на окремі «кінці», які утворюють вулиці і типове планування, властиве пізнішим містам. В городищах архаїчного типу ремісничі кліті не відокремлені, — вони входять у загальну систему житлових і фортифікаційних клітей (Райки).
Найдавніші давньоруські городища належать до другої половини I-го тисячоліття н.е. (наприклад, Київське, VI ст.).

### Городища в епоху раннього феодалізму. Староруське місто
Спочатку, в Древній Русі було декілька невеликих держав — племінних князівств, на місці яких в IX столітті виникає Руська держава, — велике князівство Київська Русь, яке було феодальною державою. До XII століття головним джерелом доходу для князів були зовсім не власні землі, а були ним побори — данина. У XII столітті паралельно мали вжиток високе, літературне «власть» (духовною сутністю є позбавлення волі підвладного) і низьке, повсякденне «волость» (територія, на яку поширюється «власть»). Для того, щоб була влада, її треба тримати. Держава — це буквально те саме, що «султан» арабському світі та «імперія» в латинському. Найархаїчніші уявлення про князівську владу створюють подвійну легітимацію: «згори» — силою і загрозою, і «знизу» — встановленим предківською традиційною філософією космосом-волостю.
Спочатку «челядь» означало сім'я, і влада соціального поміщика-домовладики суспільства над дітьми часто була необмеженою і включала право на їхнє життя. У збірному значенні «челядь» у давньоруській державі означала населення феодальної вотчини, що перебувало в різних формах залежності від феодала (холопи, закупи, смерди та ін.)». У ранньому середньовіччі, за часів Київської Русі, виникла панщина (кріпосне право).
Феодалізм, також відомий як феодальна система, був поєднанням правових, економічних, військових і культурних звичаїв, які процвітали в середньовічній Європі між IX і XIV століттями. У широкому сенсі це був спосіб структурування суспільства навколо відносин, які виникли в результаті володіння землею в обмін на службу, працю і захист. Хоча воно походить від латинського слова feodum або feudum (феод), яке використовувалося в Середньовічний період, термін феодалізм і система, яку він описує, не були уявлені людьми як формальна політична система, які жили під час середньовіччя.
У VIII–IX століттях поряд із сільськими поселеннями у Східній Європі почали виникати перші укріплені поселення, які виконували адміністративні, військові та релігійні функції. Спорідненим і характерним для всіх східно- і західнослов'янських мов є визначення град. За своїми військовими та адміністративними функціями град близький до замку, але в до-середньовічний період і у феодальному суспільстві займав інше місце, ніж замок.

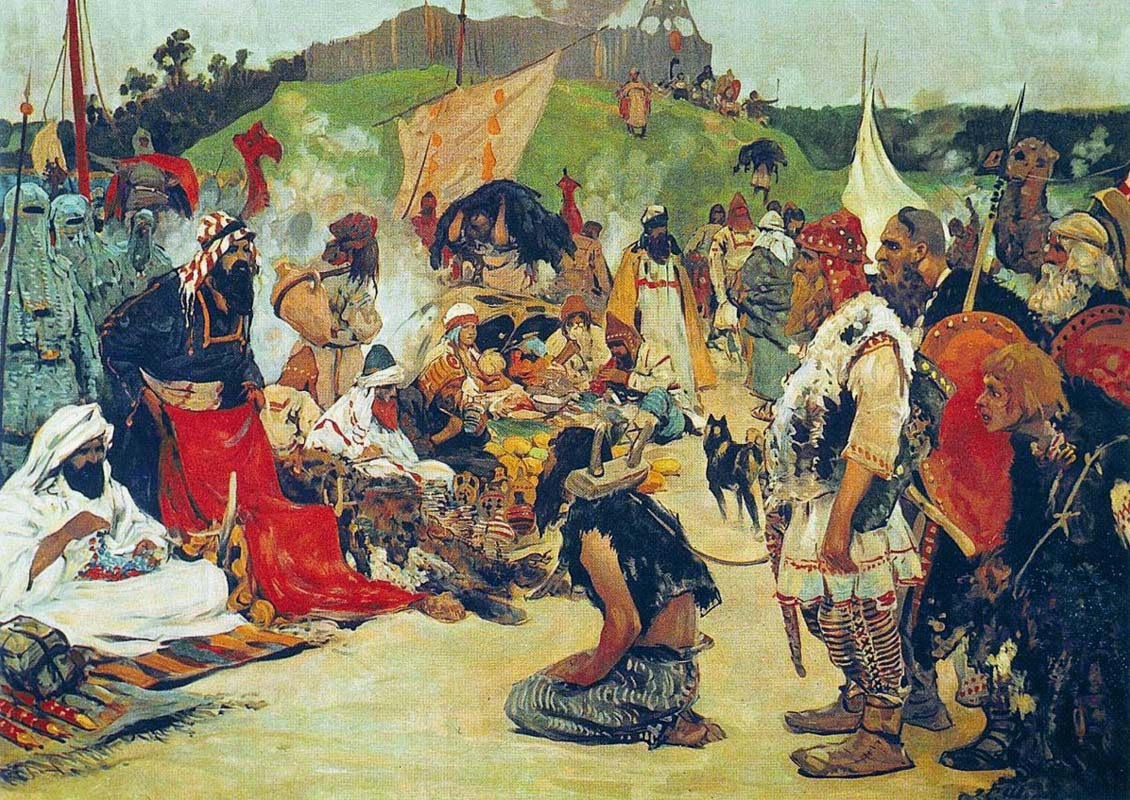
С.Іванов «Торг древніх слов'ян». Час створення картини: 1909

Тогочасний Київ — один із світових центрів работоргівлі: рабів відправляли на схід, до Середньої Азії, або на захід, через Регенсбург і Прагу до Марселя, а звідти морем до ісламських країн. Русь також торгувала рабами з Візантійською імперією. Оскільки християнство забороняло работоргівлю, князі широко використовували посередників: рабів продавали в Києві іноземним купцям, здебільшого єврейським торговцям. Торгували полоненими тюрками і тюркськими жінками, популярність мали половецькі хлопчики, проте більше торгували «своїми», захопленими у внутрішніх війнах. Не дивно, що в європейській латині в цей час римське servus («раб») було замінено новим синонімом sclavus (буквально «слов'янин»).
Усю історію Київської Русі, до XIII століття,  князь залишався насамперед воїном, який особисто очолював походи і брав участь у битвах, а джерелом його прибутків був військовий трофей, переважно «полон» і данина. Єдиним мирним заняттям, гідним князя, були перевесища, мисливські угіддя, — лови. У випадку загального походу, князь роздавав свою зброю народу, і мав власне кінне господарство, яким керував «конюший тіун» і яке слугувало тій самій меті. Князь не був господарем чи власником земель, що належали його князівству: спочатку він навіть не мав там власності, принаймні жив не з своєї «вотчини». Пізніше у князя з'явилися борті (місце, де розводили бобрів), і це стало князівською монополією. У цих господарствах були посаджені (заселені) раби (невільні люди) — служебне населення — слуги, які могли добровільно приймати на себе тягар часткової або повної кріпосної залежності (часткового або повного холопства), оскільки отримувало на князівській землі дім, землю, а також захист. Від розселень «служебних людей» виникли численні до сьогодні топоніми: «Бортничі», «Бобровиці», «Бобрики», «Бобровники» тощо. Таким чином, князь володів основною експортною продукцією — рабами, хутром, медом і воском. Князі були головами роду, племені або союзу племен, зазвичай воєначальниками на чолі військової дружини, а з розвитком феодалізму — вождем війська та правителем князівства. Певний вплив на структуру князівської дружини мали скандинавські, греко-болгарські і іранські (осетинські) моделі. Старших чи нарочитих (свідомих) дружинників називали боярами. Слово, найімовірніше болгарського походження: тюрки-болгари мали розвинену титулатуру, і найвищий ранг боїл (множина боїляр, боляр) відповідав візантійському патрикію. «Боярин» на Русі переважно означав старшого дружинника, тоді як «гридь» — молодшого. В українській традиції «бояр» у післякиївську добу означав підневільного військового слугу — на відміну від російської традиції, де вище коло князівського оточення називалось саме «боярин».
Городище — рештки давньої оселі укріпленої сипаними валами: було воно осідком князя, або боярина, або служило захистом від дооколишнього населення під час небезпеки; залишки стародавнього укріпленого поселення, що були оточені ровами та валами і часто захищені природними перепонами (ярами, річками, болотами тощо). Укріпленнями є земляні вали навколо поселень, викопані рови і обнесення жител общинних поселень дерев'яним тином. Часто до городищ примикала неукріплена частина поселення — селище.

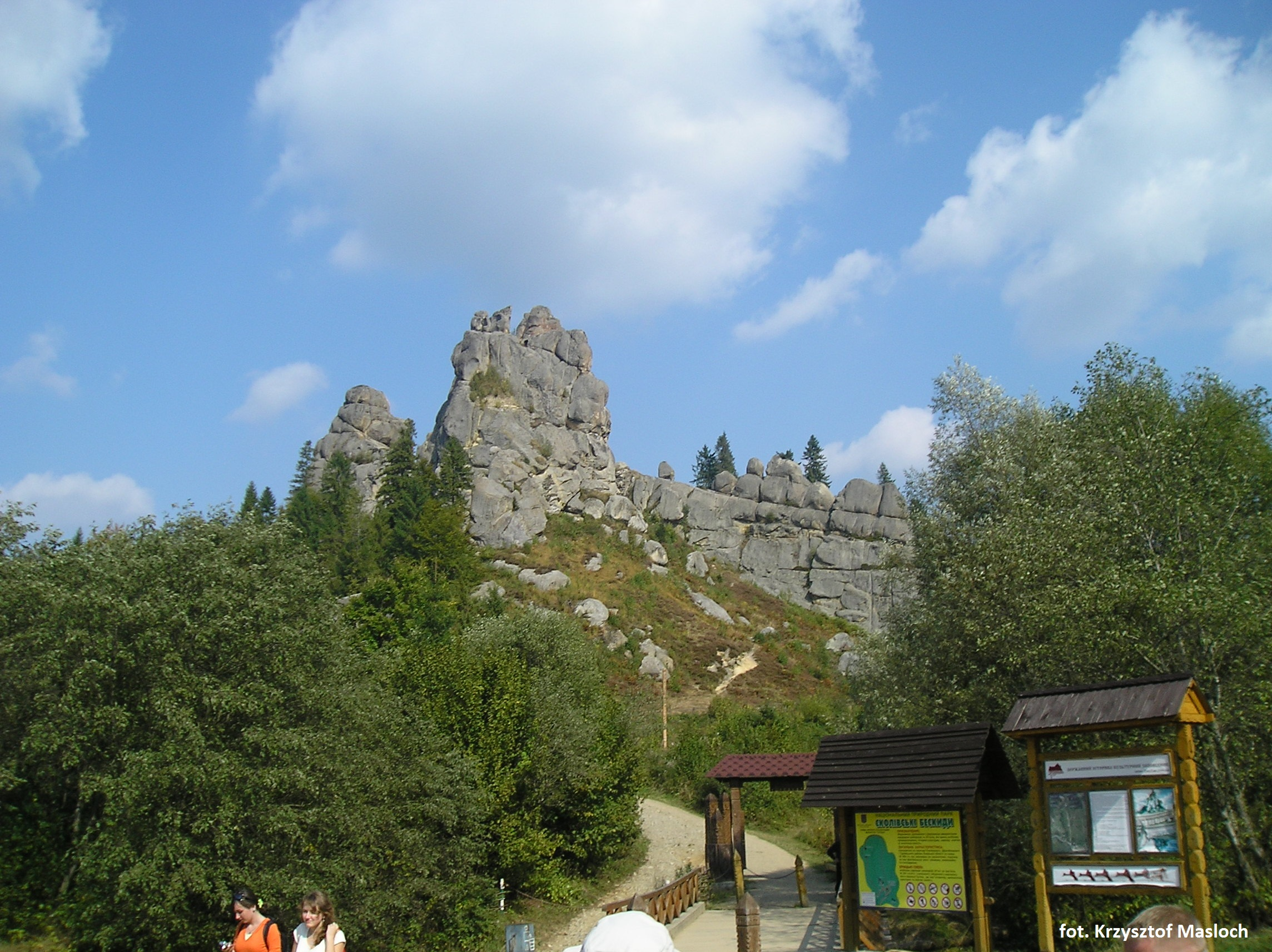
Залишки середньовічної наскельної фортеці Ту́стань, — митного пункту на соляному шляху. Це найбільш ґрунтовно досліджене укріплення з-поміж західноукраїнських наскельних дерев'яних фортець, що входило до оборонної системи Карпатської укріпленої лінії. На етапі найбільшого розвитку укріплення його дерев'яні стіни сягали висоти 21–22 м, воно займало площу 3 га.

Центр городища розташовувався на підвищенні, переважно на мисі над річкою, де була пристань. Обгороджений трикутником, з XII століття він набув форм, які більше відповідали вимогам фортифікації та були геометрично правильними. У ньому переважало кластерне (купчасте) планування — всі будівлі групувалися навколо княжого двору і собору, а біля стін розташовувався торгівельно-ремісничий посад. У княжих поселеннях його вулиці орієнтувалися на княжий центр, в інших поселеннях — на дороги, що вели до сусідніх поселень і пристаней.
У ті часи доріг дуже мало, в основному використовувалися річкові шляхи. Святослав, наприклад, починав свої походи навесні, щоб завершити їх до осені, а далекі походи зазвичай проводилися комбіновано: піхота рухалась по річці і морю в ладдях, кіннота — суходолом  уздовж узбережжя. Дніпро з його головними притоками Прип'яттю та Десною, а також ціла мережа інших річок, таких як Дністер, Буг, Сан, були природними шляхами, які приваблювали ще первісних людей. Людське життя накопичувалося та організовувалося вздовж річок протягом тисячоліть.
Більшість городян спочатку займалися землеробством, а згодом в городищах тримали городи, худобу, яку виганяли на випас через міські ворота і поверталися назад через міські міську браму до її закриття на ніч. Важко сказати, що спочатку відрізняло городянина від селянина. Головний шлях зазвичай пролягав від брами дитинця до брами окольного града. Коли вулиці і майдани в низьких місцях підтоплювалися, їх часто вимощували своєрідними тротуарами з дерев'яних колод або плетених з лози гатей, над старими помостами намощувалися нові.
Город складався з двох частин — внутрішньої, яка називалася «дитинець», і зовнішньої, яка називалася «острог», або "окольний город"; обидві частини були оточені валами, на яких знаходилися дерев'яні стіни та заборола, а пізніше мури з каміння і цегли. До укріплень також належали вежі або стовпи. Входили до городу через ворота (Золоті ворота в Києві). Ворота — один з найважливіших елементів дерев'яних оборонних споруд. Інший, більш прозаїчний бік цієї справи, був також приємним для городян — саме при брамах давньоруських міст стояли митники, які збирали з купців в'їзні мита. Обгороджені (укріплені) території поступово перетворювалися на оборонні, адміністративні та торговельно-ремісничі центри племінних об'єднань. Город  — це постійне укріплене поселення, де відбувався міжобщинний обмін, оборонний комплекс.
Розміри дитинців коливалися від 10 га в найбільших поселеннях (Київ, Переяслав) до 0,5–1 га у менших центрах. Дитинці у менших центрах були приблизно еквівалентні феодальному замку. У деяких, як от у Києві або Чернігові, різні «кінці» — окремі поселення — були об'єднані в єдине ціле навколо княжого двору. Інші дитинці, такі як Холм, були засновані князями або, як більшість невеликих поселень на Пороссі, виросли із сторожових фортець, або колись були племінними центрами, як Вручій (Овруч), або стольними городами удільних князів, як Севськ, Трубчевськ чи Дебрянськ.
У випадку замків укріплення були дерев'яно-земляними, — стіни складалися з порожнистих і заповнених землею городен. В описі південноруських замків XVI століття, більшість з яких були дерев'яними і стіни яких переривалися вежами, М. С. Грушевський зазначає, що крім приміщень для гармат, всередині веж бували й житлові кімнати, комірки, комори, склади бойових припасів.
Городища, що датуються IX століттям, відомі на всій території Русі.
Більшість давньоруських городищ IX–XIII століть — це залишки феодальних градів з садами і посадами (городища на місці давніх Білгорода (див.: Білокам'яне будівництво), Галича тощо, або феодальних замків (городище на Княжій горі). Досить часто гради споруджувались з деревини (Тверський Кремль, Коломненський Кремль, Новгородський Кремль, Московський Кремль), а з ХІІ століття поширюється білокам'яне будівництво.
Археологічні дослідження городищ мають велике значення для відтворення історії суспільних формацій.

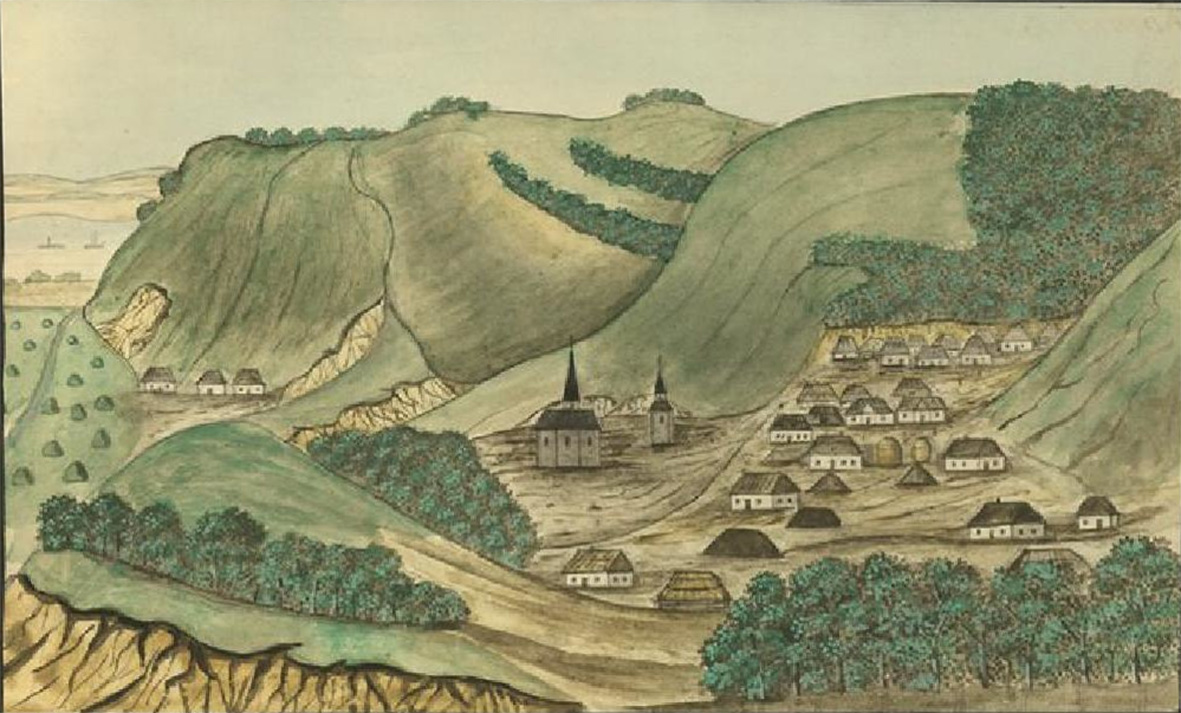
Де ля Фліз, Щучинка (1854). Сучасне поселення виникло на початку XVIII ст. Біля села виявлено поселення трипільської культури, кургани скіфського часу, давньоруські та кочівницькі кургани. В літописах в 1110 році згадується місто Чучин, як одне з оборонних міст-фортець на правому березі Дніпра, яке належало до системи Дніпровської оборонної лінії і захищало південні відступи до Києва від кочівників. На початку XIII ст. фортецю було дощенту спалено татарами. Древнє городище розміщувався на висоті 70 м над рівнем води, з усіх сторін захищене крутими схилами, вздовж споруд тягнувся ряд напівземлянкових жител.

Обгороджені місця в поселеннях ставали центрами міжобщинного обміну і торгівлі, в цих місцях починали селитись ремісники. Згодом, відповідно до слова «місце» (білоруське места застаріле «місто; [базарна площа]», давньоруське мѣсто «місце; селище», польське miasto «місцевість, ринок», чеське mesto «місто» misto «місце», верхньолужицьке і нижньолужицьке město «місто; місце; площа», словацьке mesto «місто» miesto, болгарське мя́сто «місце, місцевість», македонське место «місце; місто», сербохорватське мèсто (мjèсто), словенське mésto, старослов'янське мѣсто «місце»; — псл. *město «місце», давніше, очевидно, «накидане на землю покриття для розташування», пов'язане з metati, mesti «кидати» — розвиток значення «великий населений пункт» (через проміжне «базарна площа, ринок»), відбувся, очевидно, під впливом польської мови) це місце почали звати «містом».
| | \| «Городки», «городища», обведені високим валом, а часом і не одним, щоб було де оборонитися од ворожого нападу, і досі можна бачити на Вкраїні.[43] \| |
| — М. Аркас — Історія України-Русі.1908 (том 1)                                                                                                 | |
| «Городки», «городища», обведені високим валом, а часом і не одним, щоб було де оборонитися од ворожого нападу, і досі можна бачити на Вкраїні. | |

Городища, першочерговою функцією яких був контроль над торговельними та сполучними магістралями, відомі на Розточчі та Західних Карпатах. Я. Полєський, ведучи мову про «каштелянські гроди» на теренах польської частини Західних Карпат, вказує, що більшість з них розташовувалась вздовж Вісли, яка була важливим водним шляхом; ще чотири городища такого типу знаходились на схід та північний схід від Вісли (Люблін, Войніч, Бєч та Сонч) і слугували сторожовими прикордонними пунктами між Польщею, Київською Русю та Угорщиною.
| | \| Щоби лїпше і безпечніше торгувати, вони по найважнїйших місцях (де сходили ся дві ріки, або що) закладали кріпости або «го́роди» і там лишали військову «руську» залогу, щоби мати безпечне місце на відпочинок та щоби залога го́рода пильнувала водяної дороги.[47] \| |
| Щоби лїпше і безпечніше торгувати, вони по найважнїйших місцях (де сходили ся дві ріки, або що) закладали кріпости або «го́роди» і там лишали військову «руську» залогу, щоби мати безпечне місце на відпочинок та щоби залога го́рода пильнувала водяної дороги. | |

Вважається, що на час монгольської навали в усій Київській Русі було близько 300 городів, тому можна говорити лише про кілька відсотків міського населення у всіх східнослов'янських регіонах, хоча частка міського населення була більшою на півдні, на території сучасної України, і на півночі, поблизу Новгорода. Після цього міста почали розвиватися в Заліссі, в межиріччі Волги і Оки. У цей час більшість поселень були малими, і найнадійнішим способом захиститися від загарбників було оселитися десь у лісових хащах (степняки не влаштовували тривалих осад великих поселень, але й далеко далеко вглиб лісу не заходили).
- Див. також: Слово о погибелі Руської землі

Існувала різниця між градом і європейським містом (яке часто виростало з надійно укріплених замків — бургів). На Заході місто мало два центри — княжий замок і міський ринок з ратушею. Слов'янські гради мали один центр — кремль, або дитинець, до якого тягнулись усі інші будівлі. Град не був так щільно забудований як бург, оскільки в руських містах були великі площі городів і садів, а також незабудовані простори, такі як болота, луки та пустирі. Дерев було достатньо, але кам'яні будівлі були великою рідкістю.

#### Опис городища. Дитинець (вишгород), острог (окольний град) та посади (кінці)

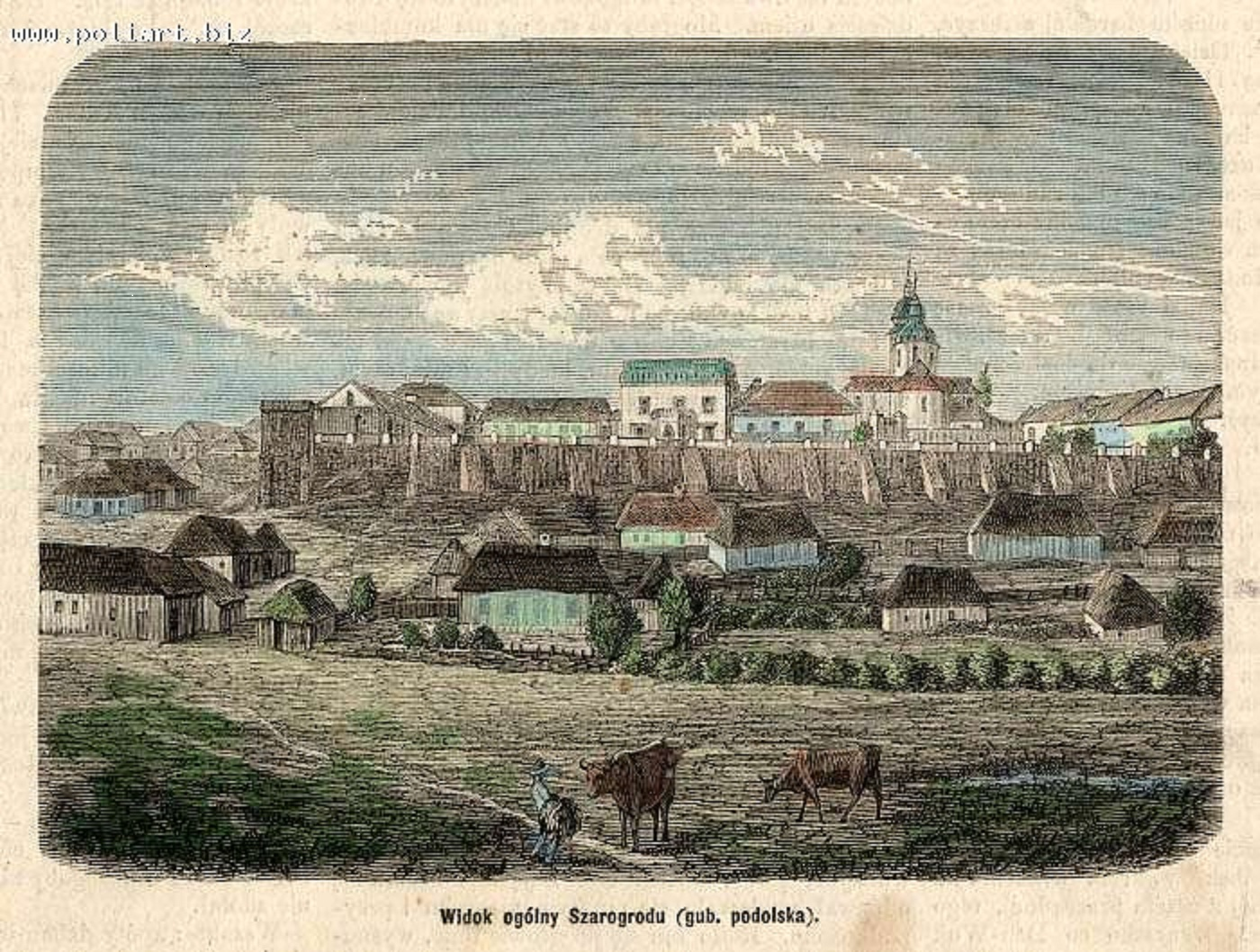
Шаргородське городище (до 1860–87) складається з двох частин — більшої частини «кромного города», де проживало міське населення, і меншої частини «дитинця», або замку, де жив феодал.
Оборонна стіна міста виконана з городні і укріплена земляними укосами з обох сторін (на зображенні видно лише зовнішні укоси), які стримували розпір землі в нижніх частинах городень

Найактивнішим періодом розбудови «стародавніх міст» городів/городищ) у Київській Русі є друга половина І тисячоліття нашої ери.
Напівземлянки переважали в лісостеповій і близькій до неї лісовій зоні Півдня, в IX–X століттях — у Києві та його околицях, а в наступні століття з північних слов'янських районів все далі на південь  поширився наземний зрубний дім із ялинового або  соснового дерева, і з XII століття такий будинок витіснив напівземлянку по всій лісостеповій зоні.
Городища зазвичай розташовувалися на високих річкових берегах, а їхні укріплені центри — пагорбах, що домінували над місцевістю. Для оборонних цілей зручність мали миси, що утворювалися при злитті річок, тому здебільшого саме на цих місцях будували «дитинець», що утворював ядро града. Таким чином оборонне поселення, розташовувалось для використання підйому висоти для оборонної переваги.
Великі міста частіше (якщо вони мали кілька ліній укріплень) складалися з трьох частин — «дитинця» («Днешній град» або «Вишгород», «Гора»), «окольного граду» та околиць — «посади», «кінці». Меншим поселенням був городок  — містечко з дводільною містобудівною структурою, що включала дитинець, або «днешній град», та фортифікований посад, що його оточував. Вищий клас суспільства жив у добре укріпленому дитинці, тоді як ремісники і купецтво мешкали у посаді. Оборонні споруди городків були значно потужнішими, ніж у острогів.
У «кінцях» мешкали торгові та ремісничі люди, зокрема, князь міг поселити ремісників у посаді. До середини XIII століття на посадах майже в кожному домі була майстерня — деревообробна чи теслярна, або городника, містника, коваля, виготовлювача цв'яхів, ливарника олова і так далі. Вулиці були заселені ремісниками  за професіями, а сотня була адміністративною одиницею. Працівники одного ремесла мали систему учнівства, складали іспити — виготовляли «урочні вироби», на свята з пережитковими пожертвами влаштовували «братчини» — колективні «учти», тобто існувала напівсакральна, напівпрофанна організація на кшталт цеху або братства. Пізніше з'явилися посадські церкви, присвячені покровителям різних ремесел.
Центром торгівлі та ремесел був «торг», біля якого зазвичай будували церкви св. Миколи або св. Параскеви. Через торг проходило майже все, що споживав городянин. Торгом ходив спеціальний урядовець, «бирич», який зі своїм жезлом та сурмою в руці, вигукував розпорядження влади та різні новини. Лише у великих городищах були красиві кам'яні церковні споруди. Престиж городища визначався кількістю церков, їхнім багатством та кількістю монастирів, розташованих ближче до міських стін. Після заснування монастирів у X–XI століттях, з'явилися церковні маєтки і залежні від Церкви церковні селяни, яким князі й бояри дарували землі разом з селянами.
Стіни, що захищали городище, являли собою дубові зруби — городні, кожен зруб з яких складався з 12 засипаних землею комірок розміром 3 на 3 м. Городні були зроблені в три ряди, над ними знаходилися заборола — бруствери із отворами для стрільби. Будівництво, утримання та ремонт укріплень покладалися на городян, до робіт залучалися також навколишні такі ж селяни. До появи спеціальних стрільців, пушкарів і фахівців з воріт, оборона городища також покладалась на городян.

Чернігівський дитинець. Картина Г. Петрова «Чернігів» у XIII столітті.

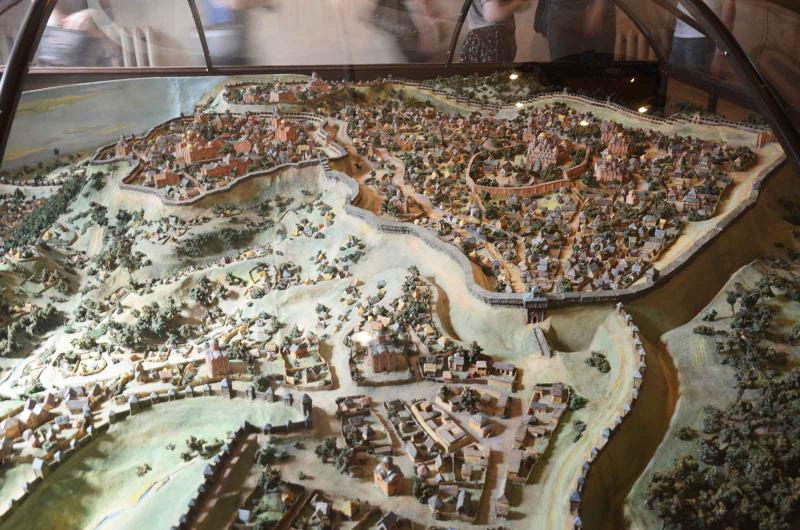
Макет Києва часів XI ст. Укріплена частина на пагорбі праворуч є дитинцем Києва, найдавнішою його частиною, що називається містом Володимира. До нього примикають манівці — місто Ярослава (праворуч) і місто Ізяслава (ззаду). На передньому плані — Копирів кінець. Зліва від нього урочище Гончари-Кожем'яки, що переходить ближче до Дніпра до Подолу.

Луцький замок у XVI ст. на ілюстрації Олександра Дишка. Феодальний центр середньовічного міста

Всередину готової дерев'яної кладки засипали ґрунт і каміння з  траншеї, виритої перед дерев'яною конструкцією, ретельно утрамбовуючи. Рів перед валом з напільного боку утворювався майже автоматично — на місці ґрунту, який вибирали, зводячи вал. Коли поверх валу ставили частокіл — паркан зі щільно вставлених загострених стовпів, укріплення набувало більшої потужності і вважалося вже дерево-земляним. Будівництво  оборонних споруд називається фортифікаційним мистецтвом. Часто до земляних фортів зараховують і інші дерев'яно-земляні фортифікаційні споруди, такі як частокіл, палісад, вали, оскільки між цими типами існує широкий перехід для укріплення земляних «замків». Основною причиною такого поширення є те, що в значній частині території світу (центральна Європа, степовий регіон, низини) дерево було набагато доступнішою сировиною, ніж камінь. Крім того, звести земляний замок дешевше і швидше, але слід підкреслити, що він потребує постійного догляду, а тому його обслуговування обходиться дорожче, ніж утримання кам'яної та цегляної кладки.
Наприклад, вже з кельтськими земляними замками було помічено, що така земляна кладка більш стійка до каменеметальних машин, ніж цегляні стіни. Однак через дерев'яні конструкції вони були вразливі (подібно до мурованих замків) до вогню, яскравим прикладом чого був успіх монгольської облоги. Однак помилковою є думка, що після навали татар вони відмовилися від будівництва земляних замків, а потім покрили земляні замки плетінням з лози, обмазаним глиною, щоб підвищити вогнестійкість.
За найскромнішими підрахунками (П. П. Толочко) населення Києва становило щонайменше 45 тисяч осіб, а Чернігів був не набагато меншим, судячи з площі міста. Близькими до Києва за площею були Білгород (нині с. Білогородка під Києвом), Галич, і дещо менший Переяслав. За тогочасними європейськими мірками це були великі поселення (Парижі наприкінці XIII століття мав 24 тисячі мешканців, Тулузі, Марсель, Барселона — 12–15 тисяч).
У березні 1239 року велика група кочовиків взяла штурмом Переяславль і вбила усіх його мешканців. Майже миттєве захоплення ворогом Переяслава досі вражає істориків та археологів, адже це було надійно укріплене городище, яке десятиліттями захищало Руську землю від печенігів, а далі — й половців. У жовтні 1239 року військо Батия за два дні захопило й Чернігів, укріплення якого на півдні Русі поступалися лише київським. Пізньої осені 1240 року монголо-татарське військо з'явилося під валами Києва, по дорозі зруйнувавши численні городища та укріплені замки Київської країни, що захищали її з півдня: Василів, Білгород, Витачів, невідому за назвою фортецю на Княжій Горі поблизу Канева та ін. Вперше Батий зібрав усі свої війська та облогову техніку для взяття руського міста. Київ мав укріплення, що не мали аналогів у східнослов'янському світі. Величезні земляні вали висотою до 12 м були вкриті дубовими стінами. У межах зовнішнього поясу укріплень Ярослава міста знаходився внутрішній — Володимира місто, де, в свою чергу, стояла цитадель, «Ярославів двір». У Києві стояла випробувана у боях залога на чолі з намісником князя Данила Галицького Дмитром, котрого князь посадив у місті напередодні Батиєвої навали. Основний удар загарбники зосередили на південних укріпленнях Києва, в районі так званих Лядських воріт. Ворог встановив стінобитні машини впритул до валів. «Пороки» кидали кам'яні брили і дерев'яні колоди, щоб знести заборола, тарани постійно били в брами, до стін приставили драбини. Після 2-тижневого штурму монголо-татарам вдалося взяти Київ на початку грудня 1240 року. Вони вбили переважну більшість захисників і мирних жителів і майже повністю зруйнували городище (особливо Верхнє місто). На відміну від кочівників, які могли лише стріляти по фортецях з луків або намагатися підпалити їх, ординці вміли вести планомірну облогу і мали в своєму розпорядженні значну кількість облогових механізмів: метальні машини розбивали заборола величезним камінням, тарани розбивали ворота. Така доля спіткала Лядську та Софійську брами Києва у 1240 році.
Стародавній Чернігів був одним із найбільших центрів монументальної архітектури — у місті налічувалося близько 20-ти мурованих споруд — храмів, теремів, надбрамних споруд. 5 храмів часів Київської Русі збереглося до наших днів.
Український історик І.Крип'якевич зазначав, що в боротьбі проти степових орд — хазарів, половців та ін. Україна стала «безпечним заборолом, за яким зростала європейська культура», і, загалом, всі військові сили Київської держави «можна рахувати найбільше на 50000».
Татаро-монголи регулярно вимагали руйнувати  укріплення (особливо дерев'яні споруди та земляні вали) і залишати міста без захисту, щоб забезпечити покірність мешканців і лояльність князів. Невиконання цієї вимоги загрожувало війною. Сусідство зі степами, з цього часу почало називатись Диким Полем.

#### Внутрішня частина города. Дитинець (вишгород, або Гора)
Князівський палац називався «Внутрішнім городом». Дитинець — це найстаріша частина, цитадель града, з укріпленнями у вигляді стін, валів й ровів. Якщо якась сторона не мала захищення у вигляді природних перешкод — річки, яруги, то цю сторону особливо укріплювали.
У типовому дитинці великого давньоруського міста розміщувалися двори князів, бояр, вищого духовенства та  головні храми. Роль храму могла виконувати замкова каплиця — приміщення у житловому корпусі або окрема будівля, яка зазвичай була пристосована до оборони. Княжий і боярські двори часто займали значну територію, тут жили бояри і дружинники, численна князівська та боярська челядь і ремісники, які обслуговували княжий двір та боярські хороми, а також вище духовенство. Водночас він слугував прихистком для населення всього міста під час зовнішньої загрози. Хоча загалом мешканці замку зазвичай були членами однієї родини, іноді вони належали до різних конфесій.
На території дитинця будувалися міський собор та єпископський двір, палацові церкви та монастирі. Великий княжий двір у Києві мав великі розміри, і крім значної кількості житлових та господарських комплексів, на ньому можна було проводити кінні змагання. Замки і монастирі є найбільшими за розмірами історичними спорудами в забудові населених пунктів, і через свої масштаби вони досі є композиційними центрами багатьох історичних міст і сіл України.
Дитинець давнього Києва складався з території близько 80 га на Старокиївській горі Дитинці були різних розмірів: від 10 га в найбільших містах (Київ, Переяслав) до 0,5–1 га в менш значних центрах. Таким чином, в менш значних центрах дитинець наближався до феодального замку. Під час облоги города ворогом дитинець ставав останнім сховищем городян.
Наскільки далеким був тогочасний світ від істинної чернечої, монастирської ідеології, можна судити з того, що заможні люди іноді ставали ченцями разом із своїми рабами і навіть невільницями. Невідомо, коли на Русі було засновано єпископат, чи то пак встановлена єпископська кафедра, але київські князі  хрестилися ще до завоювання Києва Олегом. У будь-якому випадку в Києві була митрополія, а кількість єпископій в Русі перевищувала десять. Всі митрополити були греками, присланими з Константинополя, за винятком двох: митрополита при Ярославі, і при Ізяславі. Церква Русі не була помісною, була частиною Константинопольської церкви і частину своїх прибутків надсилала до Патріархії. На ранніх етапах розвитку Русі князівське багатство було суто престижем: чим багатшим був князь, тим більше «слави» він мав, чим щедріше він ділився своїм багатствами, тим більше честі і сили було у його підвладних. Одним із щедрих обдарувань власною харизмою був князівський пир, або «учта», «бенкет». Зазвичай у замку були просторі зали де відбувалися буйні учти та військові наради. Як скандинавська вейцла, учта була не просто бенкетом, а бенкетом для князівських підданих, і являла собою ритуал кормління князем підданих, за що вони мали «годувати» князя даниною. Коли князь об'їжджав свої володіння (система «полюддя»), він не лише збирав данину, але й «годував» і поїв (обов'язково!) своїх підданих, немовби ділячись з ними своєю харизмою. «Співати славу», або «хвалити» було не просто мовно-поетичним актом, а сакральним посланням від співця до правителя слави, чи хвали — благодатною харизмою. На Заході існувала формула чіткого розмежування повноваження і сакральних функцій сеньйора і васала: сеньйору належить слава, васалові — честь. При цьому честь — це і духовна субстанція, і прозаїчна військова здобич, якою воїн завдячує і власній мужності, силі і харизмі — славі свого сюзерена. На руському матеріалі ця формула-закономірність простежується лише як тенденція, при чому часто піддані беруть славу і собі. Це може означати, що на слов'янському сході не встановилися чіткі відносини сеньйора і васала, які панували на заході. Всі члени церкви ставляться на службу церкви через таїнства хрещення і миропомазання. У перші століття християнства це буквально означало, що будь-хто міг стати священник. Пізніше поняття «служіння» розділилося на керівництво служінням, яке стало завданням ієрархів як «духовних пастирів стада Божого», і служіння — судження і випробування, яке залишилося завданням мирян. У зв'язку з цим призначення ієрархів перестало залежати від волі мирян, оскільки, згідно з церковною ідеологією, пастирська опіка (душпастирство) є не результатом волі людей, а є проявом волі Божої. Тому введення на кожний рівень церковної ієрархії відбувається через таїнство священства в обряді рукопокладання (хіротонії). Згідно з  церковною інтерпретацією, всі харизми нероздільно належали Богові. У світському житті ці харизми були розділені, і довгий час в християнські часи князь і його зброя мали особливу харизму сили і влади.
Пополуднева перекуска звалася ужина, ввечері приходила вечеря. Обіди й бенкети влаштовувалися з різних приводів: на князівські з'їзди, церковні свята, весілля, іменини, Володимир Великий дуже любив такі святкування і влаштовував їх на кожне велике свято. Коли він освячував нову церкву у Василеві (Васильків коло Києва), то «створив празник великий, наварив 300 мір меду і призвав бояр своїх і посадників, старшин із усіх городів і людей багато і роздав убогим 300 гривень. Празникував князь вісім днів». А про пізніших князів часто читаємо, що «була любов велика між ними про три дні», «честь велика», «обід сильний». Після такого бенкету господар обдаровував гостей цінними дарунками. Мономах згадує: «Запросив я батька на обід у Чернігові на Красному дворі й дав батькові 300 гривень золота». «Юрій казав уладити обід сильний і створив честь велику і дав Святославу дари многі». Подарунки включали золото, срібло, дорогий одяг і матерії, а також расових коней або рідких звірів, наприклад, один князь дарував своєму своякові парда (застаріле: гепард, барс, леопард).
Політично подвійна легітимація князівської влади також проявлялася у вічевому устрої. Всі домовладики приходили на віче, і віче мало висловити своє схвалення чи несхвалення (осуд) князю. Віче стало регулярним інститутом у північних частинах на Новгородській і Псковській півночі, тоді як на «україно-руському» півдні все залежало від фактичного балансу сил. Князь міг  «сісти на стіл» силою, якщо за ним стояло сильне  військо, або ж місто могло його вигнати. Однак чіткого механізму вічової демократії ні на півдні, ні на півночі не існувало..
Монастирі в XIV столітті

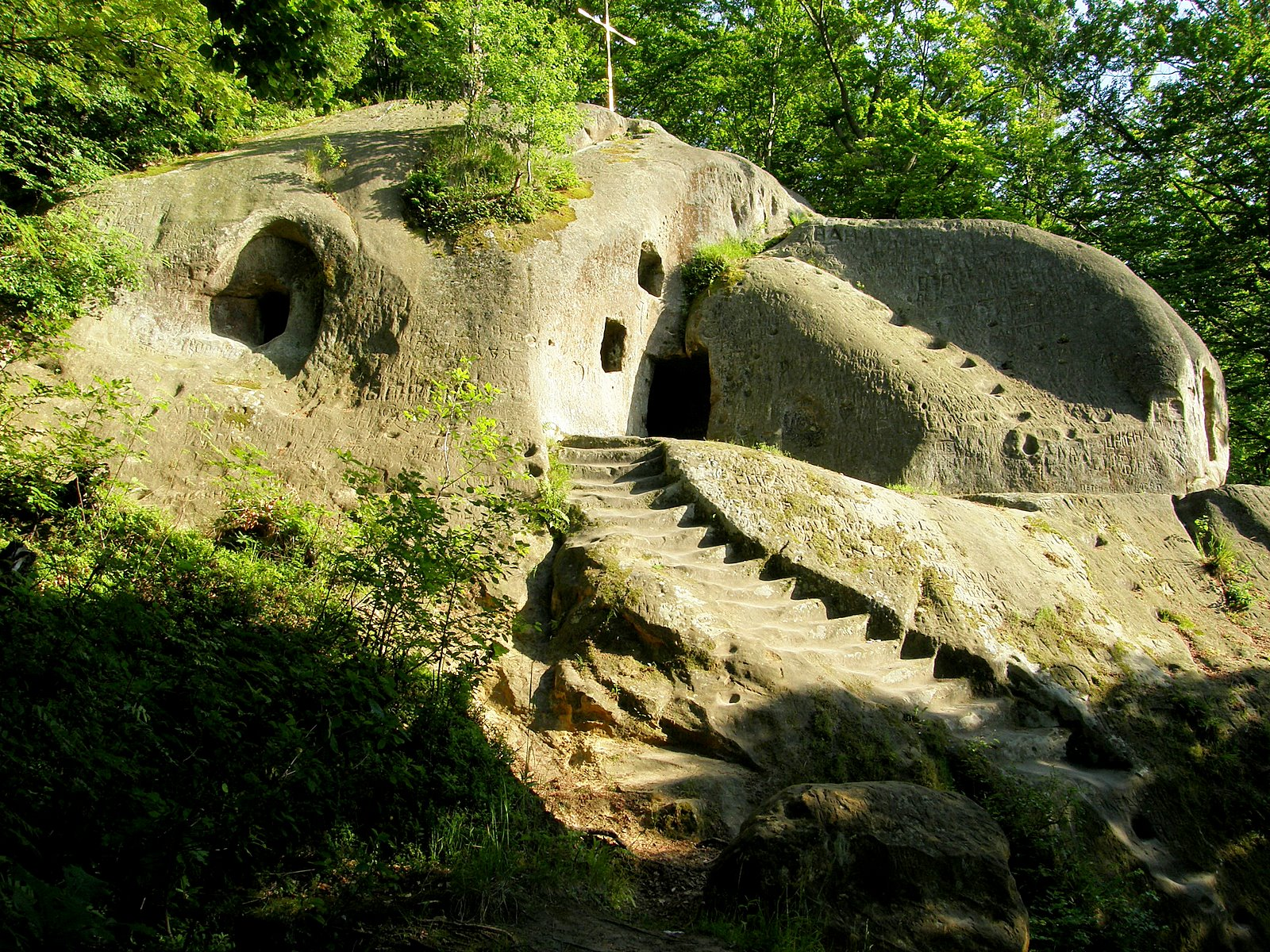
Колишній печерний монастир села Розгірче, який Богдан Януш (В.Карпович) датував XIII–XV ст.

В XIV столітті, як і в попередній період, створення монастирів було зумовлене церковними чинниками. Тоді ж князі та шляхта засновували ктиторські (вотчинні, родинні), тобто, удільні монастирі, часто на честь святих — покровителів родів. Настоятелі монастирів бували сповідниками родин, які опікувалися родинними храмами. Вони були залежні від засновників монастирів, оскільки за правом патронату, подібні церковні осередки фактично були власністю феодалів. Тому в другій половині XIV століття відомі випадки дарування та продажу монастирів поряд із іншими маєтностями. Так, 1378 року пані Хонька Васькова продала за 20 гривень срібла «мунастырь Калениковъ Иванови Губци и єго брату Ходорови на вЂки и дЂтемь ихь со всЂм объЂздом и со всЂми границями, и землю, и синожатьями, из гаями, и сычем, и c колодязем, и c ловищи, и со всЂми ужитки, яко и вЂка вЂчнаго слушало к тому мунастыреви». Часто власниками ставали і католики. У 1392 році поляк Спитко з Мельштина обміняв монастир святого Михайла в Созані на село свого дядька Ярилівці. У 1387 році Бенедикт Угрин (очевидно, після того, як попередній власник помер, не маючи потомків, або в результаті репресій за антипольську діяльність) отримав монастир Черніїв на Жидачівщині. Навіть львівський Святоюріївський монастир, резиденція архімандрита, перейшов у XIV столітті у власність львівського вірменина.
Деякі з менших монастирів були розташовані на «соляних» стратегічних дорогах, на відстані денного переходу валки.. Так, шлях з Галича до угорського кордону наприкінці XIV — на початку XV століття вів повз монастирі Сокіл (Воздвиження Чесного Хреста)  — Суботів (на острові), Монастирець — Крехів (Святої Параскевії) — Семенів, Дирина, Григоріїв (всі поблизу с. Лисовичі), а потім — при в'їзді в Карпати — через Розгірче (Святого Онуфрія) і Богородичний у Синевідську. Відгалуження цього маршруту на Верецький перевал починалось від м. Солі і вело через Дрогобич і Бориславів монастир на фортецю Тустань.

##### Садиба заможної людини

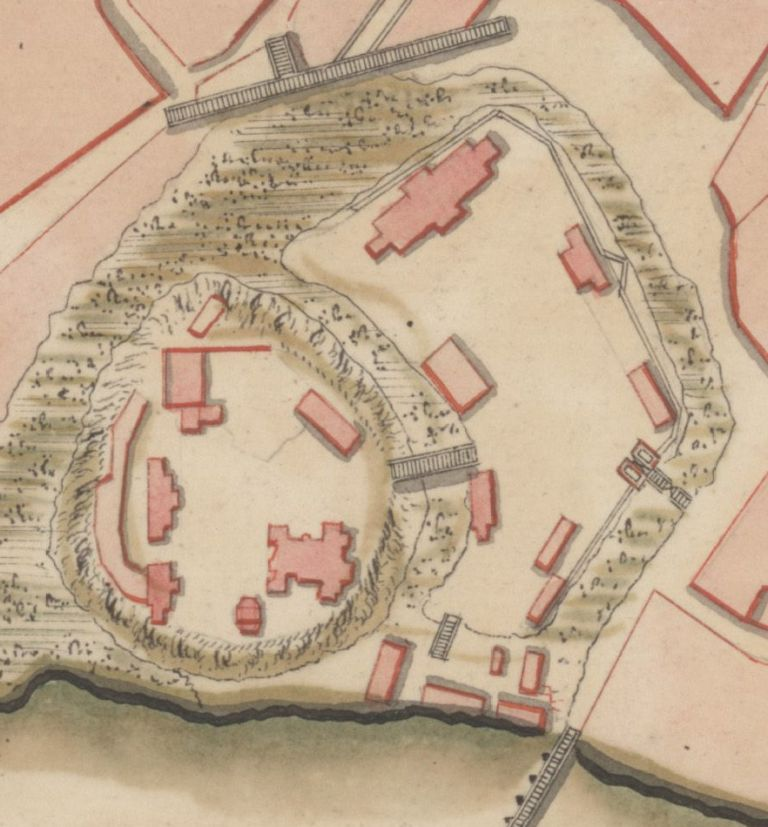
Верхні й Нижні замки у Слуцьку, Білорусь, XVIII ст. На Верхнім замку ліворуч — стара дерев'яна стіна з городнею

Княжі тереми — будівлі світського призначення в дитинці. Княжі палати, тереми, були значно більших розмірів за звичайні доми і набагато краще та вишуканіше оздоблені.
Поселенські будівлі городищ були малоповерховими, рідко які князівські споруди досягали трьох поверхів — багаті будівлі мали відкриту терасу на другому поверсі — сіни, і терем — немовби башту з кімнатами. Горішня кімната називалася сіни, сіниця, до неї вели драбина чи східці; іноді цю верхню частину називали горниця, горенка, вежа, повалуша. Долішня кімната — це істба, істобка, подниця; тут була піч, і цю кімнату використовували взимку. Дім, або хором, будували дерев'яним, рубленим, рідше він мурований, і мали дерев'яний поміст. Спальня називалася ложниця або одрина, а невелика кімната, де зберігалися всілякі речі, називалася кліть. У монастирях була окрема кухня (поварня, поварниця, пекляниця) — і також окрема їдальня — трапезниця. Садиби розміщувалися таким чином, щоб їхні композиції були привабливими, не було монотонності і тісноти від скупченості будівель, а між внутрішніми дворами залишалося щонайменше 4 метри (12 стоп) «прозор». У княжих будинках підлога бувала викладена з глиняних полив'яних плиток різного кольору, так що поміст мав вигляд барвистого килима. Іноді таким чином оздоблювали або розписували й стіни. Дверні стовпи (Одвірки) були різьбленими або підтримувалися різьбленими стовпчиками. Будинок, де жила князівська прибічна охорона (дружина або гридь), назвався гридницею. В'язниці, де утримували злочинців і бранців, називалися порубами. Побіч мешкального дому стояли Господарські споруди збоку житлового будинку називалися клітями, або клітинами. Худобу тримали в  скотницях, хлівах, кошарах. Стоги збіжжя стояли на гумні. Зерно зберігали в житниці у сусіки. Комора звалася бретяницею. Напої зберігали в пивницях — погребах і медушах. Будівлі, в яких зберігалися всі інші припаси, називалися амбари. Заможніші домогосподарства мали   лазню — баню, або мовницю.
Довкола терема йшли сади й городи. Виробництвом товарної овочевої продукції займалися переважно монастирі та поміщицькі господарства, і воно починало сягати промислового значення з середини XVIII століття. Городниками називали людей, які очолювали виробництво овочів, а садів — садівниками. Городники монастирів і великих поміщицьких господарств були достатньо освіченими фахівцями, які досконало знали агротехніку вирощування овочевих та баштанних культур, а також парникове господарство. На території України закритий ґрунт почали використовувати з середини XVIII століття, а з середини XIX століття в поміщицьких господарствах з'являються односхилі теплиці, які є більш удосконаленим видом закритого ґрунту.
Як описував звичайний боярський сад XVI століття Л.М.Толстой:

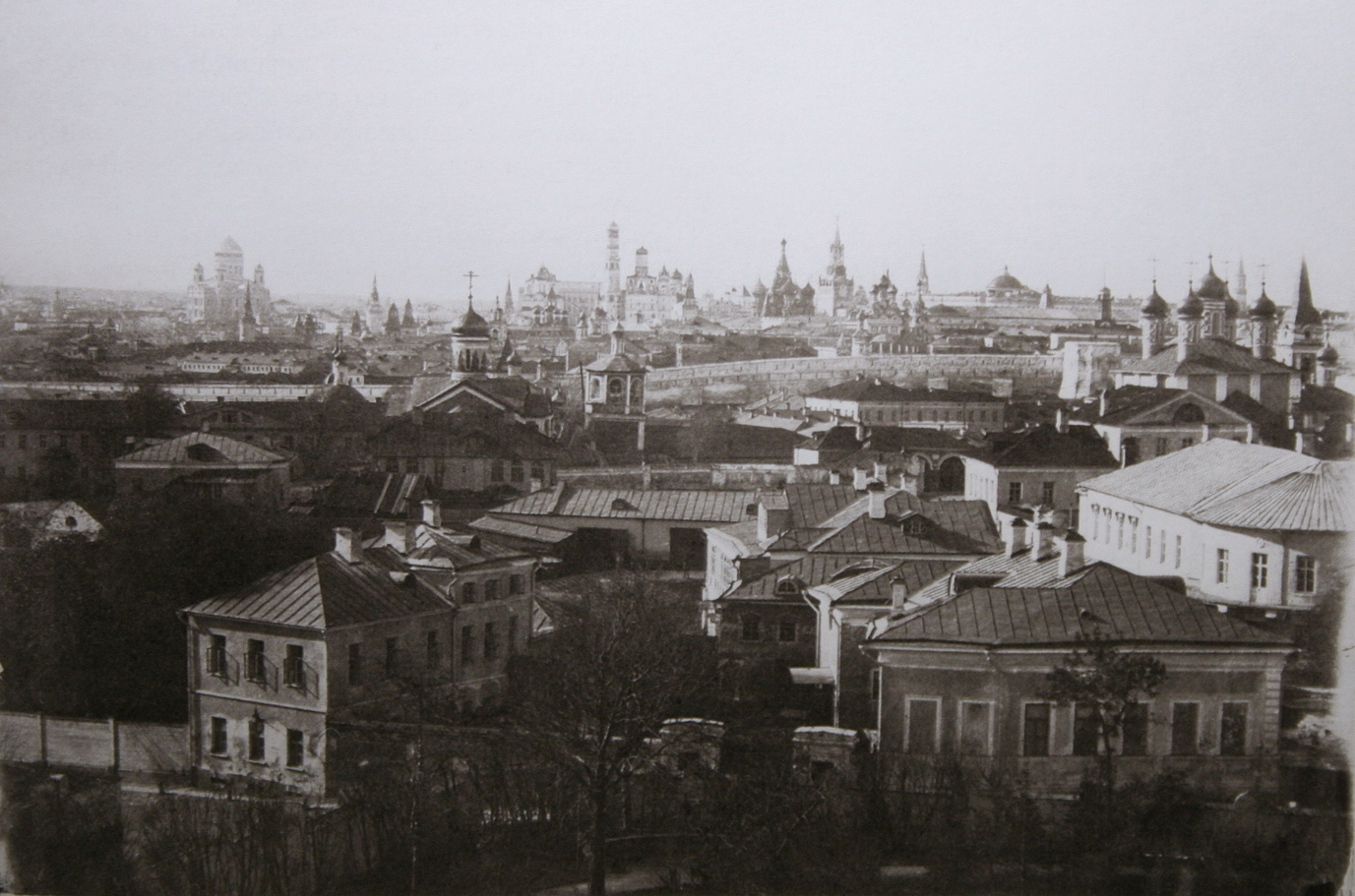
Завдяки неповторному рельєфу Іванівської гірки з майданчика Морозівського саду відкривався неповторний краєвид на Московський кремль та Іванівський монастир. Фото 1850 року.
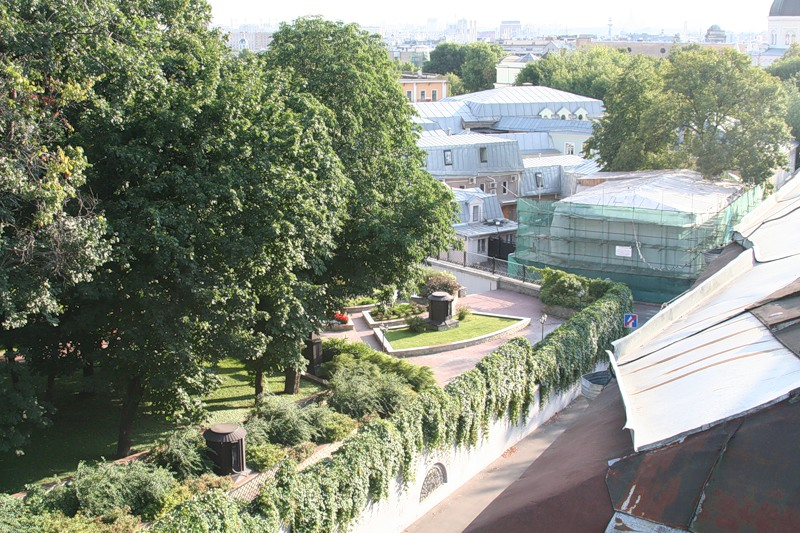
Вид на Морозовський сад, фото 2009 року

| | \| «Проїжджаючи верхи по березі Москви-ріки, можна було поверх частоколу бачити весь сад Морозова. ... «Квітучі липи осіняли світлий ставок, що доставляв боярину в пісні дні багату поживу. Далі зеленіли яблуні, вишні і сливи. У некошеній траві пролягали вузенькі доріжки. День був жаркий. Над червоними квітами пахучої шипшини кружляли золоті жуки; в липах дзижчали бджоли; в траві тріщали коники; за кущів червоної смородини великі соняшники підіймали широкі голови і, здавалося, ніжилися на полуденному сонці».[60] \| |
| — писав Толстой Лев Миколайович в історичному романі рос. «Князь Серебряный» (1863) (в цьому описі все вірно, лише соняшники з'явились в Росії в самому кінці XVII століття) | |
| «Проїжджаючи верхи по березі Москви-ріки, можна було поверх частоколу бачити весь сад Морозова. ... «Квітучі липи осіняли світлий ставок, що доставляв боярину в пісні дні багату поживу. Далі зеленіли яблуні, вишні і сливи. У некошеній траві пролягали вузенькі доріжки. День був жаркий. Над червоними квітами пахучої шипшини кружляли золоті жуки; в липах дзижчали бджоли; в траві тріщали коники; за кущів червоної смородини великі соняшники підіймали широкі голови і, здавалося, ніжилися на полуденному сонці». | |

Таким був звичайний боярський сад в самому кінці XVI століття.
| | \| «Садиба стояла на піднесеному місці, щоб весняна повінь не заливала її. Вона була обнесена тином з загострених колів. Від дому в сад виходив «рундук»[прим. 14] — відкрита тераса з різними фарбованими балясинами. В «обгородженому саді», або городі, росли яблуні, дулі (груші), рос. «вишенье». Яблука, здебільшого кислі, і дулі походили на дикі, але зустрічалися і наливні, солодкі і такі прозорі, що на світлі видно було насіння».[60] \| |
| «Садиба стояла на піднесеному місці, щоб весняна повінь не заливала її. Вона була обнесена тином з загострених колів. Від дому в сад виходив «рундук» — відкрита тераса з різними фарбованими балясинами. В «обгородженому саді», або городі, росли яблуні, дулі (груші), рос. «вишенье». Яблука, здебільшого кислі, і дулі походили на дикі, але зустрічалися і наливні, солодкі і такі прозорі, що на світлі видно було насіння». | |

Іноземці, які приїздили в Московію, дивувались множині яблунь у лісах і навіть називали її «яблуневим царством». В старовинних російських садах декоративних рослин не було, а розведення їх вважали смішною забавою:
|                                                               | \| «Та вийди за тин і рви в лісі і на луках які хочеш квіточки». \| |
| «Та вийди за тин і рви в лісі і на луках які хочеш квіточки». |                                                                     |

Жодна з княжих палат і теремів не збереглася до наших днів. Однак голландський маляр Авраам фон Вестерфельд, який тривалий час перебував у Києві 1651 році, мав можливість бачити руїни різних стародавніх будівель і старанно їх змалював.

Зустріч Янушем Радзивіллом посланців Богдана Хмельницького. Абрагам ван Вестерфельд (1651)
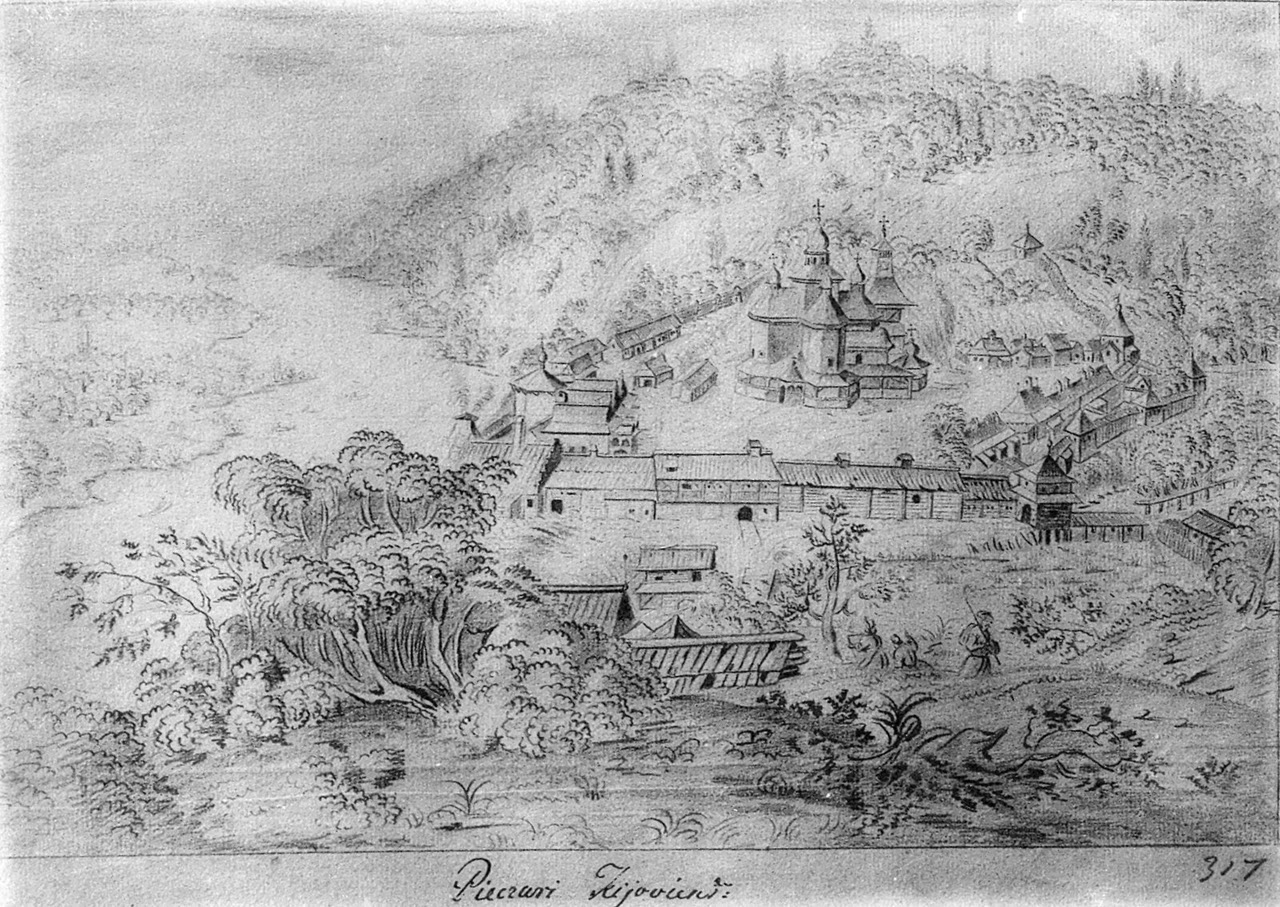
Історичний козацький Межигірський монастир поблизу Києва. Абрагам ван Вестерфельд (1650)
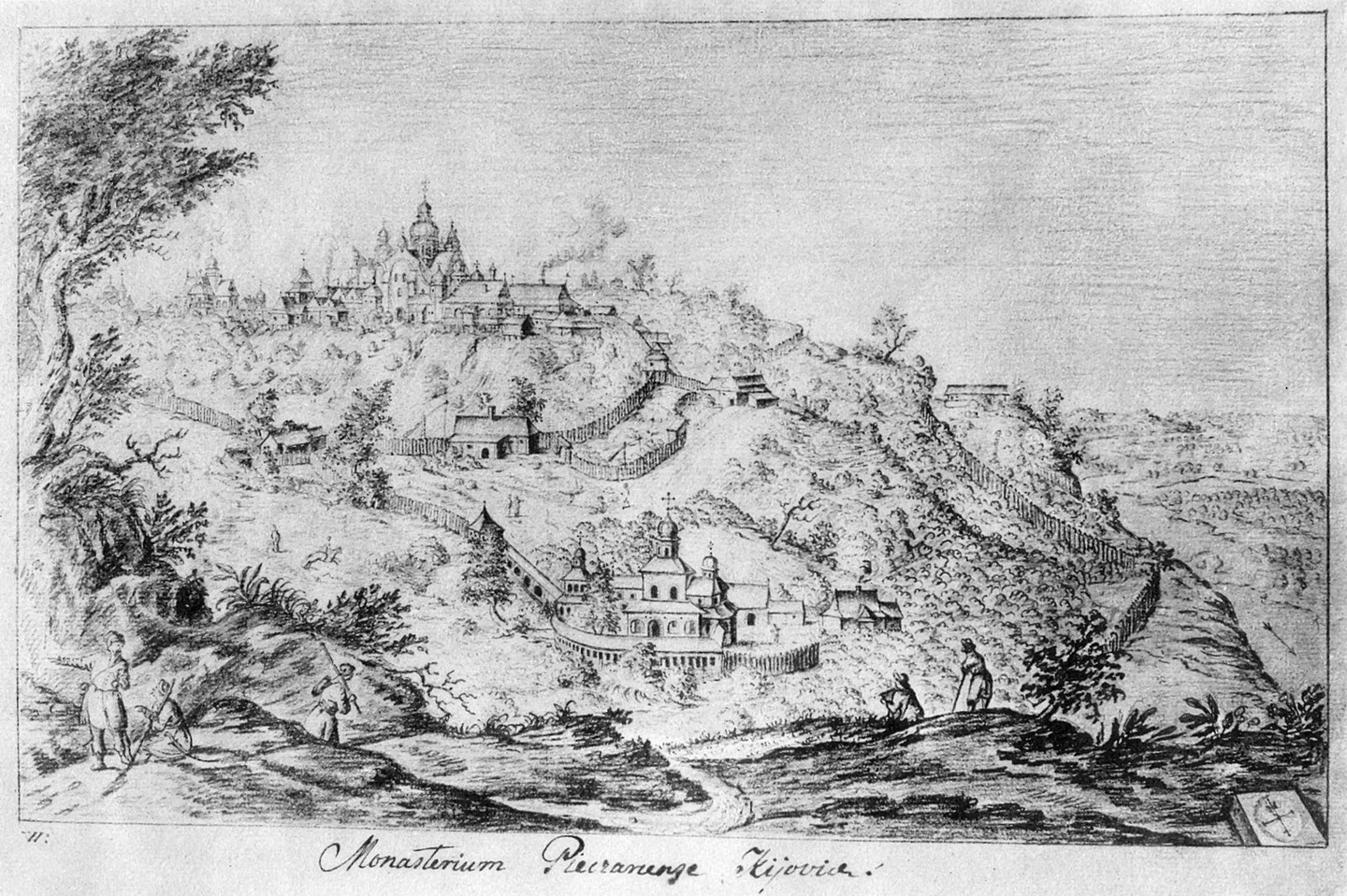
Печерська лавра у 1651 році. Абрагам ван Вестерфельд
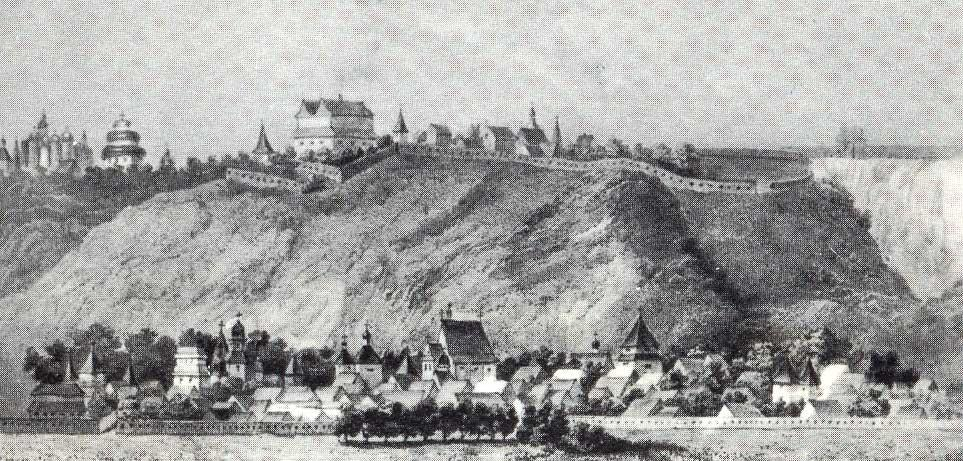
Вигляд Подолу. Краєид Подолу та старого Київського замку. В центрі височіє домініканський костел св. Миколая (з готичним дахом) — згодом Петропавлівська церква. Абрагам ван Вестерфельд (1651)
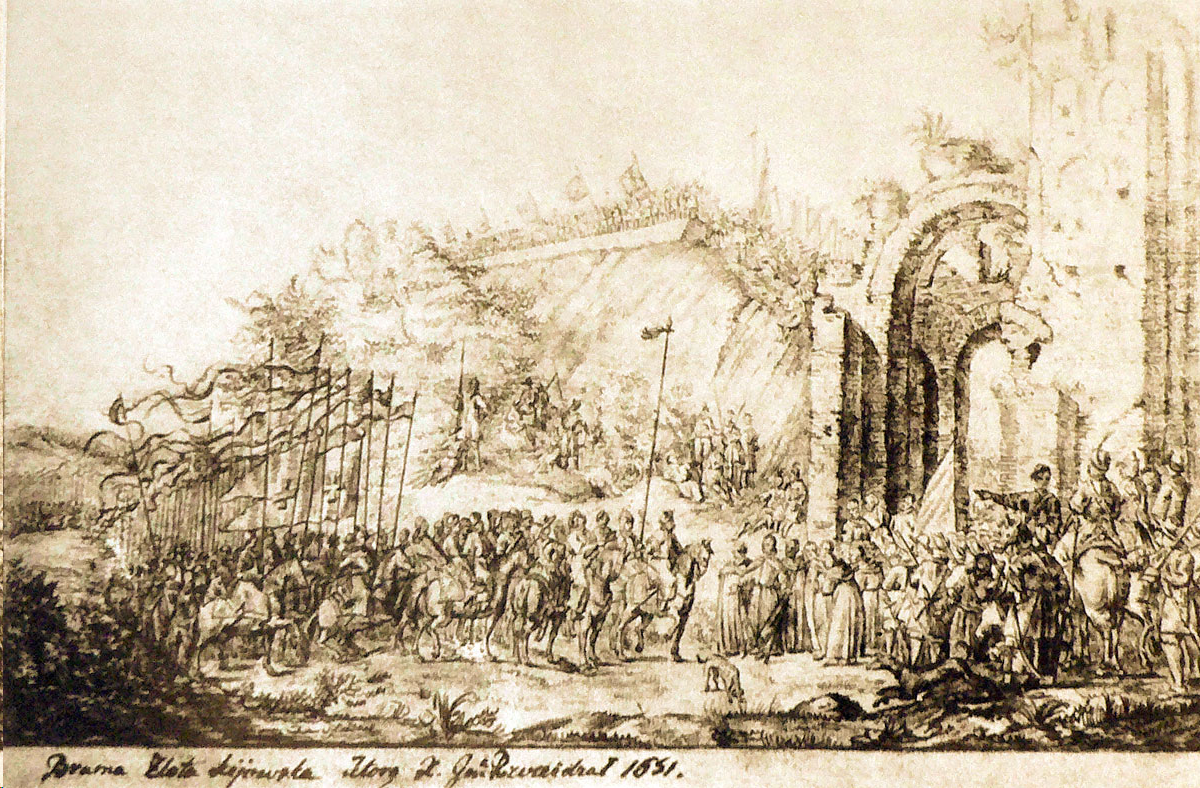
Литовське військо вступає через руїни Золотих воріт в Київ в 1651. Абрагам ван Вестерфельд
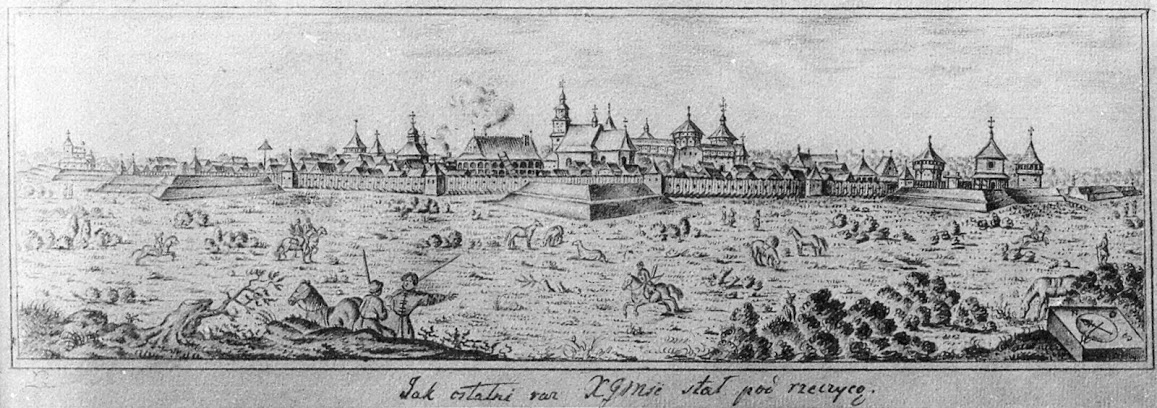
Місто Річиця (Гомельська область). Абрагам ван Вестерфельд (1651)
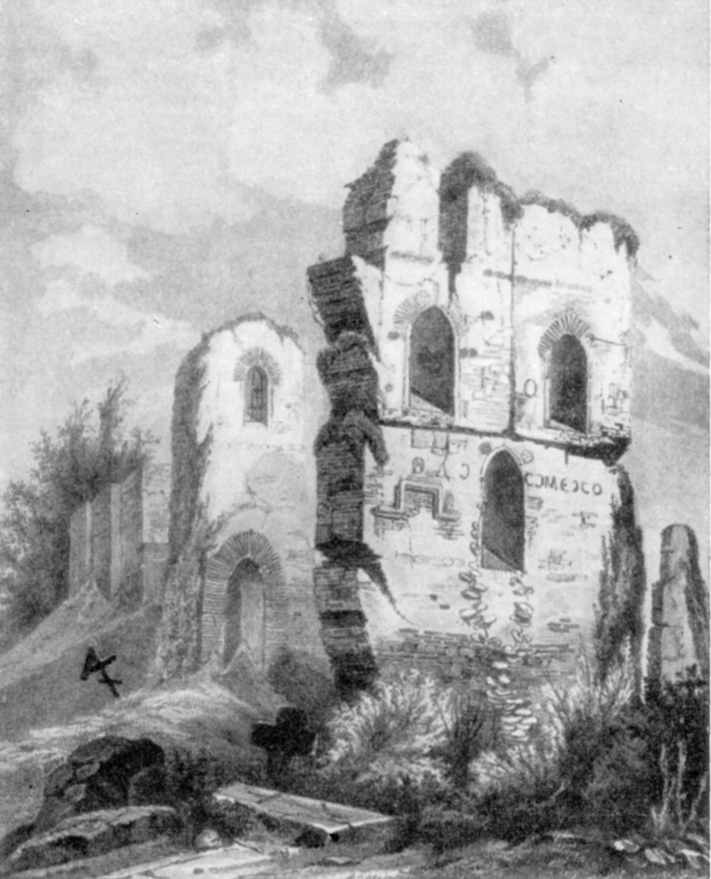
Руїни Десятинної церкви. Еразм Фабіянський (1857)

Замість терміну «дитинець» у Великому князівстві Московському з XIV століття почали використовувати термін «кремль». У літописах слово «дитинець» широко використовувалося до XIV століття, після чого на території Росії почали вживати слово «кремль». У XIV–XV століттях новгородські та псковські літописи застосовують цей термін майже виключно для Новгорода і Пскова (нині обласний центр РФ). В інших руських землях термін вийшов з ужитку у XIV столітті, у Північно-Східній Русі він був замінений терміном «кремль», у Західній Русі — «замок». У Білорусі слово дядинець було замінено на «замок», який часто поділявся на «Верхній» (або «горні») і «Ніжні» (або «дольні»).
Дитинець — центральна укріплена частина староруського міста, огороджена стінами; кремль, замок. Дитинець (дѣтиньць, дитиньць, дѣтиниць) — у давньоруських джерелах — внутрішня укріплена частина міста/населеного пункту/фортеці, на протилежність зовнішній (окольному городу, передгороддю, острогу). У Новгородському Першому літописі, Іпатієвському літописі та Лаврентієвському літописі, які фіксують події кінця XII–XIII століть, дитинці згадуються по всій території Київської Русі — у Новгороді Великому (1097), Чернігові (1152), Білгороді (1161), Владимирі (нині обласний центр РФ, 1194), а також у сусідніх землях — у Сандомирі (Польща, 1261), Новогрудку (1274). Термін використовується у давньоруських текстах XII століття для позначення цитаделей у фортецях Палестини (Хождєніє ігумена Даниїла, переклад «Юдейської війни» Йосифа Флавія).
У «Толковом словаре живого великорусского языка» Володимира Даля зазначається: кремь — рос. «лучшая часть заповедника», рос. «крепкий и крупный строевой лес в заветном бору». Фасмер: Кремь «частина засіки, де росте найкращий будівельний ліс», кремлеЕвий «кріпкий, міцний» (про будівельний ліс), кремлеевая соснаґ «сосна на узліссі».
«Красні сади» влаштовували і при монастирях монахи, і великі князі, і царі. Монастирі з давніх часів будувались на піднесенні (височинах), а в монастирських садах розводили не лише овочі і плодові дерева, але й лікарські трави і квітучі рослини. Монахи, здійснюючи паломництва в Палестину, привозили із відвіданих на шляху країн рослини.
В кінці XV століття великий князь Іван ІІІ влаштував Великокнязівський сад, який згодом став називатися Царським. З великою запопадливістю насаджував цар сади у Москві, мабуть, як охорону від частих на той час пожеж. Особливо полюбилася царю Ізмайлівська долина під Москвою. Тут для нього і було влаштовано сад з хрестоподібно розташованим партером серед яблунь і груш. В середині саду — вовилон, тобто лабіринт, навколо нього 16 квадратів, що кожен називались «садом». Розташування рослин в кожному саду мало певний, геометричний рисунок. Був у садибі Ізмайлово і «круглий аптекарський город». Всередині цар наказав вибудувати дворець і влаштувати Новий сад, який обвели широким каналом. «Сад, що на острові» мав площу пів гектара. В цій садибі було 20 ставків. В саду було збудовано два рос. чердака-беседки, рос. «писано перспективно красками» (картинами) і рос. «смотрильня» — башта. Був і особливий Виноградний сад, теж оточений парканом. Серед Виноградного саду розташовані (рос.)«три терема со входом и с красными окнами, кругом их перила; около теремов пути, между путей столбцы точенные».

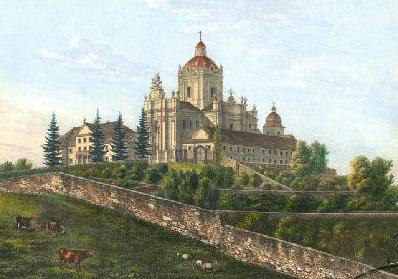
Зображення західного та південного фасаду архикатедрального собору Св. Юра та прилягаючих будинків, на першому плані — катедральний сад (1837)Докладніше: Митрополичі сади
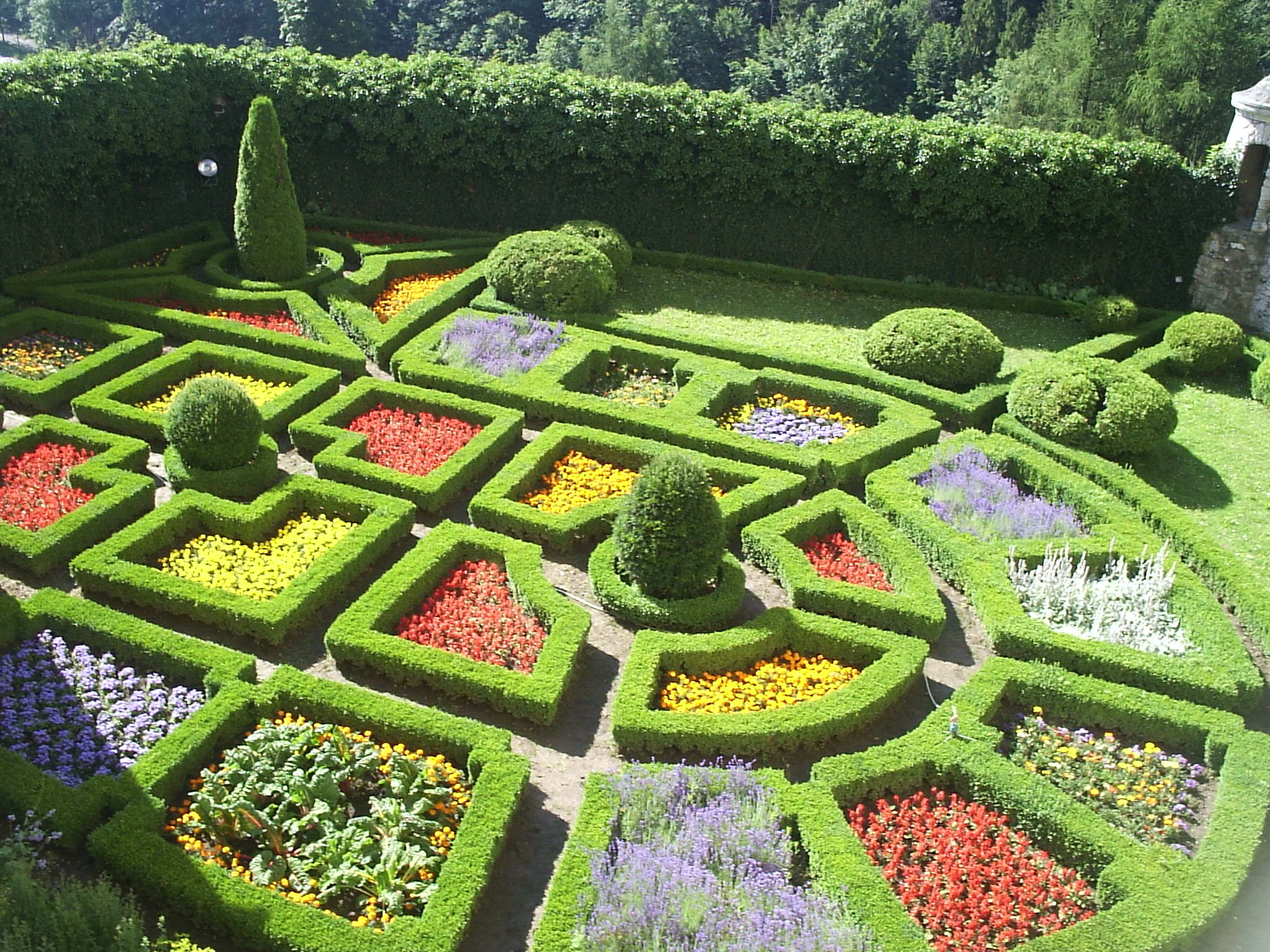
Ренесансний сад у Пєсковій Скалі (пол. Ogród renesansowy w Pieskowej Skale)

Відомі набережні кам'яні «красні сади» — Верхній і Нижній в Московському Кремлі:
- Верхній сад, шириною 16 метрів і довжиною 124 метри, вміщувався на склепіннях двоярусного кам'яного «Запасного двора», де зберігались хліб і сіль. Кам'яна огорожа з вікнами і різьбленими решітками в них оточувала сад. По обидві сторони підносились два рос. «чердака»-терема, розписані узорами. В саду розміщувались шість оранжерей, в різних місцях саду розташовувались фонтани, а біля саду була вежа з водопідйомною машиною. рос. «Упряжал государев сад в Верху» садівник Назар Іванов.
- Нижній сад розташовувався на схилі Кремлівської гори і також на склепіннях погребів. Площа його була невелика — всього була 28 х 48 метрів. Планування саду регулярне, в голландському дусі. В саді знаходився ставок, викладений свинцевими дошками. На цьому ставку одинадцятирічний Петро Перший вчився «мореплавству» — на «потішних карбусах» і «стружках», за тим переправлених на Яузу.

У Кремлівських садах росли фруктові дерева, ягідні кущі, лікарські трави, овочі. Ще в Кремлі знаходились «сади, що на сінях», тобто, верхові, висячі. В Москві збереглись назви попередніх садових слобід: Малі, Средні і Великі Садовники (рос. Малые, Средние і Большые Садовники, Берснеевка, Огородники).
Див.також: Висячі сади
Вже з XII століття в «Житії Феодосія» оповідається, як чернці: «в ограді копахують зелинного ради растенія», а у Вишгороді були не тільки огородники, а й старшина огородників. В середині XII століття в описі оборони Києва бачимо теж навколо його «городи на велику просторонь». В оповіданні Патерика (XIII століття) про чернців XI століття бачимо при келіях городчики з «деревами плодовитими»; при тім як і досі (біля 1960-х років) слово город (город, градень — огороджене місце взагалі) уживалось однаково для означення і огороду і саду, і можливо, що в вище поданих звістках про великі київські і вишгородські городи треба розуміти й сади.
|                                | «Якщо описувати архимандритові келії, то скажемо, що се — великий добротний дім. Горішній поверх увінчує висока баня з балюстрадою, звідки видко ріку Дніпро за монастирськими садами. Нас водили до архимандритових садів; туди ми спустилися сходами й увійшли крізь браму з банею, утвореними зі штахетника й живоплоту завтовшки з лікоть. За штахетником росте собі дивовижне деревце, густі віти якого так само густо вкрито шпичаками, воно схоже на жасмин Хами; пнучись догори й на всі боки, пагони його й утворюють цей живопліт. Кожну гілочку, тільки-но вона випнеться з-за штахетника, обтинають ножицями». ... «Це ж деревце править за живопліт і садової шкілки. Ти бачив би, читачу, як стовбурець виростає з ґрунту на лікоть заввишки, а зелені пагони виганяються на два лікті й, переплівшись поміж собою, ніби утворюють широченьку стіну. Деревце дає плоди. Ми їх куштували, ягоди схожі на недозрілий виноград, зеленаві й солодкі. Деревце називають ікрис. Така дивовижно гарна садова огорожа — справа умілих садівникових рук». ... «Знай, читачу, що тут у кожному великому монастирі, у митрополита козаків, усіх його єпископів зустрінеш служилий люд з поважних достойників; за рангом кожен з них рівня полковникові, їх називають монастирськими челядниками. Коли митрополит, чи єпископ, чи архимандрит монастиря їде своїм повозом, вони гарцюють попереду й позаду на баских породистих конях, у пишних обладунках, при коштовній зброї. Такий у них звичай. До слова, в усіх келіях митрополитових, архимандритових, дияконових, чернецьких побачиш силу-силенну коштовної зброї, а саме: малі алжирські й чер». |
| — Халебський Павло (1654–1656) | |

Походження слова «кремль» остаточно не з'ясоване, висунуто кілька версій. Семітське походження від Кармель (Керем Ель) — буквально: «Божий виноградник»; за словником Ф.Л. Шапіро: 1) квітуча земля; 2) свіжі фрукти; 3) гора Кармель; інший переклад: «густий сад», «опасиста земля, що густо заросла деревами» (рос. тучная почва, густо заросшая деревьями) — не розглядається. Відомо, що частина управляючої еліти Хазарії прийняла юдаїзм. Слово поширене в російській мові, але не в інших слов'янських мовах. Кре́мль — укріплений оборонними стінами центр на північно-східних околицях Русі та гора Кармель — гірський масив на північному заході Ізраїлю (Керем Ель — буквально: «Божий виноградник») — це і гора (підвищення), і сад, і є відповідником прагерманському *gardaz («огорожа», «двір», «сад»), від якого виводять град (див. вище етимологію). Крім того, в англійській мові слово "двір" походить від того самого лінгвістичного кореня, що й слово сад, і має багато однакових значень. Слово «двір» походить від англосаксонського geard, порівняйте «jardin» (французьке), яке має германське походження (порівняйте франконське слово «gardo»), «сад» (англо-нормандське Gardin, німецьке Garten) і давньоскандинавське garðr, латинське hortus = «сад».
Походження терміна намагаються виводити з слів крома, кромсати. Проте, первісне значення слів крома, крем, кремінь, крім, кремсати — етимологічно пов'язане з каменем: праслов'янське Kremiti — означало крушити, дробити, з яким повязані українські крім, крома, кремсати. З ним же пов'язане слово «кремінь» — твердий, малопластичний і крихкий мінерал (крушиться на окремі частинки, окрайки). Крем — крім, окремий, чеське Krema, словацьке Krem, пов'язане з Крома. Давньоруське «крома» — «окраєць». Мінерал кремінь крихкий — кришиться на окремі частини. Деревина ж не підлягає кришінню. Укріплення з частоколу і інші укріплення на російських територіях зводились з деревини: Тверський Кремль, Коломненський Кремль, Новгородський Кремль, Московський Кремль. Відомо, що навіть у 1928 році в Московській, Володимирській, Ярославській, Костромській, Нижньоновгородській і ін. губерніях мало каменю. Видобувати камінь і транспортувати його з кар'єру складніше, ніж рубати дуби в довколишньому лісі, тому будівництво коштувало недешево.

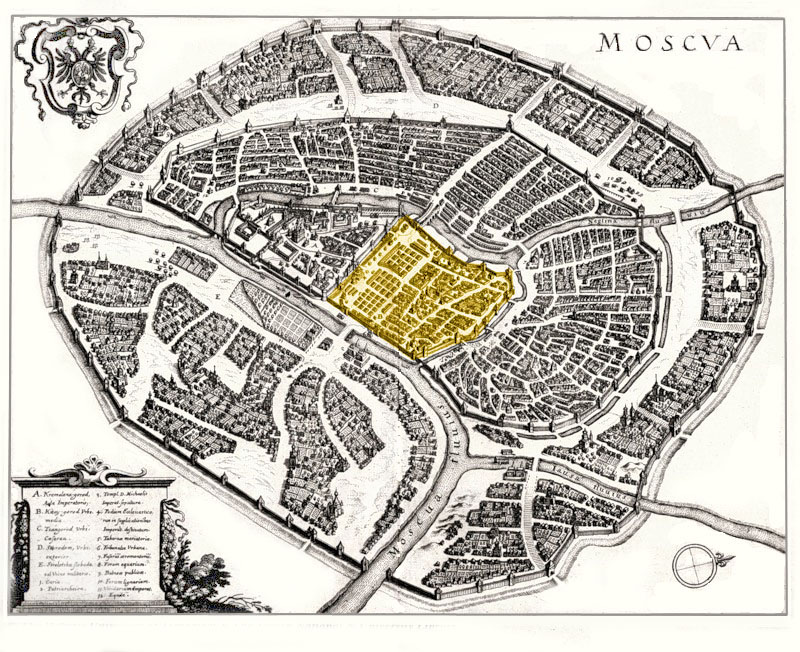
Китай-город — раніше Большой посад, а нині історичний район Москви всередині Китайгородської кріпосної стіни, прибудованої в 1538 році до кутових башт Московського Кремля: Беклемішевської та Арсенальної.

У XVI столітті, коли Москву оточили ще трьома лініями укріплень і звели кам'яні стіни навколо прилягаючого до Кремля Большого, або Великого, посаду, останній отримує в ту пору іншу назву — Китай-город. У 1850-х роках Москва поділялася на Кремль, Китай-город, Білий город, Земляний город і передмістя (околиці).

#### Зовнішня частина града. Окольний град (острог або посад)
«Окольний град, передграддя, острог» є зовнішньою укріпленою частиною міста/населеного пункту/фортеці на відміну від протилежної — внутрішньої частини — дитинця. Зовнішня частина міста була «окольним градом» або «острогом», іноді його ще називали «посадом». Це було місто у власному розумінні цього слова. Окольний град зазвичай розташовувався з напольного боку дитинця і ця зовнішня частина града також була оточена укріпленнями, іноді потужними, ніж укріплення дитинця. Острог складався з кварталів простого люду, ремісників, торговельного майдану, дворів купців, численних церков та монастирів, і у великих городах цей «окольний град» сягав 50–100 га.
Історичний термін «острог» — у Київській Русі і в Російській державі до XVII століття — огороджене частоколом місто, селище, яке було укріпленим пунктом; а також стіна на валу фортеці з закопаних впритул у землю і загострених угорі стовпів. У царські часи слово острог набуло у нас значення — в'язниці, тюрми.
Посад — у Давній Русі в X–XIV століттях і в Російській державі в XV–XVIII століттях — ремісничо-торговельна частина міста за межами міських стін. Це термін на позначення передмістя («предградья») міст у Давній Русі та середньовічній Україні, ремісничо-торгової частини міста. Слово «посад» вживається виключно в літописах Новгорода Великого та Північно-Східної Русі, звідки його й запозичили історики XIX століття. Південноруські Літописи знають термін «окольний град», «поділ». За часів Великого князівства Литовського та Речі Посполитої джерела використовували термін «місто» для позначення торгово-ремісничого поселення, іноді з правами самоуправління, на противагу замку — осередку державної або приватновласницької адміністрації. Іноді посад мав власні легкі укріплення, його  іноді називали «подолом завдяки його розташуванню нижче дитинця, який прагнули будувати на підвищенні («горі»). Осередком посаду була торгова площа — торг або ринок, поблизу якої розташовувалися заїжджі двори іногородніх та іноземних купців, які регулярно відвідували місто. На посаді мешкали ремісники й купці. У ряді давньоруських міст на посаді розташовувалися також боярські двори, які як правило мали інші двори в дитинці. На периферії посаду були розташовані майстерні ремісників, чиє виробництво було пов'язане з вогнем, в першу чергу, ковалів і гончарів.

#### Третяк (також, «сторона» або «кінці»)
Поступово місто розросталося, до нього додавалися нові території, які також обносилися стінами та укріпленнями («Третяк» в Чернігові тощо). За межами укріплень града знаходилися передмістя — «сторона», іноді їх називали «кінці». На «кінцях» мешкали торгові та промислові люди. Зокрема, князь міг спеціально поселити в селі, в  посаді, ремісників. Передмістя зазвичай заселяли ремісники з певною спеціалізацією: кожум'яки селилися біля води, гончарі — біля виходу глини тощо. На передмістях проживали окремі етнічні групи — німці в Смоленську, євреї — в Києві. Київ чи Чернігів, об'єднував різні «кінці» — окремі поселення — в одне ціле навколо княжого двору.

## Городища в Скандинавії
У Скандинавії городища — це укріплення залізного віку, які, можливо, мали кілька функцій. Зазвичай вони розташовані на гребнях пагорбів і гір, використовуючи урвища й болота, які працювали як природний захист. Більш доступні частини гребенів були захищені кам'яними стінами. Круглі та закриті, так звані кільцеві, поширені навіть на рівній місцевості. У стінах часто залишаються частини каменю, які, ймовірно, були опорою палі. Вони часто мають добре окреслені ворота, брами яких, ймовірно, були дерев'яними. Городища з потужними стінами часто розташовані біля старих торгових шляхів і мають наступальний характер, тоді як інші є відлюдними і були слабо укріплені, ймовірно, лише для переховування під час набігів.
Багато фортів, розташованих у центрі густонаселених районів, були постійними фортецями, і на них можна побачити сліди поселень як усередині, так і зовні. Старіші топоніми, що містять елемент sten/ stein, зазвичай були городищами.
У Швеції відомо 1 100 городищ, зосереджених на північно-західному узбережжі та в східному Свеаланді. У Седерманланді їх 300, в Уппланді 150, Естерйотланді 130 і від 90 до 100 у Богуслен і Готланд. У Норвегії близько 400 городищ, у Данії — 26.

## В Фінляндії
Фінським словом для городища є linnavuori (у множині linnavuoret), що означає фортечний пагорб або замковий пагорб, або альтернативно muinaislinna, що означає стародавній форт, на відміну від голого linna, що відноситься до середньовічних або пізніших укріплень.
Однією особливістю фінських городищ є те, що хоча більшість із них розташовані на деякій відстані від моря, раніше багато фортів розташовувалися біля моря через післяльодовиковий відскок.
У Фінляндії є близько 100 городищ, підтверджених розкопками, і ще близько 200 підозрюваних місць. Найбільшим городищем у Фінляндії є замок Рапола, також відомим є Старий замок Лієто.

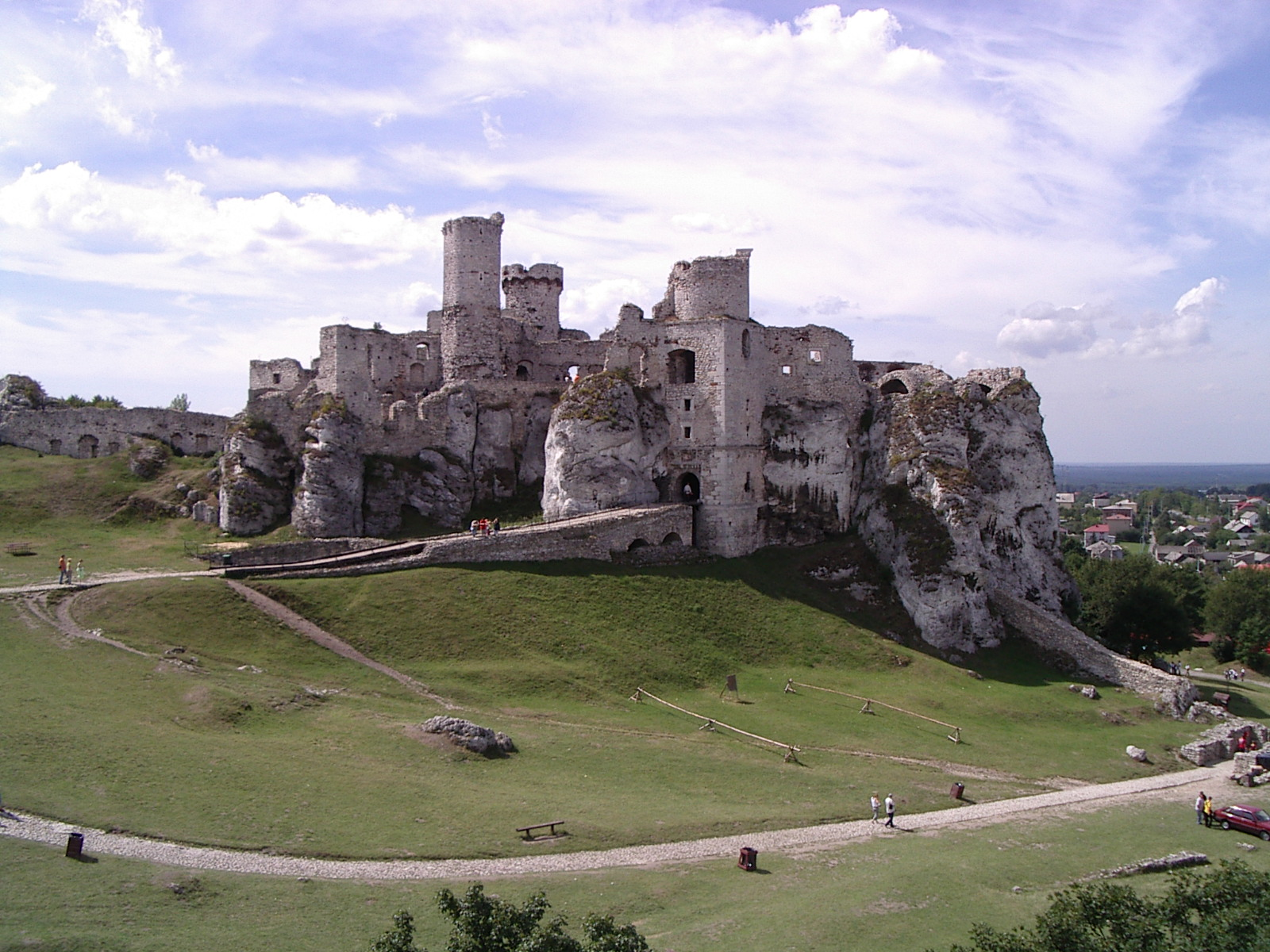
Руїни замку Огродзенець, Польща
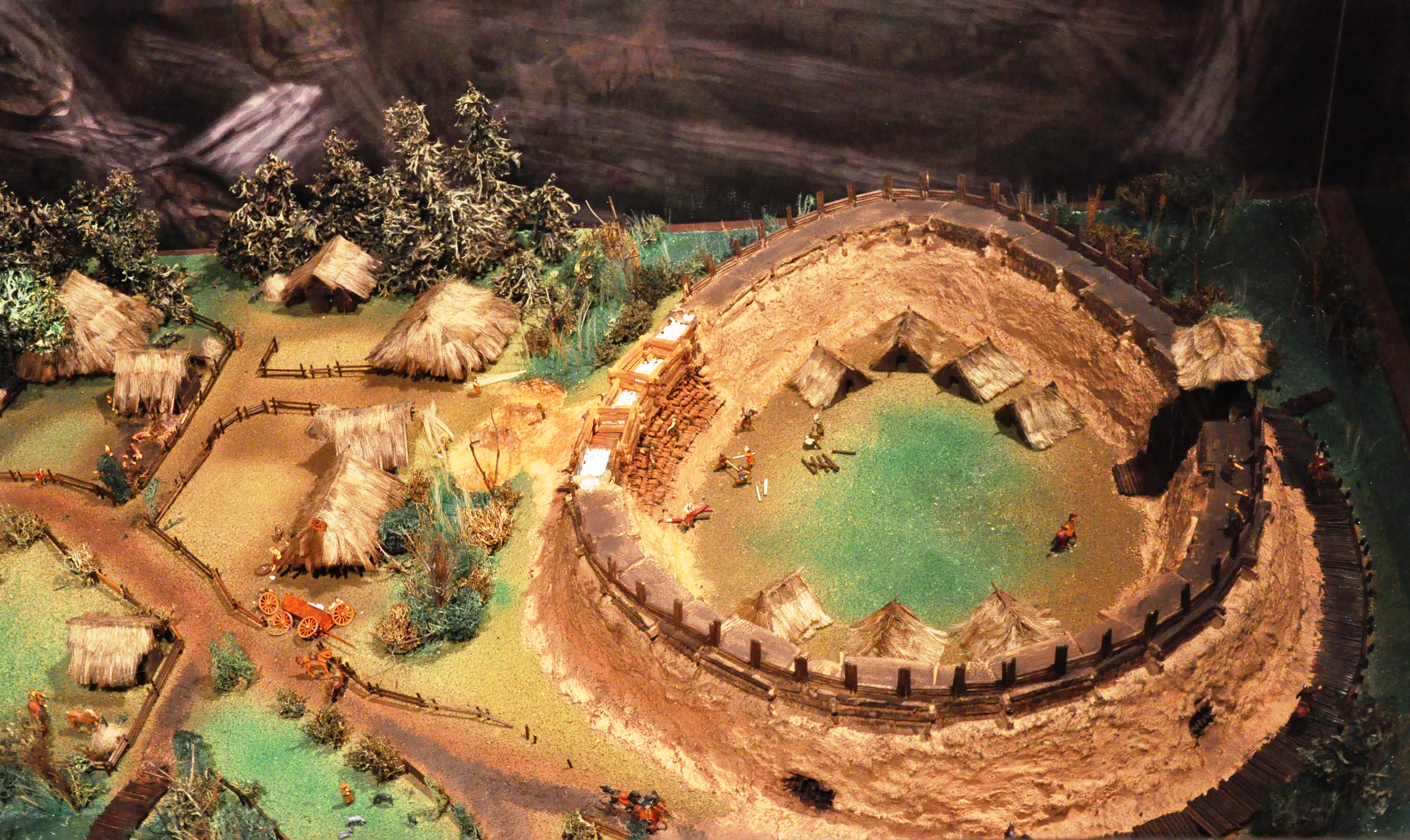
Модель поселення в Бродно Старе (тепер Варшава-Тарговек), приблизно X–XII століття нашої ери. Виставка в археологічному музеї у Варшаві
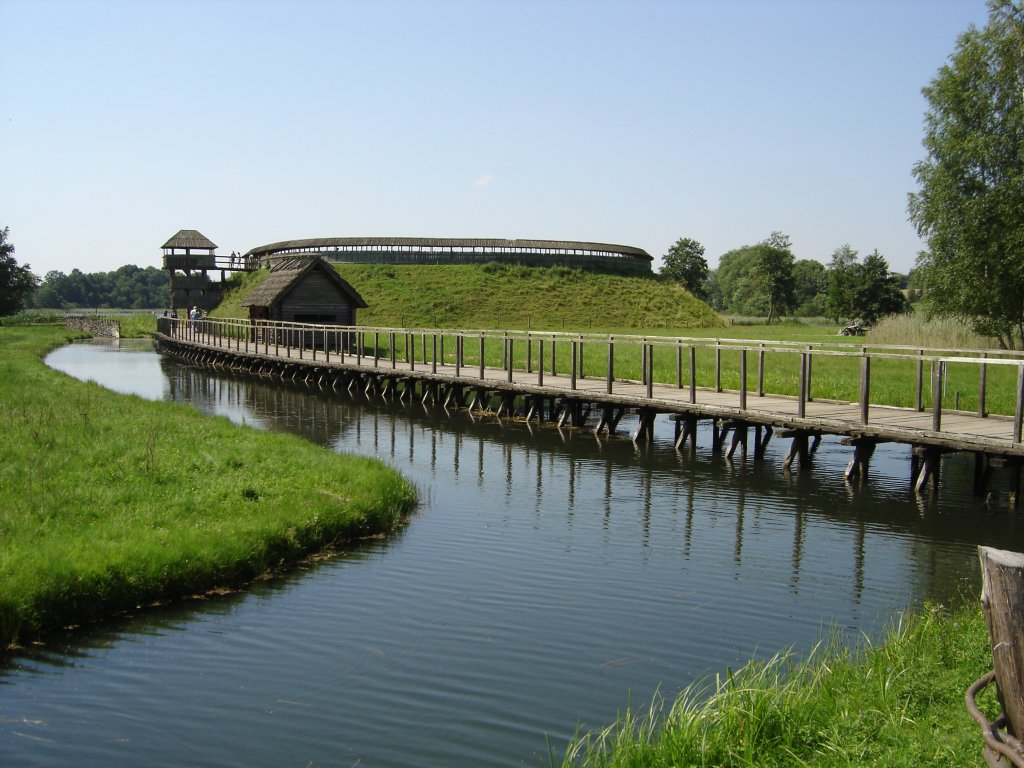
Археологічний музей під відкритим небом Грос Раден, реконструйоване західнослов'янське місто (IX–X століття) із під'їзним мостом. Розташоване в Мекленбурзі, на півострові озера Біннензее, неподалік від містечка Штернберг, в Німеччині.
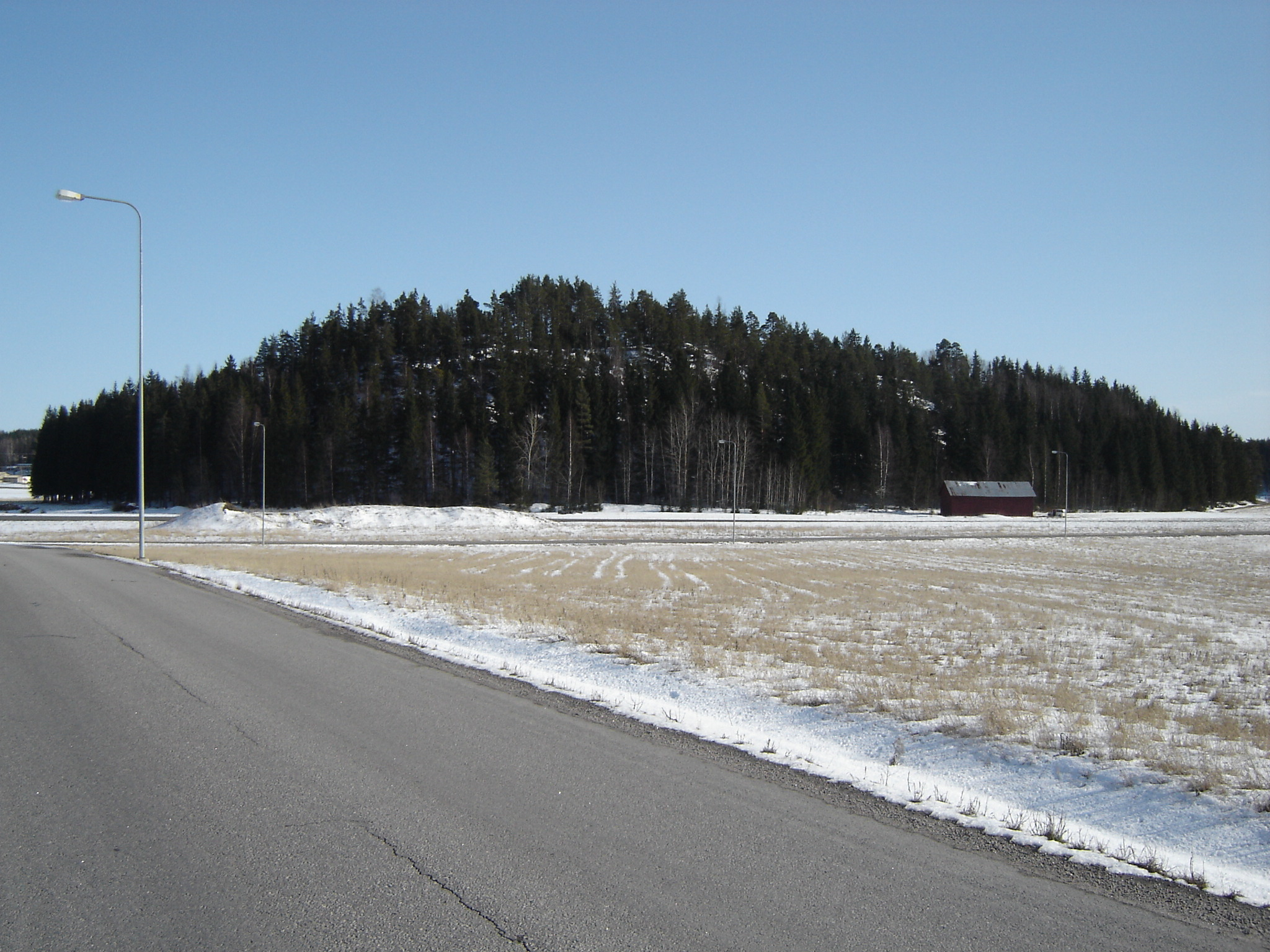
Городище в Халікко, Фінляндія
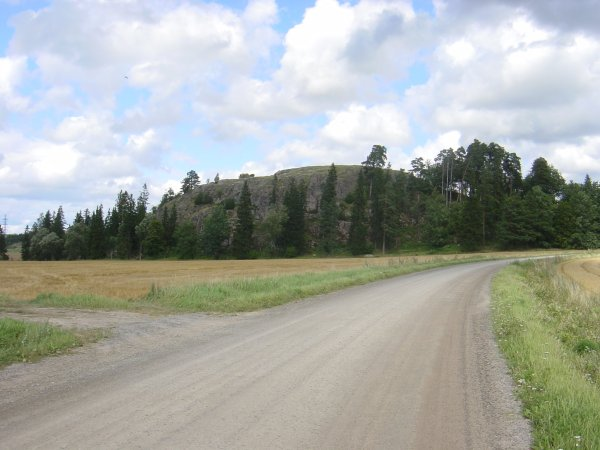
Старий замок Лієто (Фінляндія) в серпні 2007 року, вид зі стародавньої дороги, що проходить повз городище.

### Деталізація джерел
1. 1 2  Град // Словник української мови : в 11 т. — Київ : Наукова думка, 1970—1980.
2. 1 2 3 4  Городище // Словник української мови : в 11 т. — Київ : Наукова думка, 1970—1980.
3. 1 2 3 4 5 6 7  Замковий туризм. Курс лекцій для студентів спеціальності «Туризмознавство» / Д.А. Каднічанський, Т.Б. Завадовський — Львів: Видавничий центр ЛНУ імені Івана Франка, 2017. — 138 с. Доступ
4. 1 2 3 4  Тимочко Н. О. Економічна історія України: Навч. посіб. — К.: КНЕУ, 2005. — 204 с. ISBN 966-574-759-2
5. ↑  6. Українське назовництво (ономастика) / Енциклопедія українознавства. Загальна частина: Перевидання в Україні / НАН України, Інститут української археографії; НТШ у Сарселі; Фундація Енциклопедії України в Торонто. — Репринтне відтворення видання 1949 року. — Київ. — ISBN 5-7702-0554-7. — Т. 1. — 1994. — XVI, 400 с.: іл.; Т. 2. — 1995. — с. 369-800: іл.; Т. 3. — 1995. — с. 801-1230: іл.
6. 1 2  Дитинець // Словник української мови : в 11 т. — Київ : Наукова думка, 1970—1980.
7. 1 2 3 4 5 6 7 8 9 10 11 12 13  Вортман Д.Я. ДИТИНЕЦЬ [Електронний ресурс] // Енциклопедія історії України: Т. 2: Г-Д / Редкол.: В.А. Смолій (голова) та ін. НАН України. Інститут історії України. — К.: В-во "Наукова думка", 2004. — 688 с.: іл.
8. 1 2 3 4 5 6 7 8 9 10 11 12 13 14 15 16 17 18 19 20 21 22 23 24 25 26 27 28 29 30 31 32 33 34 35 36 37 38 39 40 41 42 43 44 45 46 47 48 49 50 51 52 53 54 55 56 57 58 59 60 61 62 63 64 65 66 67 68 69 70 71 72 73 74 75 76 77 78 79 80 81 82 83 84 85 86 87 88  Попович М.В. Нарис історії культури України. — К., 1998. — С. 71-87.
9. ↑  Го́род // Словник української мови : в 11 т. — Київ : Наукова думка, 1970—1980.
10. 1 2 3  Острог // Словник української мови : в 11 т. — Київ : Наукова думка, 1970—1980.
11. 1 2 3 4 5 6 7 8  М.Ф. Котляр, А.Г. Плахонін. ПОСАД / Енциклопедія історії України : у 10 т. / редкол.: В. А. Смолій (голова) та ін. ; Інститут історії України НАН України. — К. : Наукова думка, 2011. — Т. 8 : Па — Прик. — С. 434. — ISBN 978-966-00-1142-7.
12. 1 2  Щур Р.; Коханець М./ Тустань (Державний історико-культурний заповідник). Історія. Фолькльор / Роман Щур; Сколівські Бескиди (Національний природний парк) / Михайло Коханець. — Львів: Новий час. 2002. — 72с.:іл. ISBN 966-95279-2-9
13. 1 2 3 4 5 6 7 8  Город // Українська мала енциклопедія : 16 кн. : у 8 т. / проф. Є. Онацький. — Накладом Адміністратури УАПЦ в Аргентині. — Буенос-Айрес, 1958. — Т. 1, кн. II : Літери В — Ґ. — С. 272. — 1000 екз.
14. ↑  Археологія // Словник української мови : в 11 т. — Київ : Наукова думка, 1970—1980.
15. 1 2 3 4 5  Синиця Є.В. ГОРОДИЩЕ, археологічна пам'ятка [Електронний ресурс] // Енциклопедія історії України: Т. 2: Г-Д / Редкол.: В. А. Смолій (голова) та ін. НАН України. Інститут історії України. — К.: В-во "Наукова думка", 2004. — 688 с.: іл.. (дата публікації: 2020 р.; остання редакція: 2020 р.)
16. 1 2 3 4 5 6 7 8 9 10 11 12  (рос.) Городище (остатки др. поселения) [Електронний ресурс] «Большая Советская Энциклопедия (БСЭ)»
17. 1 2 3 4  Етимологічний словник української мови : в 7 т. / редкол.: О. С. Мельничук (гол. ред.) та ін. — К. : Наукова думка, 1982. — Т. 1 : А — Г / Ін-т мовознавства ім. О. О. Потебні АН УРСР ; укл.: Р. В. Болдирєв та ін. — 632 с. (Город, див.стор.:571, 581, 632;)
18. ↑  Томенчук Б. Баварський Географ і річкові шляхи та гради в геополітиці середньовічної Європи[недоступне посилання] // Карпати: людина, етнос, цивілізація. Науковий журнал[недоступне посилання]. — 2009, № 1[недоступне посилання]
19. 1 2 3 4 5 6 7 8 9 10 11 12 13 14 15 16 17 18 19  Липа К. Під захистом мурів. — К.: Наш час, 2007. — 184 с. — (Сер. «Невідома Україна») ISBN 978-966-8174-84-1 ISBN 966-8174-12-7 (серія)
20. 1 2 3 4 5 6 7 8 9 10 11 12 13 14 15 16 17 18 19 20 21 22 23 24 25  Ю.С. Асєєв, В.О. Харламов. 9.12. Архітектура: дерев'яна і кам'яна  / Історія української культури. У 5 т. / за ред. Ю.С. Асеєва. Київ: Наукова думка, 2001. Т. 1.
21. ↑  "Maiden Castle". English Heritage.
22. ↑  Historic England. "Maiden Castle (451864)". Research records (formerly PastScape).
23. ↑  Ayán Vila, Xurxo (2008), "A Round Iron Age: The Circular House in the Hillforts of the Northwestern Iberian Peninsula[недоступне посилання]" (PDF), E-Keltoi: Journal of Interdisciplinary Celtic Studies, UW-Milwaukee Center for Celtic Studies, 6: 903–1, 003, ISSN 1540-4889 (p. 913)
24. 1 2  McIntosh, Jane (2009) [2006], Handbook of Life in Prehistoric Europe (paperback ed.), Oxford University Press, ISBN 978-0-19-538476-5 (стор.: 162, 349)
25. ↑  Collis, John[en] (2003) [1984], The European Iron Age (electronic ed.), Taylor & Francis e-Library, ISBN 0-203-44211-3 (стор. 79)
26. 1 2 3 4 5 6 7  Історія війн і сучасного військового мистецтва: конспект лекцій: / О.В. Уваркіна та ін. Київ: ІСЗЗІ КПІ ім. Ігоря Сікорського, 2021. 304 с. (стор.: 96-97, 111)
27. 1 2 3 4 5 6 7 8 9 10 11 12 13 14 15 16 17 18 19 20 21 22 23 24 25 26 27 28 29 30 31 32 33 34 35 36 37 38 39 40  В. Петров. Матеріяльна культура. Пережитки передісторичної матеріяльної культури. Скотарство (200). Хліборобство (200). Ремесло. Оброблення металю (201). Осадництво (201) // Енциклопедія українознавства. Загальна частина (ЕУ-I). — Мюнхен, Нью-Йорк, 1949. — Т. 1. — С. 200-228.
28. ↑  Реєстр пам'яток трипільської культури — Кіровоградська область // Енциклопедія Трипільської цивілізації. — К., 2004. — Т. І.
29. ↑  Городище Дикий Сад: новые открытия, новые сенсации. Архів оригіналу за 20 вересня 2020. Процитовано 14 червня 2020.
30. 1 2 3 4 5 6 7 8 9 10 11 12 13 14 15 16 17 18 19 20 21 22 23 24 25 26 27 28 29 30 31 32 33 34 35 36 37 38 39 40 41  Детская энциклопедия: для среднего и старшего возраста. Том: 7 Из истории человеческого общества / Гл.редакция: Д.Д. Благой, В.А. Варсанофьева, Б.А.Воронцов-Вельяминов, П.А. Генкель и др.; гл. редактор: А.И. Маркушевич; научн.редакторы: С.Д. Сказкин, М.В. Нечкина, Н.П. Кузин, А.В. Ефимов, А.И. Стражев, А.Г. Бокщанин; зам. Гл.редактора: П.А. Мичурин. — Изд. Академии педагогических наук РСФСР, Москва 1961, С: 621 (с.:69-70, 215-216, 219)
31. 1 2  В. Кубійович. Зернове господарство // Енциклопедія українознавства. Словникова частина (ЕУ-II). — Париж, Нью-Йорк, 1959. — Т. 3. — С. 805-808.
Первинні джерела, на які посилається В.М. Кубійович: 
• Социалистическое сельское хозяйство Советской Украины. К. 1939; 
• Карнаухова Е. Размещение сельского хозяйства России в период капитализма (1860 — 1914). М. 1951; 
• Очерки развития народного хозяйства Украинской ССР. М. 1954; 
• Гуржій І. Розклад февдально-кріпосницької системи в сіль. госп-ві України першої пол. XIX ст. К. 1954; 
• Архімович О. Зернові культури в Україні. Укр. збірник, кн. 4. Ін-т для вивчення СССР. Мюнхен 1955; 
• Посевные площади СССР. Статистический сборник, т. І. М. 1957.)
32. ↑  Челядь // Словник української мови : в 11 т. — Київ : Наукова думка, 1970—1980.
33. ↑  feodum — див.: The Cyclopedic Dictionary of Law , Walter A. Shumaker, George Foster Longsdorf, pg. 365, 1901 рік.
34. ↑  Noble, Thomas (2002). Основи західної цивілізації. Chantilly, VA: The Teaching Company[en]. ISBN 978-1565856370.
35. ↑  Князь // Словник української мови : в 11 т. — Київ : Наукова думка, 1970—1980.
36. ↑  Селище // Словник української мови : в 11 т. — Київ : Наукова думка, 1970—1980.
37. ↑  Рожко М.Ф. Тустань — давньоруська наскельна фортеця. — Київ, 1996.
38. ↑  В.С. Александрович 2.4. Архітектура і будівництво / Історія української культури: у п'яти томах. Т. 2. Українська культура ХІІІ — першої половини XVII століття / Ред. В.А. Смолій. — К.: Наук. думка, 2001. — 848 с.
39. ↑  Берест Р. Я. Нові археологічні матеріали з околиць літописного Звенигорода // Галич і Галицька земля в державотворчих процесах України: матер. Міжнар. ювілейної наук. конф. — Івано-Франківськ-Галич, 1998. — С. 56-60 (с.: 58)
40. ↑  Г.Івакін. Історичний розвиток Києва XIII — середина XVI ст. — К., 1996. — С. 109-189. (Розділ III. Історична топографія пізньосередньовічного Києва) Доступ
41. ↑  Твори: у 50 т. / М. С. Грушевський; редкол.: П. Сохань (голов. ред.), І. Гирич та ін. —. — Львів: Видавництво "Світ", 2002 — .. — ISBN 966-603-223-5

Т. 5 / НАН України. Інститут української археографії та джерелознавства імені М.С. Грушевського; М.С. Грушевський; редкол.: П. Сохань, І. Гирич, О. Тодійчук. — Львів: Видавництво "Світ", 2003. — 592 с.: іл. — 7000 пр.. — (Серія "Історичні студії та розвідки" : 1888—1896). — ISBN 966-603-223-6. — 966-6063-276-7 (т. 5)
42. ↑  Етимологічний словник української мови : в 7 т. / редкол.: О. С. Мельничук (гол. ред.) та ін. — К. : Наукова думка, 1989. — Т. 3 : Кора — М / Ін-т мовознавства ім. О. О. Потебні АН УРСР ; укл.: Р. В. Болдирєв та ін. — 552 с. — ISBN 5-12-001263-9. (сторінка: 484)
43. ↑  М. Аркас — Історія України-Русі.1908 (том 1)
44. ↑  Gurba J. Roztocze w średniowieczu // Archeologia Roztocza. Krajobraz przyrodniczo-kulturowy. — Lublin, 2005. — S. 118–126; Ляска В. Розвиток поселенської структури Равського Розточчя у ІХ — ХІІІ ст. // Археологічні дослідження Львівського університету. — Вип. 11. — Львів, 2008. — С. 91-92.
45. ↑  Poleski J. Wczesnośredniowieczne grody plemienne i państwowe w polskiej części Karpat Zachodnich // Wczesne średniowiecze w Karpatach polskich. — Krosno, 2006. — S. 216–210
46. ↑  Ibid. — S. 217–218.
47. ↑  Русини а москалї. (Збірка статей і оповідань) / Видавництво полїтичного товариства «Руска Рада». Ч.4.; Чернівцї, 1911. С.:114 (стор.:4)
48. ↑  Археол., VIII, 1953, 22
49. 1 2  Острог // Українська мала енциклопедія : 16 кн. : у 8 т. / проф. Є. Онацький. — Буенос-Айрес, 1962. — Т. 5, кн. X : Літери Ол — Пер. — С. 1255. — 1000 екз.
50. ↑  Підкова Ігор Зіновійович «Довідник з історії України», т. 3, Київ, «Генеза», 1999. 684 с. (с.: 552)
51. 1 2  Winkler Gusztáv 2007:Erődvárosok, városerődítések. Műegyetemi k., p. 312. ISBN 9789634209027
52. 1 2 3 4 5 6 7 8 9 10 11 12 13  Котляр М.Ф. МОНГОЛО-ТАТАРСЬКА НАВАЛА [Електронний ресурс] // Енциклопедія історії України: Т. 7: Мі-О / Редкол.: В. А. Смолій (голова) та ін. НАН України. Інститут історії України. — К.: В-во "Наукова думка", 2010. — 728 с.: іл.
53. 1 2  Леп'явко С.А. ЧЕРНІГІВ, обласний центр [Електронний ресурс] // Енциклопедія історії України: Т. 10: Т-Я / Редкол.: В. А. Смолій (голова) та ін. НАН України. Інститут історії України. — К.: В-во "Наукова думка", 2013. — 688 с.: іл.
54. ↑  Толочко П. П. Стародавній Київ — К.: Наукова думка, 1966. Архів оригіналу за 6 травня 2021. Процитовано 11 вересня 2021.
55. 1 2 3 4 5 6 7 8 9 10 11 12 13 14 15 16 17 18 19 20 21 22 23 24 25 26 27 28  Розділ 3. Домашнє життя. Історія української культури / За загал. ред. І. Крип'якевича. (за виданням 1937 року) — 4-те вид., стереотип. — К.: Либідь, 2002. — 656 с. ISBN 966-06-0248-0.
56. ↑  Карпович В. Скальний монастир у Розгірчі // Записки ЧСВВ. — Львів, 1930. — Т. 3. — С. 562–573.
57. 1 2 3 4 5 6 7 8 9  2.2. Осередки культури / Історія української культури: у п'яти томах. Т.2. Українська культура ХІІІ — першої половини XVII століття / Ред. В.А. Смолій. — К.: Наук. думка, 2001.  — 848 с.
58. ↑  Вечерський В.В. УКРАЇНА, ДЕРЖАВА: АРХІТЕКТУРА [Електронний ресурс] // Енциклопедія історії України: Україна—Українці. Кн. 1 / Редкол.: В. А. Смолій (голова) та ін. НАН України. Інститут історії України. — К.: В-во «Наукова думка», 2018. — 608 с.
59. 1 2 3 4  Барабаш О. Ю. Овочівництво: Підручник. — К.: Вища шк., 1994. 374 с.: іл. ISBN 5-11-003617-9.
60. 1 2 3 4 5 6 7 8 9 10 11 12 13 14 15 16 17 18 19 20 21 22 23 24 25 26 27 28 29 30 31 32 33 34  (рос.) Верзилин Николай Михайлович По следам Робинзона. Сады и парки мира. — Л.: Детская литература., 1964. — 576с. (науково-популярна монографія. Сторінки: 420-431)
61. ↑  Секретарь Л.А., Трояновский С.В. Детинец в градостроительной терминологии Древней Руси //Древняя Русь. Вопросы медиевистики. 2003. № 4 (14). С. 64.
62. 1 2 3  Огородництво // Українська мала енциклопедія : 16 кн : у 8 т. / проф. Є. Онацький. — Буенос-Айрес, 1962. — Т. 5, кн. IX : Літери На — Ол. — С. 1186. — 1000 екз.
63. ↑  Михайло Грушевський Історія України-Руси: В 11 т., 12 кн. / Редкол.: П.С. Сохань (голова) та ін. — Київ: Наукова думка, 1991—1998. — (Пам'ятки історичної думки України). — ISBN 5-12-002468-8. 

Т.1. — 1991 — 736с. ISBN 5-12-002469-6 (стор.: 254)
64. ↑  Халебський Павло. Україна — земля козаків: Подорожній щоденник / Упоряд. М.О. Рябий; Післям. В.О. Яворівського. — К.: Ярославів Вал, 2009. — 293 с. ISBN 978-966-8382-23-9 (стор.: 138-140)
65. ↑  Б.М. Гранде. Введение в сравнительное изучение семитских языков. Москва. РАН. 1998 г., стр. 15.
66. 1 2 3  Етимологічний словник української мови : в 7 т. / редкол.: О. С. Мельничук (гол. ред.) та ін. — К. : Наукова думка, 1989. — Т. 3 : Кора — М / Ін-т мовознавства ім. О. О. Потебні АН УРСР ; укл.: Р. В. Болдирєв та ін. — 552 с. — ISBN 5-12-001263-9. (сторінка: 82-83)
67. ↑  проф. Д.Крынин. Типы дорог в СРСР в ближайшем будущем // «За рулем» — 1928. — №3 (сторінки: 28-29)
68. ↑  Мельниченко В. МОСКВА [Електронний ресурс] // Енциклопедія історії України: Т. 7: Мі-О / Редкол.: В. А. Смолій (голова) та ін. НАН України. Інститут історії України. — К.: В-во "Наукова думка", 2010. — 728 с.: іл.
69. ↑  Посад // Словник української мови : в 11 т. — Київ : Наукова думка, 1970—1980.